# Fascismo en España

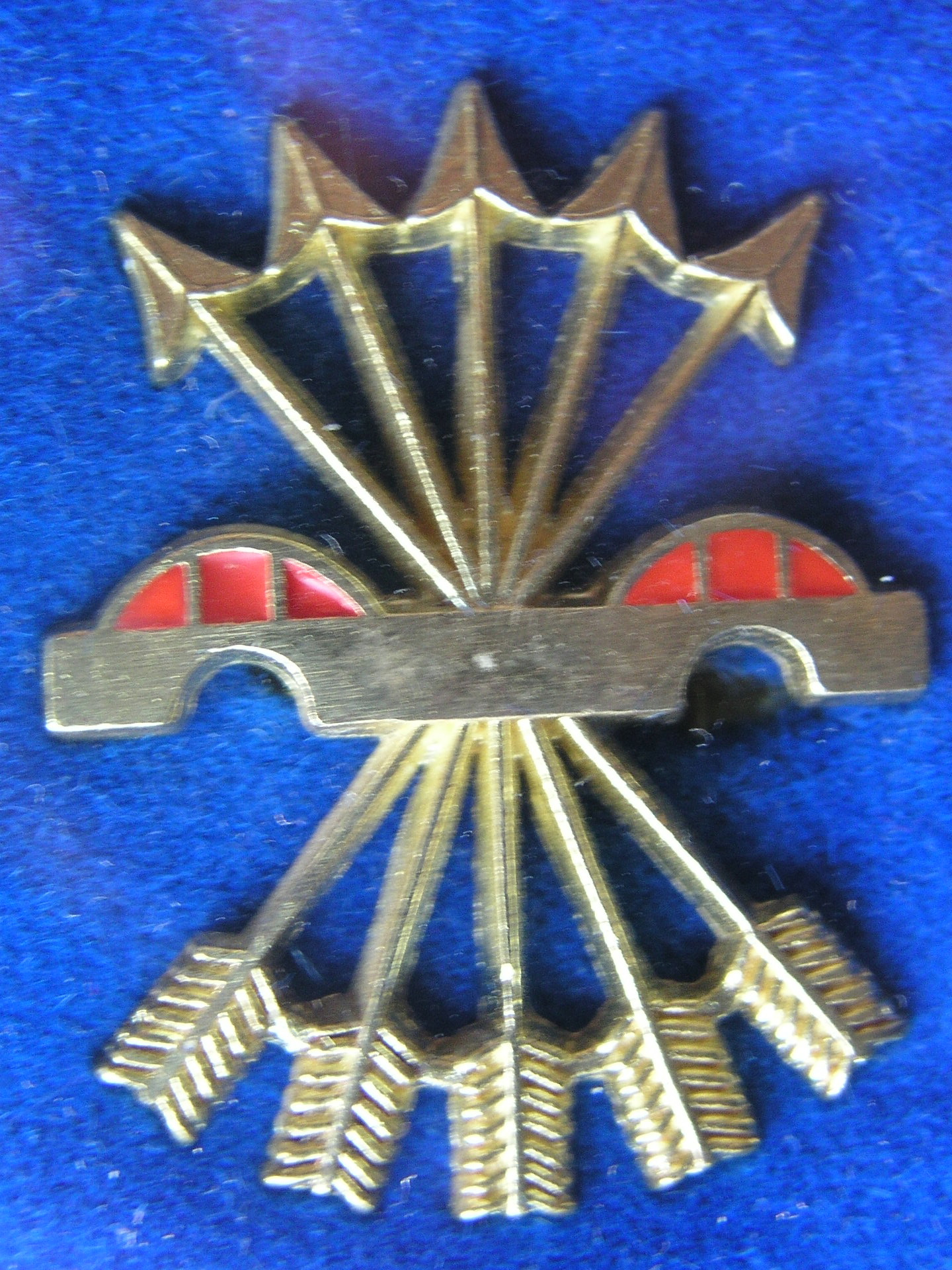
El yugo y las flechas, símbolo distintivo de los partidos Falangistas españoles.

El fascismo en España fue muy minoritario hasta la guerra civil española. Fue entonces cuando en la zona sublevada el partido fascista español Falange Española de las JONS, surgido en febrero de 1934 como resultado de la fusión de Falange Española de José Antonio Primo de Rivera con las Juntas de Ofensiva Nacional-Sindicalista de Ramiro Ledesma y Onésimo Redondo, se convirtió en partido de masas.  Tras el decreto de Unificación de abril de 1937 promulgado por el Generalísimo Franco, por el que Falange se fusionaba con la Comunión Tradicionalista, la nueva Falange Española Tradicionalista y de las JONS, cuyo jefe nacional era el propio Caudillo, se convirtió en el partido único del Nuevo Estado, posición que detentaría a lo largo de la dictadura franquista —«un régimen autoritario con un fuerte componente fascista, aunque no se puede caracterizar completamente como tal»—, adoptando también el nombre de Movimiento Nacional —el partido fascista español se convirtió así en el más longevo de la historia—.
Durante el periodo democrático que siguió a la muerte de Franco en 1975 el fascismo (o el neofascismo), dividido en numerosos partidos y grupúsculos —algunos de los cuales se presentaban como herederos de Falange—, volvió a ser marginal y no obtuvo representación parlamentaria, excepto en la I Legislatura (1979-1982) cuando el líder de Fuerza Nueva Blas Piñar consiguió ser elegido diputado por Madrid, escaño que no revalidó en las siguientes elecciones de 1982. Desde entonces ningún miembro de un partido fascista (o neofascista) ha ocupado ningún escaño ni en el Congreso de los Diputados, ni en el Senado (tampoco en ningún parlamento de las comunidades autónomas).

## Introducción

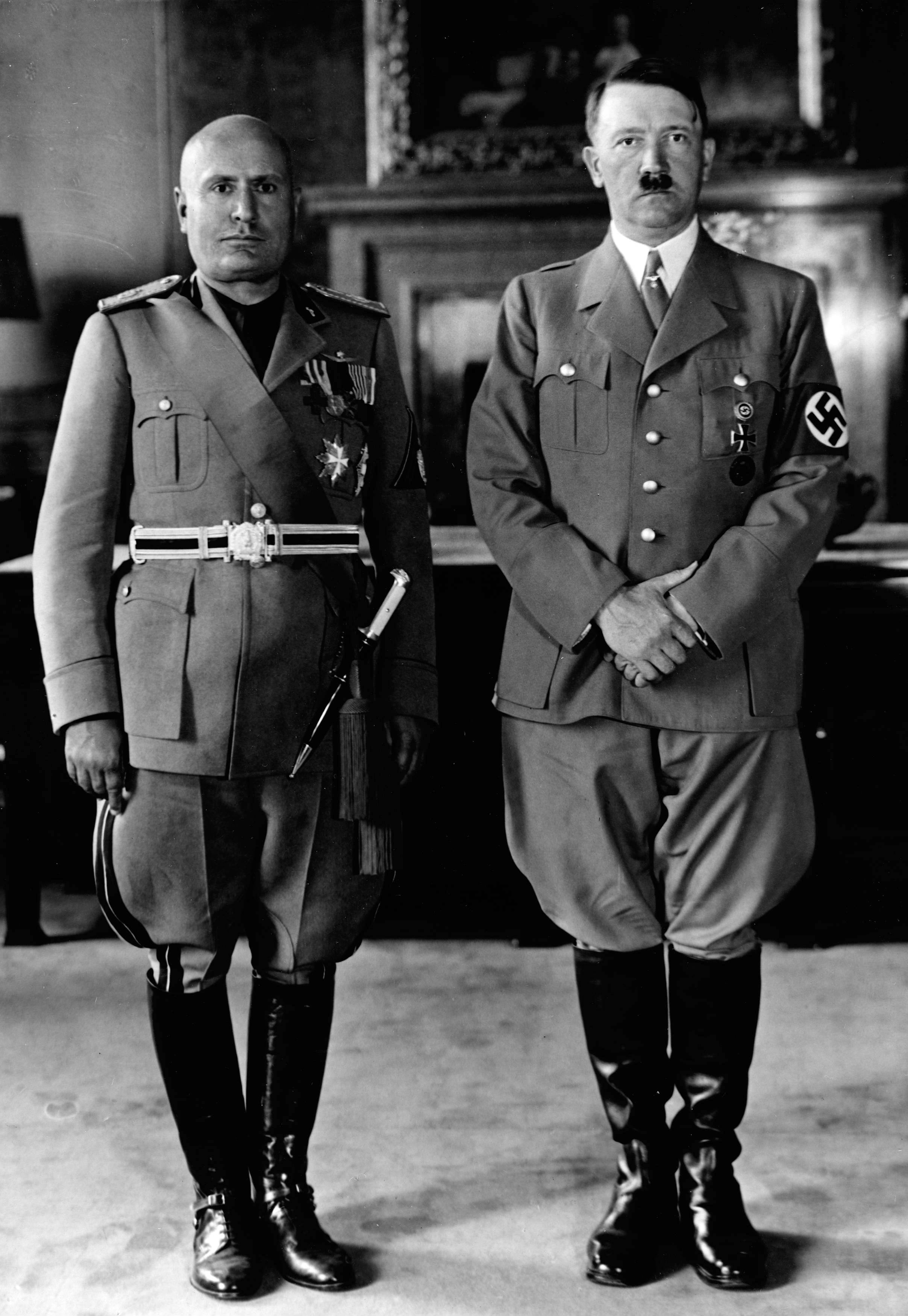
Foto oficial del encuentro entre Benito Mussolini y Adolf Hitler que tuvo lugar en Munich en junio de 1940 para formalizar la entrada de la Italia fascista en la Segunda Guerra Mundial del lado de la Alemania nazi.

Aunque no participó, España no fue ajena al brutal impacto de la Gran Guerra (1914-1918) y al de una de las consecuencias de la misma: el triunfo de la revolución bolchevique en Rusia. En ese contexto nacería el fascismo. La llamada crisis de 1917 puso en evidencia la incapacidad del sistema político de la Restauración para transformarse en un verdadero régimen democrático que hiciera frente a los retos de una sociedad española en proceso de cambio, entre los que destacaban la aspiración de obreros y campesinos para mejorar sus condiciones de vida (alentada por lo que acababa de ocurrir en Rusia) y la reclamación de la autonomía para Cataluña. Fracasados los intentos de «reforma desde arriba» —«la Restauración tendió con su propia inercia a obstaculizar una transformación modernizadora de la sociedad española», afirmó Javier Tusell—, se impuso la solución autoritaria tras el triunfo del golpe militar de 1923: la Dictadura de Primo de Rivera. Esta acabaría arrastrando en su caída a la propia monarquía y el 14 de abril de 1931 se proclamaba la Segunda República, el primer intento de establecer un régimen democrático en España.
El fascismo había surgido en Italia a principios de 1919 bajo el liderazgo de Benito Mussolini. Se trataba de una ideología nueva y en muchos aspectos moderna. Como ha señalado Joan Maria Thomàs, «propugnaba el establecimiento de un nuevo tipo de dictadura, de partido único, que pretendía ser totalitaria, y, por tanto, capaz de llegar a todos los aspectos de la vida de la nación». «Todo en el Estado, nada fuera del Estado, nada contra el Estado», decía Mussolini, El fascismo quería llevar a cabo una «Revolución Nacional» de la que surgiría un «Hombre Nuevo» y un «Estado Nuevo», una nueva «comunidad nacional» reunificada, libre de divisiones de partido y de «localismos», bajo la jefatura de un líder carismático con autoridad absoluta (el Duce; el Führer). Pero el fascismo también tenía aspectos tradicionales, como la austeridad y la disciplina que quería imponer a la población o el papel subalterno que asignaba a las mujeres. Para alcanzar sus fines el partido fascista había adoptado una forma de organización paramilitar («con mandos, disciplina, uniformes, insignias y entrenamiento de combate») que no dudaba en emplear la violencia y el terror para «aniquilar» a los «enemigos de la nación» (liberales, demócratas, socialistas, comunistas, anarquistas, etc.). El fascismo rechazaba tanto la democracia como el «marxismo» (entendido este en sentido muy amplio) y defendía un sistema económico corporativo en el que los detentadores del capital y los trabajadores quedarían subordinados al Nuevo Estado fascista y sus intereses puestos al «servicio de la nación». En conclusión, «los fascismos fueron, ni más ni menos, una de las respuestas políticas —aunque no la única— que se dio desde la derecha a la crisis que experimentó Europa en los últimos años de la Primera Guerra Mundial y a lo largo de todo el periodo de entreguerras (1918-1939)».
En España el partido fascista, resultado de la fusión de las JONS y Falange Española, tuvo una aparición tardía (1934) y durante la República fue prácticamente marginal (solo las circunstancias excepcionales de la guerra civil española lo convirtieron en un partido de masas). Entre los contemporáneos esto se achacó a la ausencia de condiciones objetivas en la sociedad española. Por ejemplo, el socialista Luis Araquistáin afirmó en 1934: «En España no puede producirse un fascismo del tipo italiano o alemán. No existe un ejército desmovilizado como en Italia; no existen cientos de miles de jóvenes universitarios sin futuro, ni millones de desempleados como en Alemania. No existe un Mussolini, ni tan siquiera un Hitler; no existen ambiciones imperialistas, ni sentimientos de revancha, ni problemas de expansión, ni tan siquiera la cuestión judía. ¿A partir de qué ingredientes podría obtenerse el fascismo español? No puedo imaginar la receta». También se consideró la falta de un líder carismático. Así lo recordaba Ernesto Giménez Caballero: «el líder fascista auténtico tiene que proceder del socialismo. Y del socialismo marxista [...] Y su título es el de haber sido obrero o campesino. Mussolini fue obrero y campesino; Hitler fue obrero, pintor. Y a nosotros nos falló que el hombre que tenía que haber sido nuestro conductor, Indalecio Prieto, pese a que yo se lo ofrecí, no quiso serlo».
Los historiadores actuales coinciden en gran medida con las valoraciones de los contemporáneos. Paul Preston, por ejemplo, considera que José Antonio Primo de Rivera no era el candidato más adecuado para convertirse en un Mussolíni o en un Hitler. «Siendo terrateniente del sur, aristócrata y perteneciente a la alta sociedad y, sobre todo, hijo del fallecido Dictador, José Antonio Primo de Rivera era una garantía para las clases altas de que el fascismo español no escaparía a su control como sus homólogos alemán e italiano», pero por esa misma razón no logró conectar con las capas populares. La mitificación de «José Antonio» fue obra del franquismo. También se apunta que, siendo el principal sello distintivo del fascismo el nacionalismo, en España no existía un patriotismo exacerbado producto de la confrontación en la Primera Guerra Mundial, como tampoco existía una añoranza por el imperio perdido entre las capas populares, las que principalmente sufrieron la defensa de las colonias de ultramar y más sufrían la defensa de las colonias africanas. En cuanto a la cuestión religiosa se vivía una división radical entre clericalismo y anticlericalismo, por lo que el fascismo español tuvo que decantarse por la defensa de la catolicidad dado sus orígenes oligárquicos y su dependencia económica de estamentos de uno u otro modo vinculados con la Iglesia. También, otros partidos de la derecha, consolidados con mayor rapidez que la Falange mostraban un alto grado de fascistización convirtiéndolos en una competencia insalvable, ese fue el caso de la CEDA, la Confederación Española de Derechas Autónomas. Esto último también lo subraya Joan Maria Thomàs cuando afirma que «en el momento de aparecer el fascismo ya existían partidos representantes del proyecto autoritario con los que nuestros fascistas debieron competir» (la CEDA, Renovación Española y la Comunión Tradicionalista). También coincide con esta tesis José Luis Rodríguez Jiménez: «En el conjunto de la derecha española eran mayoría los que consideraban que nuestro país no necesitaba importar ningún movimiento antiliberal foráneo por la simple razón de que España ya poseía una poderosa herencia contrarrevolucionaria, como era el tradicionalismo católico».

## Las organizaciones prefascistas o parafascistas (1919-1930)
«Entre 1919 y 1930 existieron organizaciones derechistas y ultraderechistas de diverso signo y condición que, aunque no fuesen fascistas, a partir del momento del triunfo del fascismo en Italia o bien se constituyeron a su imagen y semejanza o bien fueron consideradas en algún momento por el dictador Primo de Rivera como posibles emuladoras del partido italiano. O, simplemente, compartieron una parte de su ideario —los aspectos más conservadores y derechistas— con el fascismo o sus tácticas violentas».

### Crisis de la Restauración (1919-1923)
El miedo a la revolución, que acababa de triunfar en Rusia, provocó la aparición de organizaciones ciudadanas o uniones cívicas dispuestas a colaborar con el Estado en el mantenimiento del orden público y de los servicios esenciales en caso de huelgas o de tentativas insurreccionales. Se trataba de organizaciones paramilitares destinadas a defender el «orden social». Sin embargo, en España el primer grupo «prefascista» no surgió en defensa del orden «burgués» sino de la «unidad de España» amenazada supuestamente por las reclamaciones autonomistas del nacionalismo catalán. Por eso nació en Barcelona. Se trató de la Liga Patriótica Española (LPE), fundada en 1919 por Ramón Sales Amenós. Así, según Joan Maria Thomàs, la LPE «fue poco más que un grupo ultraespañolista violento, dispuesto a limpiar de "separatistas" las calles de la Ciudad Condal y en la que se encuadraban funcionarios, militares de paisano, policías, carlistas radicales y otros españolistas».

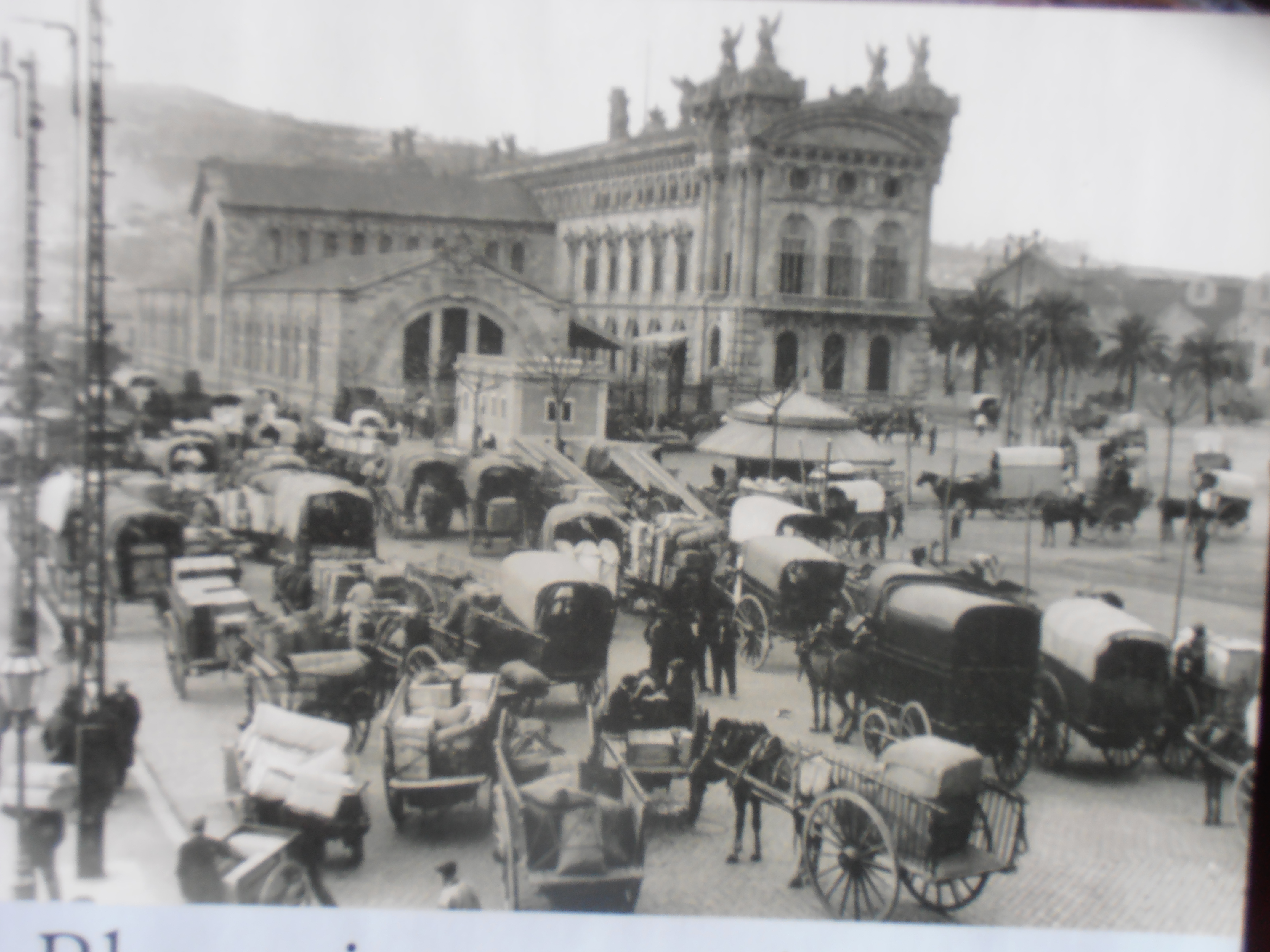
Huelga en 1920 que bloqueó el puerto de Barcelona. El Somatén se ofreció a las autoridades como fuerza auxiliar de orden público.

La LPE, que se dio a conocer con el manifiesto «¡Viva España!», no duró mucho tiempo, el mismo que la campaña autonomista catalana de 1918-1919 a la que la Lliga Regionalista puso fin en cuanto la huelga de La Canadiense inició un periodo de alta conflictividad social y laboral que amenazó los intereses de la burguesía catalana. De esta forma la «cuestión nacional» pasó a segundo plano, superada por la «cuestión social». Así fue como surgió, también en Barcelona y en 1919, el Somatén, una antigua institución catalana de origen medieval (sus funciones habían sido básicamente el mantenimiento del orden público en el mundo rural), que ahora se ponía al servicio de la defensa del orden social, de la propiedad y de los valores tradicionales (católicos) ante el peligro de la revolución. Nació precisamente en plena huelga de La Canadiense que paralizó durante mes y medio la capital catalana. Se trataba de una organización integrada por más de ocho mil voluntarios armados (en su mayoría burgueses o personas conservadoras y católicas pertenecientes a otros sectores sociales) que se ofreció a las autoridades como fuerza auxiliar del orden público. Su éxito inicial fue tal que pronto se extendió a otras ciudades españolas (en Madrid había surgido un año antes una organización similar fundada por el marqués de Comillas denominada Defensa Ciudadana). Sin embargo, el Somatén desempeñó un papel secundario durante los años del «pistolerismo» y de la brutal represión dirigida por el nuevo gobernador civil de Barcelona, el general Martínez Anido. Su papel solo se revalorizó tras el triunfo del golpe de Estado de Primo de Rivera en septiembre de 1923.
Mientras tanto se había producido la llegada al poder en Italia de Benito Mussolini, líder del Partido Nacional Fascista, tras la marcha sobre Roma de octubre de 1922. La prensa conservadora española ya había destacado los «éxitos» de los fascistas en sus enfrentamientos con los socialistas (calificados como «comunistas»). Así en una crónica del diario ABC publicada el 2 de febrero de 1922 se decía que el proyecto fascista «consistía en atacar con violencia a la violencia». «Así nació el fascismo, organización debida a la iniciativa privada de cuantos tenían algo que defender, para atacar a los comunistas allí donde se reúnen, destruir sus organizaciones, sus centros de asociación, sus periódicos; hacerles una guerra a muerte y sin cuartel, buscándoles en sus propias casas y matándolos a tiro, no permitir que celebrasen ningún acto público, por inofensivo que pareciese. Para la empresa había dinero que facilitaron los interesados en acabar con el peligro, y hombres reclutados en las más altas clases sociales, más otros que siempre se encuentran dispuestos a vender su acción». Claramente profascistas eran las crónicas del corresponsal de ABC en Roma, Rafael Sánchez Mazas —posteriormente, fundador de Falange Española junto a José Antonio Primo de Rivera y Julio Ruiz de Alda—. En su crónica publicada el 16 de agosto de 1922 Sánchez Mazas relataba lo siguiente:

Entre la muchedumbre fascista muchos llevan el uniforme del partido: camisa negra sin chaqueta, pantalón militar corto, polaina de cuero, una especie de fez negro con una larga borla,... [...] Se levanta a hablar Mussolini. El verbo polémico «a la Daudet», desgarrado y preciso, y el rapto transfigurador y canonizador de imágenes «a la D'Annunzio» no le son ajenos [...] Luego viene la nota más interesante del programa. Surge la apología de la violencia. Los oyentes se embriagan y se ahogan de ilusión antigua. El «Condottiero» no da las frías órdenes esperadas.

Emblema de los Sindicatos Libres.

Desde la prensa de derechas se reclama «un Mussolini para España» y se habla de la conveniencia de adoptar métodos parecidos a los del Partido Nacional Fascista italiano para reprimir a las organizaciones de izquierdas. Así, solo dos meses después de la subida al poder de Mussolini aparece La Camisa Negra, la primera publicación fascista española, pero de la que solo saldrá a la calle su primer número. Mayor éxito tendrá La Traza, una organización fundada en Barcelona en marzo de 1923 que pretende emular al fascismo italiano pero que, según Joan Maria Thomàs, «aunque compartía con el fascismo algunas resonancias» «en realidad no era sino una muestra genérica de regeneracionismo autoritario». La Traza, integrada en su mayoría por oficiales de la guarnición de Barcelona encabezados por el capitán Alberto Aranaz, era radicalmente anticatalanista y se definía a sí misma como «la unión patriótica de todos los ciudadanos españoles de buena voluntad».
En el mismo año de 1922, en que había tenido lugar la marcha sobre Roma y el acceso de Mussolini al poder, José Ortega y Gasset había publicado su libro España invertebrada, en el que denunciaba la supuesta desmembración del Estado español motivada por los nacionalismos «separatistas», el escaso fervor nacionalista del pueblo español y la insumisión de las «masas» —su concepto de masa, conglomerado de personas sin cualidades intelectuales ni éticas— con respecto a la que sería la élite cualificada destinada a gobernar el país y dirigirlas. Algunos autores, como Ismael Saz, consideran a Ortega y Gasset como uno de los principales inspiradores de los primeros intentos de crear un partido fascista español. En España invertebrada hace suyos conceptos presentes en el fascismo italiano como el carisma en los líderes o su utilidad. También se hace referencia al militarismo.

### Dictadura de Primo de Rivera (1923-1930)
Una de las primeras decisiones que tomó el general Primo de Rivera tras haber triunfado el golpe de Estado de septiembre de 1923 que le llevó al poder fue extender el Somatén catalán al conjunto de España creando el Somatén Nacional. Al principio pareció que el Dictador se proponía emular con el Somatén a las milicias del Partido Nacional Fascista italiano, aunque el proyecto lo acabó descartando debido a las enormes diferencias que existían «entre unas milicias políticas fascistas que habían tomado el poder con un proyecto de Estado autoritario y revolucionario y una guardia cívica ultraconservadora y auxiliar del ejército y de la policía sin otro proyecto que el mantenimiento del orden y del Estado burgués». También lo descartó porque se dio cuenta «del peligro potencial que podía representar una organización de milicias politizada». Por su parte La Traza se ofreció para desempeñar el papel del partido fascista y en octubre organizó una concentración de trescientos militantes uniformados con camisas azules en el puerto de Barcelona para recibir al rey Alfonso XIII en su regreso a España tras su viaje a Italia, donde le había dicho a Víctor Manuel III que él ya tenía «su Mussolini». La Traza llegó a cambiar su nombre por el de «Partido Somatenista Civil Español», primero, y el de «Federación Cívico-Somatenista» (FCS), después, con la aspiración de convertirse en el partido único de la Dictadura (de hecho diseñaron un escudo que era un fascio colocado sobre un mapa de España). Pero el dictador, dispuesto a distanciarse del fascismo italiano, se acabó decantando como base de apoyo popular a su régimen por las «uniones patrióticas» que estaban formando en diferentes ciudades activistas católicos encabezados por Ángel Herrera, con el apoyo decidido de la jerarquía eclesiástica, y que se oponían al supuesto filofascismo de la Federación Cívico-Somatenista. De ahí surgió la Unión Patriótica, que finalmente sería el partido único de la Dictadura, mientras la FCS quedaba reducida a un «grupúsculo minoritario y radicalizado» que mantuvo su repudio a la «vieja política».

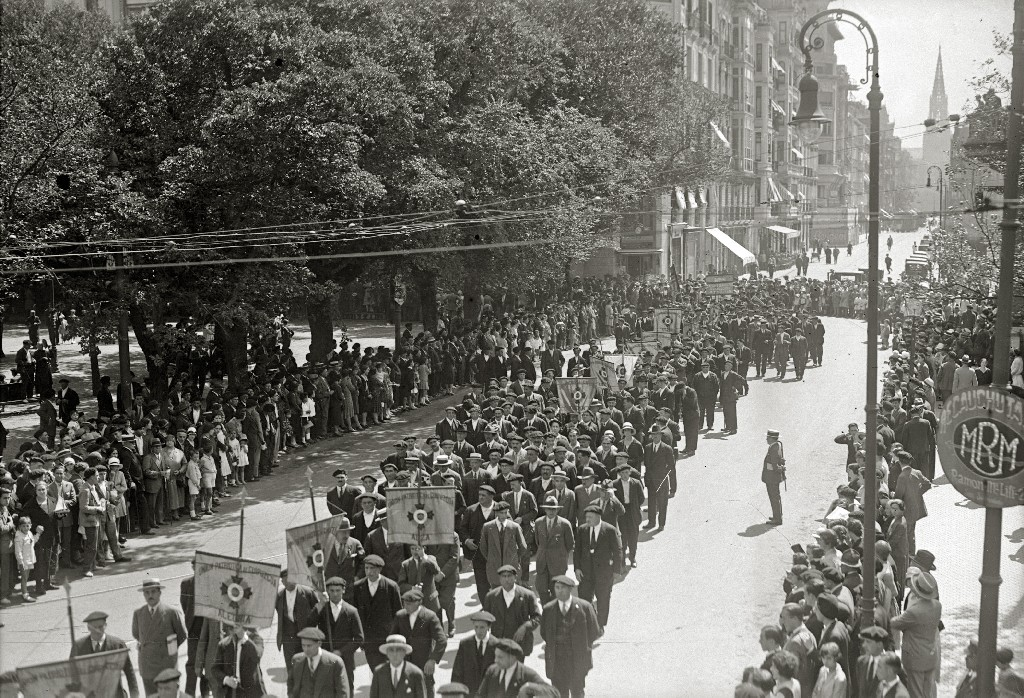
Recepción al dictador Miguel Primo de Rivera en San Sebastián con banderas de la Unión Patriótica (con el lema del partido "Religión, Patria, Monarquía").

La Unión Patriótica (UP), presentada en septiembre de 1924 por Primo de Rivera como el sustituto ideal de los partidos políticos, no fue una organización fascista, «aunque compartiese con el fascismo y otras opciones derechistas unos presupuestos antidemocráticos, conservadores, corporativos y antiseparatistas». El general Primo de Rivera, proclamado como su jefe nacional con un poder omnímodo sobre ella, se refirió a UP como «un partido político... que en el fondo es apolítico en el sentido corriente de la palabra». Su finalidad sería «unir y organizar a todos los españoles de buena voluntad e ideas sanas». Su lema, a imitación del carlismo, era «Religión, Patria y Monarquía». Era un partido organizado «desde el poder y por el poder», como afirmó el antiguo maurista y ministro de la Dictadura José Calvo Sotelo, que consideraba que este tipo de partidos «nacen condenados a la infecundidad por falta de savia». De hecho la Unión Patriótica no sobreviviría a la propia Dictadura y desapareció en los meses siguientes a la dimisión de Primo de Rivera en enero de 1930. Así, la defensa del legado primorriverista corrió a cargo de la Unión Monárquica Nacional (UMN), fundada en junio de 1930 por exministros de la Dictadura, como el conde de Guadalhorce y Calvo Sotelo, y por José Antonio Primo de Rivera, uno de los hijos del Dictador —que había muerto en París mes y medio después de su abandono del poder—. La UMN tampoco fue un partido fascista. En cuanto a la herencia que dejó la Unión Patriótica se ha destacado que, «aunque no sirvió para dotar de una base ideológica coherente al régimen», «la experiencia extraparlamentaria no solo sentó un precedente sino que alentó a la intelectualidad derechista a profundizar en esa línea».
En cierto sentido la Dictadura de Primo de Rivera bloqueó el nacimiento de un fascismo español, según Ismael Saz. «Y esto a pesar de que —o precisamente por ello mismo— el dictador fue posiblemente el primer gran fascistizado de nuestro país y la dictadura misma la primera manifestación de la incoherencia y dificultades que la introducción del fascismo habría de arrostrar en España. [...] No es casualidad, desde este punto de vista, que los primeros fascistas españoles —Giménez Caballero y Ledesma Ramos— procedieran de sectores especialmente críticos hacia la dictadura. Y que en la crítica a la dictadura empezaran a asentar sus primeros criterios».
Fue a finales de la dictadura, con su desmoronamiento, cuando se acrecentaron los intentos de formar un partido fascista español. El político catalán Francesc Cambó publicó el libro En torno al fascismo italiano en el que abogaba por una «dosificación de la participación del pueblo en el Gobierno», cuando no por la supresión del sistema parlamentario acabando con el «mito de la soberanía popular». En 1929 José Ortega y Gasset publicó La rebelión de las masas, libro en el que desarrolló sus conceptos de «hombre-masa» y «minoría selecta» ya apuntados en España invertebrada. Desde 1923 venía publicando Revista de Occidente, publicación fundada y dirigida por él, en la que colaboran entre otros Ramiro Ledesma Ramos, futuro fundador de las JONS, y Ernesto Giménez Caballero, el precursor del fascismo español.

#### El Partido Nacionalista Español del doctor Albiñana

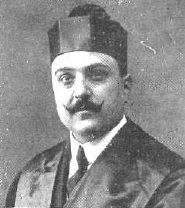
El doctor José María Albiñana, fundador y líder del Partido Nacionalista Español, en 1916.

En abril de 1930 nació el Partido Nacionalista Español (PNE) fundado por José María Albiñana, «prototipo de la extrema derecha ultranacionalista y católica que se dejó tentar por los ademanes del fascismo», aunque el PNE, según Joan Maria Thomàs, nunca fue fascista. Lo mismo afirma Saz. Sin embargo, fue de los primeros grupos políticos en reivindicar el recurso a la violencia para alcanzar sus objetivos. En su manifiesto fundacional abogó por «aniquilar» a «los enemigos de la Patria», ante «la trágica perspectiva de un sovietismo ruinoso» si triunfaban los republicanos. Para ello creó una milicia, los Legionarios de España, autodefinida como «voluntariado ciudadano con intervención, directa, fulminante, expeditiva de todo acto atentatorio o depresivo para el prestigio de la Patria». Es sintomático que el órgano de expresión del PNE se llamara La Legión. A finales de 1930 adoptaron toda una simbología que se hará distintiva de las futuras organizaciones fascistas (JONS y Falange Española): «utilización de una camisa, azul, como uniforme; escudo bordado con yugo, flechas, águila bicéfala (elementos inspirados en la simbología de los Reyes Católicos) y la cruz de Santiago; saludo brazo en alto; y la creación de un himno...». Además de por su ultranacionalismo español autoritario, el PNE se distinguió por su antimasonismo y por su radical antisemitismo. Sus miembros estaban convencidos —con Albiñana al frente— de que existía una complot judaico y masónico contra España (iniciado nada menos que en 1492, «fecha en que fueron expulsados por los Reyes Católicos los hijos de Israel»), teoría de la conspiración que tendría largo recorrido durante la República y sobre todo durante la dictadura franquista —el propio Generalísimo Franco estaba convencido de su existencia—. «Tras la caída de la Monarquía el PNE se verá rápidamente desplazado como elemento de agitación por los recién creados partidos de la derecha radical y los grupos fascistas, pero es importante recordar que Albiñana apostó por la radicalización de las posiciones de derechas antes del cambio de régimen». Solo cuatro días antes de la celebración de las elecciones municipales de España de 1931, en las que la victoria de las candidaturas republicano-socialistas en las ciudades traería consigo la caída de la Monarquía de Alfonso XIII, el PNE hizo un llamamiento explícito a la guerra civil:

¿Quién puede hacer valer los derechos que tiene el plebiscito de la tradición, el mandato de Dios y la sana filosofía?
Sabemos la respuesta. Un gobierno fuerte. ¿No lo hay? Pues vayamos francamente a la guerra civil.
¿No quieren elecciones?
Pues ¡Guerra!

Tras la proclamación de la Segunda República Española Albiñana fue desterrado a Las Hurdes por orden del gobierno y el partido fue desarticulado por la policía. Cuando a partir de 1932 el PNE intentó reconstruirse se encontró que ya habían aparecido otros grupos de extrema derecha, como las JONS, y en marzo de 1933 Albiñana proclamó que el PNE «es de franca ideología fascista» y anunció que tras el fracaso de la República «el fascismo Patriótico se incautará del poder para dar pan al obrero, prestigio a las fuerzas armadas, libertad al trabajo, garantías a la producción, respeto a todas las creencias y dignidad a España». De hecho los militantes del PNE serán los únicos que lucirán símbolos nazis (como brazaletes con la cruz gamada) antes de la guerra civil. En 1936 Albiñana volvió a ser encarcelado por el gobierno del Frente Popular y tras el inicio de la guerra civil española fue asesinado en agosto en una saca efectuada en la Cárcel Modelo de Madrid.

#### Ernesto Giménez Caballero, el precursor del fascismo español
Según Preston, Ernesto Giménez Caballero «en ciertos aspectos fue el principal promotor ideológico del fascismo español». «El influjo de Giménez Caballero sobre los dos principales representantes del fascismo español, José Antonio Primo de Rivera y Ramiro Ledesma Ramos, fue sumamente importante», ha subrayado Rodríguez Jiménez. Saz lo considera el «precursor del fascismo español», su introductor en España, el «primer fascista» español.
Ernesto Giménez Caballero, también conocido como Gecé, era un periodista y escritor prolífico, personaje «estrafalario» a juicio de Stanley G. Payne, italófilo, discípulo de Ortega y Gasset y con influencias de la generación del 98, Nietzsche, Sorel, Malaparte y los futuristas italianos. «Era uno de los más destacados representantes de las vanguardias literarias y artísticas». En 1927 había fundado la revista La Gaceta Literaria, «ibérica:americana:internacional» (como rezaba en su cabecera), sobre «LETRAS-ARTE-CIENCIA», en la que colaboraron numerosas firmas reconocidas y relevantes, convirtiéndose en uno de los proyectos culturales más interesantes de aquellos momentos. Sin embargo, ya en 1928, a raíz de la etapa italiana de su «circuito imperial», al tomar un conocimiento directo de la Roma de Mussolini, hizo explícita su adhesión al fascismo y el 15 de febrero de 1929 publicó la «Carta a un compañero de la Joven España», como prólogo a una traducción de textos de Curzio Malaparte, que ha sido reconocido como el primer manifiesto intelectual del fascismo español. De resultas de su autoproclamación como fascista, Giménez Caballero fue perdiendo colaboradores, quedándose cada vez más aislado en el mundo cultural de la época.
Según Saz, el fascismo de Giménez Caballero, «en lo que quería tener de españolismo y universalismo, y a la vez, y por ello mismo, de romanidad, parecía aproximarse cada vez más a una suerte de fascismo de "derecha" en la que la componente tradicional(ista) adquiría cada vez mayor peso. Sería este Giménez Caballero el que desempeñaría una influencia notable sobre el José Antonio Primo de Rivera de los primeros momentos de la Falange. Pero antes, en 1929, había ejercido una influencia mucho más importante y decisiva sobre el fundador de la primera organización fascista en España»: Ramiro Ledesma Ramos.
En los años republicanos su contribución más destacada al desarrollo del fascismo español fue en el plano teórico, a través de sus libros Genio de España (1932), La nueva Catolicidad (1933) y Arte y Estado (1935).

## Aparición del fascismo durante la Segunda República (1931-1936)

### Juntas de Ofensiva Nacional Sindicalista (JONS)

#### La conquista del Estado

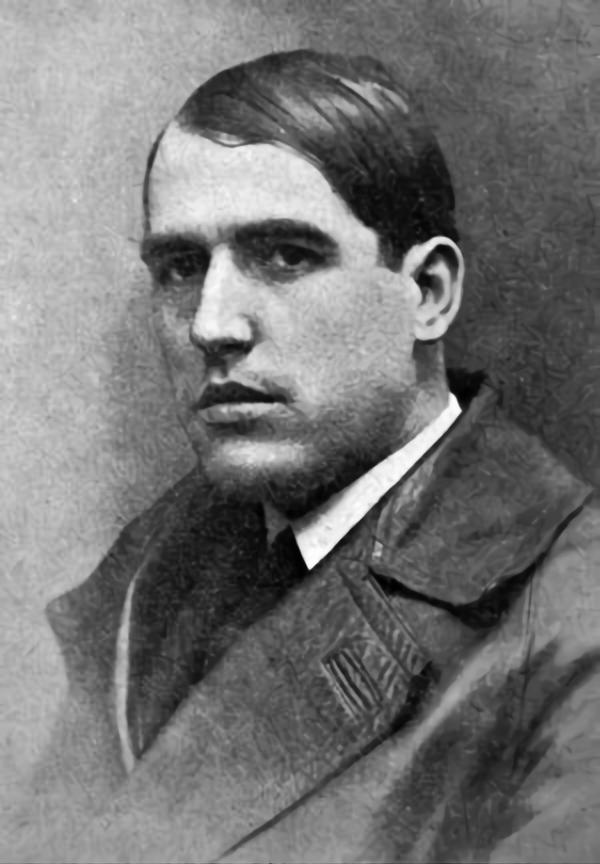
Ramiro Ledesma Ramos, fundador de La Conquista del Estado y de las JONS, el primer partido fascista español.

Dos meses antes de la proclamación de la Segunda República Española el 14 de abril de 1931, un grupo de diez personas encabezadas por un joven intelectual de veintiséis años, Ramiro Ledesma (había publicado artículos en la Revista de Occidente de José Ortega y Gasset, en La Gaceta Literaria de Ernesto Giménez Caballero y en el prestigioso diario liberal El Sol, y acababa de obtener la licenciatura en Filosofía y Letras, rama de Filosofía), da a conocer un texto titulado La Conquista del Estado. Manifiesto político, que está considerado como la primera formulación abiertamente política del fascismo en España (y en el que era patente la influencia de Ernesto Giménez Caballero, «providencial figura», en palabras del propio Ledesma). Propugnaba la realización de la revolución nacional sindicalista que debía ser al mismo tiempo antiizquierdista, antidemocrática y anticonservadora y cuyo objetivo sería establecer una dictadura que plasmaría la supremacía de un Nuevo Estado («todo el poder corresponde al Estado», se decía). Para llevar a cabo la «revolución» se habrían de crear «milicias civiles que derrumben la armazón burguesa y anacrónica de un militarismo pacifista. Queremos al político con un sentido militar, de responsabilidad y de lucha». Entre los firmantes del manifiesto se encontraban Juan Aparicio López y Antonio Bermúdez Cañete, y recibió también el apoyo de Ernesto Giménez Caballero que en 1929 se había autoproclamado fascista. Al parecer fue el propio Giménez Caballero quien sugirió el título, tomado de La Conquista dello Stato de Curzio Malaparte.
El 14 de marzo de 1931 apareció un semanario con el mismo título La Conquista del Estado con el añadido Semanario de lucha y de información política, financiado por industriales vascos. El manifiesto se incluyó en ese primer número. Pero el manifiesto tuvo muy poco impacto en un momento en que se estaba dilucidando en España el futuro de la Monarquía, que acabaría cayendo justo un mes después de la salida a la calle de La Conquista del Estado. En sus páginas, como ha destacado Joan Maria Thomàs, «se hacía gala de un fascismo revolucionario y extremista que, de haber tenido el periódico mayor difusión, hubiera escandalizado a las izquierdas y a las derechas conservadoras». En el número del 4 de junio, por ejemplo, se daban vivas a la Italia fascista y a la «Alemania de Hitler», pero también a la «Rusia soviética», y mueras a «las democracias burguesas y parlamentarias». Y uno de los temas a los que dedicó más atención fue al catalán llegando a pedir «fusilar a Macià por traidor». Según José Luis Rodríguez Jiménez, «en el texto del manifiesto domina un contenido antimarxista y un nacionalismo españolista radical, pretendiendo que la sublimación nacionalista eliminaría la lucha de clases y cualquier otro tipo de conflicto. Asimismo, incorpora la propuesta de una "estructuración sindical de la economía" y una concepción totalitaria del Estado, subordinando los derechos del individuo a los intereses del Estado, y una visión de la acción política muy al modo de los fasci di combattimento». En uno de sus párrafos se decía lo siguiente:

Iniciamos una acción revolucionaria en pro de un Estado de novedad radical [...] Nacemos cara a la eficacia revolucionaria. Por eso no buscamos votos, sino minorías audaces y valiosas. Buscamos jóvenes equipos militares, sin hipocresías frente al fusil ni a la disciplina de guerra. Milicias civiles que derrumben la armazón burguesa y anacrónica de un militarismo pacifista.

El grupo de La Conquista del Estado se mantuvo con la financiación de significados miembros de la derecha radical, monárquicos alfonsinos, financieros bilbaínos y el comisario de Turismo de Madrid. Según el monárquico Pedro Sainz Rodríguez: «De vez en cuando, Ledesma, recibía algunas cantidades para su organización y le regalamos una motocicleta para sus desplazamientos propagandísticos».
El objetivo del grupo era convertirse en un movimiento de masas que desplazase a los de izquierdas, y para ello, una de sus estrategias fue, siguiendo el ejemplo del fascismo italiano, intentar captar afiliados entre esos movimientos para crecer organizativamente y, al tiempo, restar fuerzas a estos. Con tal fin se acercaron a la CNT, el sindicato anarquista, mayoritario y el de mayor presencia en los movimientos de masas españoles. En la edición de La conquista del Estado del 6 de junio de 1931 dedicaron un artículo laudatorio a Ángel Pestaña, líder anarquista, y siempre procuraron desvincular el anarcosindicalismo de sus ataques a comunistas y socialistas. Estos intentos fueron infructuosos y, a pesar de las ayudas recibidas, no escaparon a los problemas de financiación ni suscitaron el más mínimo interés ni entre los jóvenes ni entre las capas populares.

#### Las Juntas Castellanas de Actuación Hispánica
En junio de 1931 Onésimo Redondo fundó en Valladolid otro grupúsculo de signo fascista: las Juntas Castellanas de Actuación Hispánica, algunos de cuyos integrantes eran entusiastas del fascismo y en su mayoría tradicionalistas católicos unidos inicialmente, como el propio Redondo, al partido derechista Acción Nacional (Redondo era miembro también de la Asociación Católica Nacional de Propagandistas). El ideario de las Juntas fue reflejo de la ideología de Onésimo Redondo, vinculado al Sindicato de Cultivadores de Remolacha de Castilla la Vieja, admirador del nazismo y católico integrista; destaca por un ultranacionalismo español castellanista de carácter agrario («Castilla, salva España», era su lema), su catolicismo y su antisemitismo. A Redondo le acompañaban un pequeño grupo de jóvenes universitarios, entre los que se encontraba José Antonio Girón (futuro ministro de la dictadura franquista). El grupo era menos radical que el de La Conquista del Estado de Ramiro Ledesma («Redondo sustituía la influencia de las corrientes irracionalistas por el del nacional catolicismo y el agrarismo castellanista») pero también recurrió a las tácticas del escuadrismo fascista para hacer frente a la izquierda. Y por otro lado su discurso nacionalista español (había que «restaurar la fe en el destino grandioso de la raza») estaba impregnado de antimasonismo y antisemitismo pues eran continuas las referencias a la «conjura internacional contra España», a la «invasión franco-masónica» y a los «planes judeo-bolcheviques». Además Redondo defendía de forma entusiasta el establecimiento de una dictadura, «pero no una dictadura antinacional como la del marxismo, ni dictadura de clase ni de grupos militares, sino Dictadura popular al servicio de España sostenida por la generación joven en pie de milicia». En uno los manifiestos de las Juntas se decía:

Por España libre, grande, única, respondamos con el arma en la mano a la provocación de los que preconizan el crimen. Formemos los cuadros de la juventud patriótica y belicosa. ¡Amemos la guerra y adelante!

Al igual que el grupo de Ledesma Ramos, las Juntas Castellanas publicaron un semanario: Libertad. Desde él se exponía su ideario y se convocaba repetidamente a la formación de milicias fascistas para derrocar a la República. Al igual que ocurriera con el grupo de La Conquista del Estado, las Juntas Castellanas no lograron suscitar interés más allá de su reducido grupo fundador (no llegaron a superar los 30 o 40 afiliados). Ante el fracaso, Onésimo Redondo viajó a Madrid y se entrevistó con Ledesma Ramos; de este y otros contactos surgió la fusión de ambos grupos en las JONS, Juntas de Ofensiva Nacional-Sindicalista.

#### Las JONS
Como ha destacado Joan Maria Thomàs, en octubre de 1931 «se juntaron dos grupos minúsculos y el resultante fue otro, también insignificante, y de contenido claramente fascista»: las JONS. Entre Onésimo Redondo y Ledesma Ramos existían importantes diferencias de carácter político-práctico e incluso existencial y la que más habría podido dificultar la unificación de ambos grupos habría sido el catolicismo tradicionalista de Redondo; no obstante, les unió su propósito de trasladar a España la fórmula fascista que ya triunfaba en Italia y Alemania, resultando ser accesoria la concreción última de esa fórmula. «Ledesma siempre receló del derechismo y del ultracatolicismo de Redondo. Y éste, a su vez, del no catolicismo militante y de la apelación proletaria de Ledesma. No obstante, la fusión avanzó con el predominio ideológico y político de Ramiro».
En el manifiesto político hecho público en diciembre de 1931 se anunciaba que las JONS nacían para «organizar un frente de lucha contra los traidores» en defensa de «los ideales hispánicos» integrado por unas «milicias nacional-sindicalistas» que exterminen mediante la  «violencia nacionalista» la democracia política, el marxismo (creación de la «inteligencia judía») y «los elementos regionales sospechosos de separatismo». «Es una de nuestras consignas permanentes la de cultivar el espíritu de una moral de violencia, el choque militar [...] Las filas rojas se adiestran en el asalto y hay que prever jornadas violentas contra el enemigo socialista», se decía también en el manifiesto.. Ramiro Ledesma escribió en un artículo (bajo el seudónimo de Roberto Lanzas): «El partido insurreccional ha de ser totalitario, es decir organizado jerárquica y dictatorialmente, destinado a acabar con los demás partidos y fundirse con el Estado para que su actitud de violencia apareciera lícita y moral».
En las JONS se une el Nacional-Sindicalismo, inspiración de Ledesma, con el lema de las Juntas Castellanas: «España, una, grande y libre», inspiración de Redondo. La nueva formación poco avanzó reuniendo las escasas fuerzas de sus constituyentes, manteniendo la misma debilidad y falta de implantación. El reclamo del programa social de su sindicalismo, la exaltación de un nacionalismo Español con Castilla como su vehículo de unión y la adscripción al catolicismo tradicionalista tampoco lograron interesar a las capas populares. En su fracasado intento de atraerse a los «camaradas obreros», hicieron público en diciembre de 1933 un panfleto titulado Las JONS a todos los trabajadores de España en el que decían «somos tan antiburgueses como antimarxistas» y se posicionaban en contra de la «rapacidad del capitalismo internacional y financiero», de los «especuladores de Bolsa» y del «contubernio inmoral y secreto de los jefes marxistas con la alta finanza». Las JONS adoptaron como símbolo el yugo y las flechas de los Reyes Católicos, los gritos rituales «¡Arriba España!», «Por la Patria, el Pan y la Justicia» y «España: Una, Grande y Libre» y los colores de su bandera rojinegra los tomaron de la CNT, como plasmación de su deseo de atraerse a los anarcosindicalistas.
En mayo de 1933 sale a la calle el periódico mensual del mismo nombre que el partido, JONS, gracias de nuevo al dinero aportado por miembros de la burguesía españolista vasca, como José María de Areilza o José Félix de Lequerica. También llegaron fondos de la monárquica alfonsina Renovación Española que asimismo sirvieron para mantener al propio partido. En el primer número de JONS apareció publicado el programa político de las JONS que constaba de dieciocho puntos.
Entre los 18 puntos se encontraban:

1. Rotunda unidad de España. [...]
3. Máximo respeto para la tradición religiosa de nuestra raza. [...]
5. Sustitución del régimen parlamentario por un régimen español de autoridad, que tenga su base en el apoyo armado de nuestro partido y en el auxilio moral y material del pueblo. [...]
7. El exterminio y la disolución de los partidos marxistas, considerándolos antinacionales y traidores. [...]
9. La sindicación obligatoria de todos los productores, como base de las Corporaciones Hispanas de Trabajo, de la eficacia económica y de la unanimidad social española que el Estado nacionalsindicalista afirmará como su primer triunfo.
10. El sometimiento de la riqueza a las conveniencias nacionales, es decir, a la pujanza de España y a la prosperidad del pueblo. [...]
12. Que el Estado garantice a todos los trabajadores españoles su derecho al pan, a la justicia y a la vida digna.[...]
17. Castigo riguroso para aquellos políticos que favorezcan traidoramente la desmembración nacional. [...]

Las JONS no consiguieron extenderse más allá de los pequeños núcleos de Madrid y de Valladolid y acabaron desechando presentarse a las elecciones de noviembre de 1933. Fueron «un rotundo fracaso. Simplemente, fueron uno más entre las decenas de grupúsculos políticos extraparlamentarios de muy diverso signo que pulularon por el país».

### Falange Española

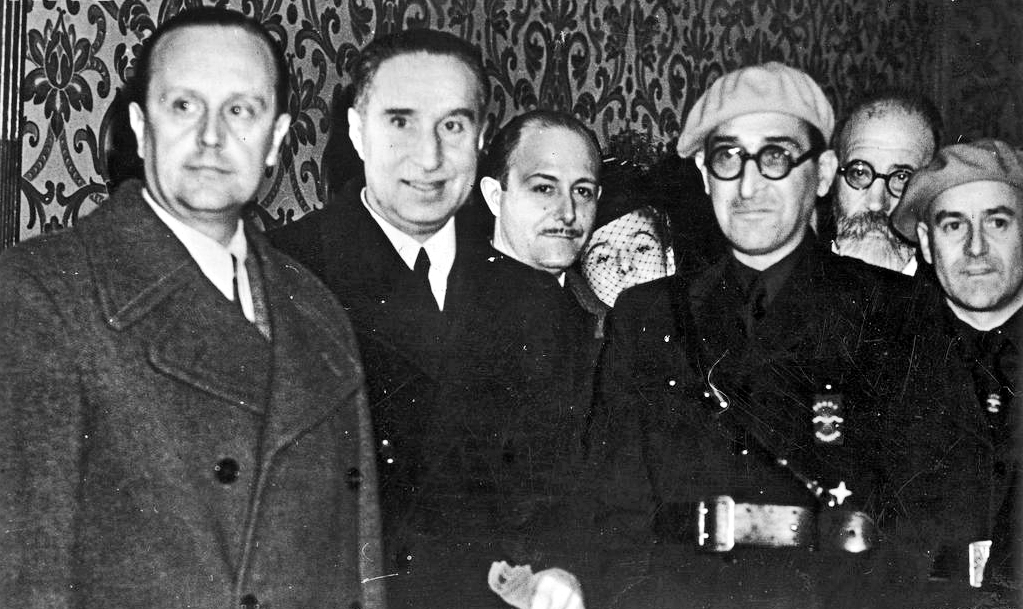
Rafael Sánchez Mazas, con gafas y uniforme falangista, durante una visita oficial a Roma en 1939. A la izquierda (sin uniforme), Raimundo Fernández-Cuesta, otro camisa vieja de Falange.

El 16 de marzo de 1933, solo mes y medio después del ascenso al poder de Adolf Hitler en Alemania y coincidiendo con el tercer aniversario de la muerte del general Primo de Rivera, sale a la calle el semanario profascista El Fascio. Haz Hispano por iniciativa del exmaurista Manuel Delgado Barreto, director del diario La Nación, el antiguo órgano de prensa de la Dictadura de Primo de Rivera que todavía seguía editándose. Delgado Barreto invitó a colaborar en El Fascio a Ernesto Giménez Caballero, a Ramiro Ledesma, a Rafael Sánchez Mazas (conocido por sus crónicas desde Roma sobre el ascenso del fascismo) y, sobre todo, a José Antonio Primo de Rivera, el hijo del dictador que además era accionista de La Nación y amigo suyo. La colaboración de Primo de Rivera estaba previsto que fuera con un artículo titulado «Orientaciones. Hacia un nuevo Estado», firmado con una "E", inicial de su título nobiliario: marqués de Estella. El Fascio nacía con el propósito de «propagar a nuestro pueblo lo que el "Fascio" es como doctrina, como política, como acción y como salvación del mundo». Surge teniendo garantizada una campaña de lanzamiento del diario Informaciones propiedad del magnate español Juan March y la disponibilidad de los talleres del diario La Nación. También colaboraron un periodista alemán y Guariglia, el embajador de Italia en España, apareciendo en él artículos sobre el floreciente fascismo europeo: «El genio romano de Benito Mussolini» (reproducción de un texto de Giménez Caballero, aparecido el año anterior en su libro Genio de España), «La regia figura de Adolfo Hitler» y la traducción de varias páginas de Mi lucha de Hitler, destacando el artículo que identifica sus aspiraciones: «Cómo ha de formarse el núcleo inicial del fascismo».
Pero el primer número de El Fascio fue secuestrado por orden del gobierno republicano-socialista de Manuel Azaña en aplicación de la Ley de Defensa de la República y además prohibió que continuara publicándose. En los días siguientes José Antonio Primo de Rivera ganó gran notoriedad gracias a la réplica a un artículo del director del diario monárquico ABC Juan Ignacio Luca de Tena que cuestionaba la posibilidad de que el fascismo arraigara en España. Hasta entonces la actividad pública de José Antonio Primo de Rivera, abogado de profesión, se había centrado en la reivindicación de la memoria y la obra de su padre (había sido vicesecretario de la primorriverista Unión Monárquica Nacional) y en la defensa de algunos de sus ministros ante la Comisión de Responsabilidades de las Cortes Republicanas. Pero «Primo de Rivera parecía la figura adecuada, a los ojos de un grupo de financieros bilbaínos y de ciertos sectores monárquicos para dirigir un partido de tintes fascistas y objetivos contrarrevolucionarios. No era el típico aspirante a la jefatura de un partido fascista empapado de la demagogia revolucionaria al uso y sin un pasado político "respetable", sino todo lo contrario». José Luis Rodríguez Jiménez concluye: «Por todo ello, y dado el fracaso de las JONS, podemos considerar que el fascismo en España arranca, a diferencia de Italia, de una veta conservadora a nivel tanto social como político».
Cuatro meses después, en julio de 1933, José Antonio Primo de Rivera lanza el Movimiento Español Sindicalista (MES) junto a un grupo de amigos y asiduos a su despacho de abogado, entre los que se encuentran Raimundo Fernández Cuesta, Rafael Sánchez Mazas, el marqués de la Eliseda y Julio Ruiz de Alda, que había abandonado las JONS. Pronto se les unió el Frente Español, un grupo ultranacionalista fundado por José Antonio Maravall, Antonio Garrigues Díaz-Cañabate y Alfonso García Valdecasas (antiguo discípulo de José Ortega y Gasset y exmiembro de la Agrupación al Servicio de la República). Coincidiendo con la fundación del MES aparecieron en Madrid y en otras provincias una serie de panfletos y de pasquines con la firma «Fascismo Español» y que llevaban un logo con las letras FE rodeadas por un rectángulo azul o rojo (no hay duda que fueron obra de los integrantes del MES). En uno de ellos se podía leer lo siguiente:

Por la unidad sagrada de España.
Por la integración de las clases en una armonía jerárquica justa y fuerte de todos los productores.
Por elevar a primera dignidad civil la del trabajo. Por el estado corporativo, que sustrae los destinos patrios a las oligarquías políticas.
Por devolver a España el sentido universal de su historia.

El MES hizo público un manifiesto con el subtítulo «Fascismo Español» (última vez que los fascistas españoles y la derecha radical iban a utilizar esa terminología para presentarse a sí mismos) en el que se decía:

El fascismo español es voluntad exasperada de crear un Estado viril, armonioso, totalitario [...] Partimos de una voluntad que habrá de extremar su velocidad ofensiva, su íntegra rectitud de combate [...] Venimos con la violencia necesaria, humanitaria, cruda y caballeresca que toda violencia quirúrgica supone. Antes que un programa —aunque lo tengamos bien exactamente definido— el fascismo hispano es un nuevo modo de ser español.

Para solventar los problemas económicos del MES Primo de Rivera se pone en contacto en agosto con el monárquico Pedro Sainz Rodríguez, «figura destacada en Acción Española y quien representaba a los alfonsinos deseosos de contar con una organización fascista supeditada a sus intereses». Producto de aquella reunión se pactaron diez puntos, Los diez puntos de El Escorial, por los que se debería regir el nuevo partido, que iban desde la configuración de lo que sería el Estado resultante, hasta la legitimación de la violencia.
Los meses que separan este encuentro del acto de presentación del MES en el Teatro de la Comedia de Madrid, lo son de preparativos. En septiembre Primo de Rivera tiene un encuentro en San Sebastián con Ledesma Ramos y con José María de Areilza, este último el encargado de encauzar las ayudas del empresariado vasco. El propósito era procurar un entendimiento entre ambos que no se alcanzó. Primo de Rivera buscaba la integración de Ledesma en la nueva formación y Ledesma le propuso que se incorporase en las JONS ya formadas. También, el 19 de octubre, diez días antes del acto de presentación, Primo de Rivera viaja a Roma donde se entrevista con Benito Mussolini y es recibido por altos cargos del Partido Nacional Fascista recabando información que le ayude en la formación del nuevo partido. Sin embargo, «todo parece indicar que el encuentro [con Mussolini] fue más protocolario que otra cosa, aunque cumplió el objetivo que se había planteado José Antonio: tener cierto impacto mediático». De todas formas Primo de Rivera volvió de Italia muy impresionado. En un artículo publicado el 23 de octubre de 1933 en La Nación escribió: «Ante un Estado liberal, nuevo espectador policiaco, la nación se escinde en pugnas de partido y guerra de clases. Sólo se logra la unidad fuerte y emprendedora si se pone fin a todas esas luchas con mano enérgica al servicio de un alto pensamiento y un entrañable amor. Pero esta manera fuerte y amorosa de pilotar a los pueblos se llama hoy, en todas partes, "fascismo"».
El 29 de octubre de 1933, según lo previsto, tuvo lugar el acto de presentación del nuevo movimiento en el teatro de la Comedia (Madrid), aunque la admisión de afiliados había comenzado semanas antes. Todavía no existía una estructura ni nombre de partido definidos; se deshecha la denominación de "fascista" y se celebra bajo la consigna: «Acto de afirmación nacional». Intervinieron Alfonso García Valdecasas, Julio Ruiz de Alda y, cerrando el acto, José Antonio Primo de Rivera. Los tres oradores coincidieron en rechazar la democracia parlamentaria y en reclamar la desaparición de los partidos políticos, todo ello envuelto en la apelación a que las clases pudientes se sacrificaran. «Venimos a luchar porque un Estado totalitario alcance con sus bienes lo mismo a los poderosos que a los humildes», dijo Primo de Rivera.

En un movimiento poético, nosotros levantaremos este fervoroso afán de España; nosotros nos sacrificaremos; nosotros renunciaremos, y de nosotros será el triunfo, triunfo que —¿para qué os lo voy a decir?— no vamos a lograr en las elecciones próximas. En estas elecciones votad lo que os parezca menos malo. Pero no saldrá de ahí vuestra España, ni está ahí nuestro marco. Esa es una atmósfera turbia, ya cansada, como de taberna al final de una noche crapulosa. No está ahí nuestro sitio. Yo creo, sí, que soy candidato; pero lo soy sin fe y sin respeto. Y esto lo digo ahora, cuando ello puede hacer que se me retraigan todos los votos. No me importa nada. Nosotros no vamos a ir a disputar a los habituales los restos desabridos de un banquete sucio. Nuestro sitio está fuera, aunque tal vez transitemos, de paso, por el otro. Nuestro sitio está al aire libre, bajo la noche clara, arma al brazo, y en lo alto, las estrellas, Que sigan los demás con sus festines. Nosotros fuera, en vigilancia tensa, fervorosa y segura, ya presentimos el amanecer en la alegría de nuestras entrañas.
Primo de Rivera, último párrafo de su discurso.

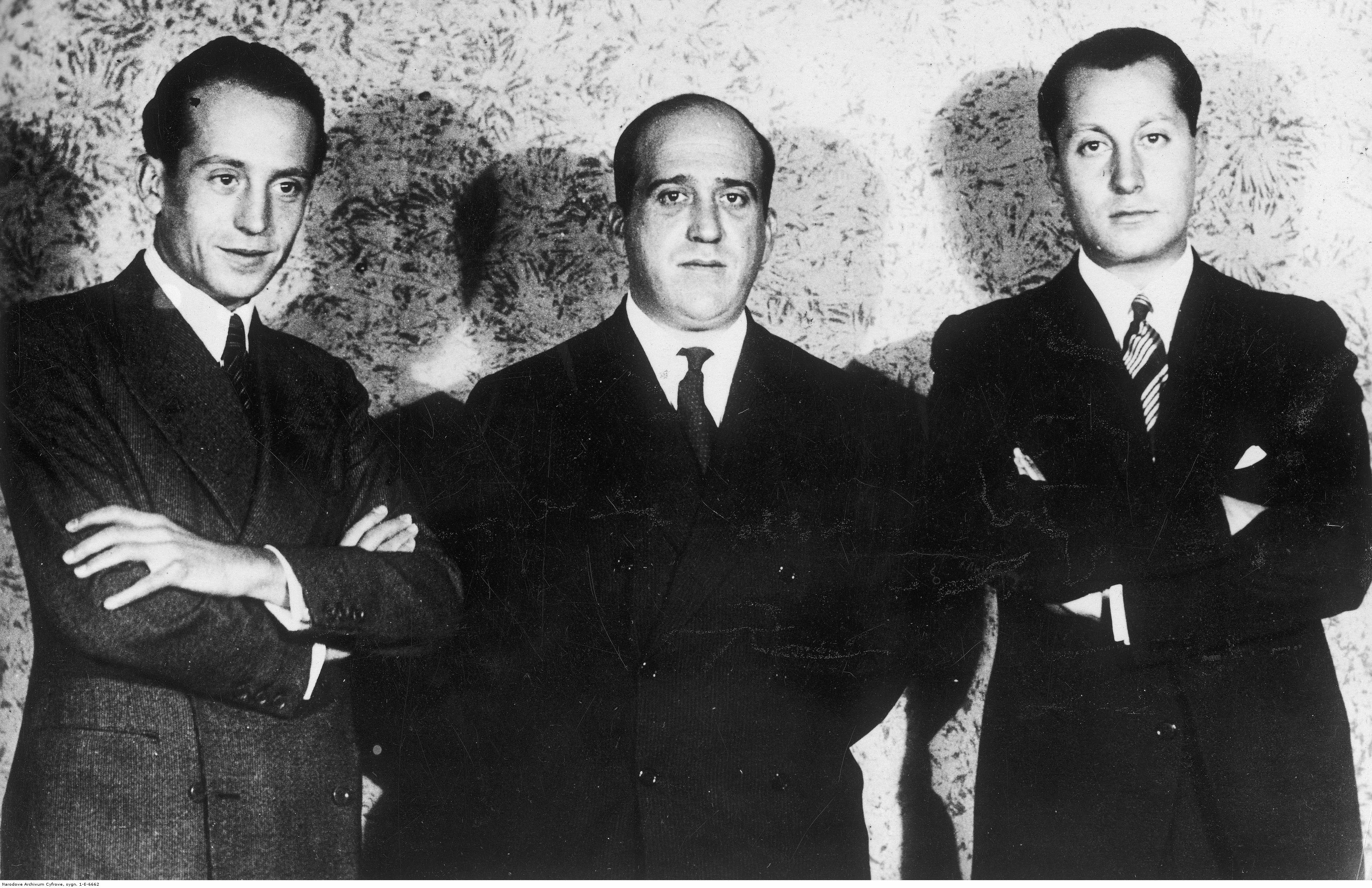
Alfonso García Valdecasas (izquierda), Julio Ruiz de Alda (centro) y José Antonio Primo de Rivera (derecha), constituyeron el triunvirato que dirigió inicialmente Falange Española.

El acto del Teatro de la Comedia se produjo en el contexto de la campaña de las derechas para las elecciones generales de noviembre («el partido nacía claramente situado a la derecha y prácticamente confundido con ella», ha afirmado Ismael Saz). El acto fue mitificado por los falangistas y conmemorado cada año de forma solemne, pero en realidad en aquel momento tuvo una escasa repercusión. El diario El Socialista informó del mismo de forma burlona: «su fascismo no saldrá de la comedia» (para la izquierda obrera la «amenaza fascista» la representaba entonces la CEDA). Por su parte el periodista derechista José María Carretero (El Caballero Audaz) escribió: «Ya es un poco sospechoso que el primer acto público fascista terminara en un ambiente de tranquila normalidad. Yo, al salir de la Comedia y llegar a la calle, despejada, tranquila, tuve la sensación de haber asistido a una hermosa velada literaria del Ateneo». Cuatro días después el MES cambió su nombre por el de Falange Española, en referencia a la antigua falange macedonia. Según Joan Maria Thomàs se adoptó ese nombre «para no perder las siglas de Fascismo Español» que a veces acompañaba a las del MES: Movimiento Español Sindicalista-Fascismo Español (MES-FE). En una entrevista concedida en 1979, a raíz de la publicación de sus memorias, Ernesto Giménez Caballero explicó así la adopción del nuevo nombre:

La Falange es un nombre de mujer. Es ya un nombre inapropiado y espurio, porque durante la República, cuando se fundó la Agrupación al Servicio de la República, con Marañón y Ortega, se les ocurrió crear un Frente Juvenil y lo llamaron Frente Español (la idea fue de Valdecasas); pero después no se llegó a organizar. Entonces se encontraron con estas dos siglas, F. E., y Valdecasas se hizo amigo de José Antonio e intervino en el mitin de La Comedia, se preguntaron qué podían hacer con la F, y como eran un poco universitarios, pensaron llamarla La Falange, como los griegos. Y ahí nació una cosa un tanto pedante y humorística: La Falange Española, en el sentido de que La Falange era una organización militar, la falans de los griegos. Pero era mucho más bonito para mi modo de ver el Falangismo, que era una doctrina, un movimiento, y que no era femenino, sino masculino.
Ernesto Giménez Caballero, «Memorias de un funámbulo», Ruipérez, 1979.

En los Puntos Iniciales, un documento a modo de programa de Falange Española, aparece el ultranacionalismo español como uno de sus fundamentos esenciales (España es definida de forma retórica y casi mística como «unidad de destino en lo universal», y no «una lengua, ni una raza, ni un territorio»; se proclama «la permanencia de su unidad» frente el «virus separatista»), y también el catolicismo, en lo que se diferencia notablemente del fascismo italiano pero se aproxima a otras formaciones fascistas como la Guardia de Hierro rumana o la Falange polaca («La interpretación católica de la vida es, en primer lugar, la verdadera; pero es, además, históricamente, la española», se dice en el documento). Así el «hombre nuevo» falangista tendrá como referencia el universo mental del tradicionalismo español. También se propone «acabar con los partidos políticos», «cosa artificial», y con las elecciones («el ser rotas es el más noble destino de todas las unas», había dicho Primo de Rivera en el mitin del Teatro de La Comedia) y que sean las entidades «naturales» (la familia, el municipio y el sindicato) las «bases auténticas de la organización total del Estado», un Estado «totalitario» («por ser de todos») fundamentado en «la autoridad, la jerarquía y el orden». Y para alcanzarlo, como en el fascismo italiano, se defiende el recurso a la violencia: «Los que lleguen a esta cruzada... habrán de considerar la vida como milicia. [...] La violencia puede ser lícita cuando se emplea por un ideal que lo justifique» (en el discurso del Teatro de la Comedia, Primo de Rivera ya había manifestado que «no hay más dialéctica admisible que la dialéctica de los puños y las pistolas cuando se ofende a la justicia o a la Patria»). Como ha destacado Ismael Saz, «tampoco el ideario o programa tomaba demasiado las distancias respecto de otros partidos de la derecha. Se declaraba explícitamente fascista, pero además de faltar en su discurso elementos fundamentales de la retórica fascista, se hacía lo posible por presentarlo en la forma más semejante al de otras fuerzas de la derecha». Frente a las críticas de José María Gil Robles, líder de la CEDA, que calificaba el fascismo como una «moda extranjera», Primo de Rivera le respondió que los fascistas eran «gentes llenas de amor a la patria y a sus tradiciones», destacando entre ellas el catolicismo (Primo de Rivera diferenciaba entonces el «hitlerismo», calificado de «racista» y por tanto de «antiuniversal», del «movimiento mussoliniano», «universal por esencia; es decir "católico"»), y que cuando Gil Robles «dice que la democracia habrá de someterse o morir, que una fuerte disciplina social regirá para todos y otras bellas verdades, proclama principios "fascistas". Podrá rechazar el nombre; pero el nombre no hace a la cosa».
José Antonio Primo de Rivera consiguió un escaño en las elecciones de noviembre de 1933. Se había presentado en una lista de coalición de derechas de Cádiz, pero no como falangista (la lista se había confeccionado antes del mitin del teatro de La Comedia). Poco después de las elecciones, que fueron ganadas por las derechas con la CEDA como la formación política más votada, el partido sacó a la calle el semanario FE, cuya difusión fue boicoteada por grupos de izquierda que amenazaron a los quiosqueros para que no lo vendieran (de hecho un estudiante que lo había comprado fue tiroteado y muerto en Madrid el 7 de diciembre).

### Fusión de Falange Española con las JONS

#### El nacimiento de Falange Española de las JONS

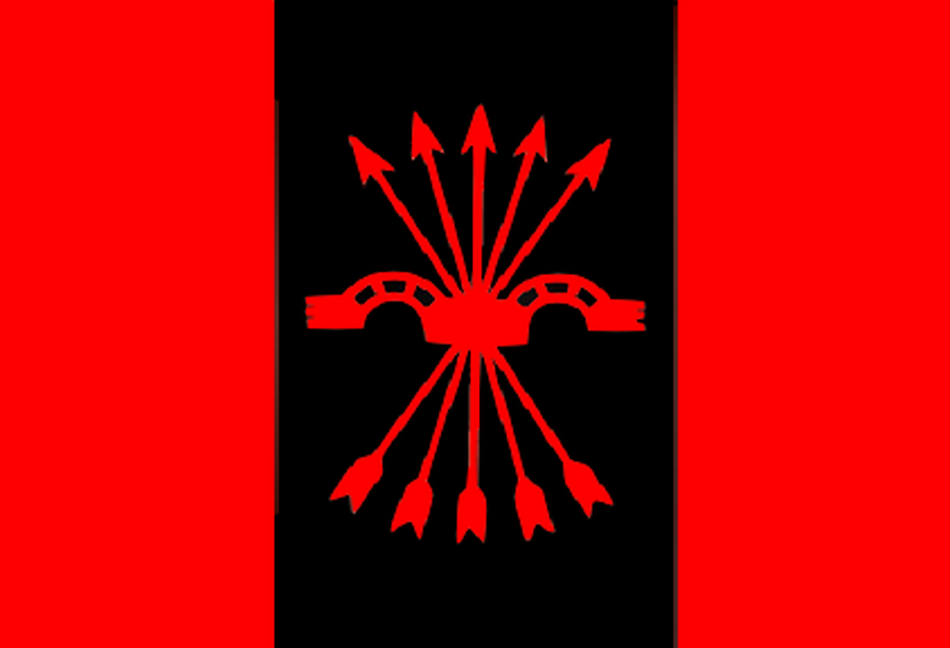
Bandera de Falange Española de las JONS.

El 13 de febrero de 1934 se produjo la unificación de Falange Española (FE) y las JONS (Falange Española aportaba unas expectativas de crecimiento inexistentes en las JONS, y las JONS una estructura, organización y disciplina ausentes en la Falange). Nació Falange Española de las JONS, «la que será la principal organización representativa del fascismo en España». Al parecer la iniciativa la tomó Ramiro Ledesma, consciente de que el nuevo partido estaba teniendo más atención mediática que la que habían tenido las JONS, por lo que la unión con FE le podría permitir «con relativa facilidad», según él mismo escribió, «la popularización de sus consignas», y todo ello a pesar de que Ledesma consideraba a FE como un grupo insuficientemente fascista. Otro elemento decisivo fue el hecho de que los fondos de los monárquicos que habían servido para financiar a las JONS ahora estaban yendo a Falange Española.
Así pues, eran las JONS las que «más tenían que ganar» con la fusión y los dos partidos se vieron forzados a ello por la muy escasa implantación de ambos. El nuevo partido tomó gran parte de la simbología y del léxico jonsista, que posteriormente retomaría el franquismo (el grito de «Arriba España», tomado del «¡Arriba los valores hispánicos!» de La Conquista del Estado; el grito «España una, grande y libre» y la consigna «Por la Patria, el Pan y la Justicia», lanzada por Ledesma desde la revista JONS), en tanto que Primo de Rivera impuso un triunvirato con dos miembros de la Falange y uno de las JONS, quedando la dirección constituida por el propio Primo de Rivera, Ruiz de Alda y Ledesma Ramos. En el equilibrio de poder entre los dos líderes Ledesma salía desfavorecido y sus posibilidades de hacerse con el liderato de la nueva formación se basarían en el apoyo que surgiese de las bases, llevadas por una línea «revolucionaria» más genuinamente fascista frente al «conservadurismo» de Primo de Rivera. Este contaba como ventaja con su proyección pública —hijo del dictador Primo de Rivera y diputado en las Cortes—, su capacidad de liderazgo y el apoyo del grupo que los financiaba. Así, «la unión de los dos partidos, dificultades económicas aparte, nunca fue fácil. Los conflictos provenían de las diferentes ambiciones de José Antonio y Ramiro Ledesma Ramos, uno elitista y el otro populista», afirma Paul Preston.
Según Joan Maria Thomàs, «el jonsismo aportó mayor sensibilidad social a la organización, es decir, un mayor interés por captar obreros que hiciesen creíble el nacional sindicalismo que postulaba en competencia con los sindicatos de izquierda». Así en el verano de 1934 se creó la Central Obrera Nacional Sindicalista (CONS), antecedente del Sindicato Vertical del franquismo, ya que al mismo tiempo se constituyó la Central de Empresarios Nacional Sindicalista. La finalidad de ambas organizaciones era acabar con la lucha de clases poniendo al mundo del trabajo al servicio del «engrandecimiento de la Patria». Además se adoptó el término «camarada» —proveniente de la izquierda— que los jonsistas ya habían utilizado y el tuteo con los jefes que pasaron a ser llamados por sus nombres de pila: «José Antonio», «Ramiro», «Julio» u «Onésimo» «Pero en la práctica Falange no supo desarrollar la suficiente capacidad de atracción. No conjugaba bien la retórica radical con el alto porcentaje de hijos de familias acomodadas, los denominados "señoritos"». De todas formas, como ha destacado Ismael Saz, la fusión con las JONS supuso la radicalización del propio Primo de Rivera que abandonó el tono paternalista que había utilizado hasta entonces para referirse a los trabajadores. «Toda la temática "sindicalista", el rechazo al capitalismo, empobrecedor de las masas y "usurero", la necesidad de cambios revolucionarios, el reconocimiento de la llegada del proletariado a la vida pública y su necesaria participación en el poder serán en lo sucesivo elementos esenciales en el discurso de Primo de Rivera».
El 4 de marzo tiene lugar el acto de presentación del nuevo partido en el teatro Calderón de Valladolid. Primo de Rivera en su discurso se muestra menos militarista que en el de la Comedia, hace una alabanza de Castilla, rememora a los Reyes Católicos y menciona una carta enviada a Carlos V: «Vuestra alteza debe venir a tomar en la una mano aquel yugo que el católico rey vuestro abuelo os dejó, con el cual tantos bravos y soberbios se domaron, y en la otra, las flechas de aquella reina sin par, vuestra abuela doña Isabel, con que puso a los moros tan lejos». Por otro lado, muestra sus convicciones antidemocráticas y hace gala de un insolente antiparlamentarismo aun habiéndose presentado y salido elegido diputado unos meses antes en las elecciones de 1933 («Los partidos políticos nacen el día que se pierde el sentido de que existe sobre los hombres una verdad, bajo cuyo signo los pueblos y los hombres cumplen su misión en la vida»; «los hombres se dividen en bandos, hacen propaganda, se insultan, se agitan y, al fin, un domingo colocan una caja de cristal sobre una mesa y empiezan a echar pedacitos de papel en los cuales se dice si Dios existe o no existe y si la Patria se debe o no se debe suicidar»). Además se defiende de las acusaciones de imitador de los fascismos italiano y alemán y de ser reaccionario:

Nos dicen que somos imitadores. Onésimo Redondo ya ha contestado a eso. Nos dicen que somos imitadores porque este movimiento nuestro, este movimiento de vuelta hacia las entrañas genuinas de España, es un movimiento que se ha producido antes en otros sitios. Italia, Alemania, se han vuelto hacia sí mismas en una actitud de desesperación para los mitos con que trataron de esterilizarlas; pero porque Italia y Alemania. se hayan vuelto hacia sí mismas y se hayan encontrado enteramente a sí mismas, ¿diremos que las imita España al buscarse a sí propia? Estos países dieron la vuelta sobre su propia autenticidad, y al hacerlo nosotros, también la autenticidad que encontraremos será la nuestra, no será la de Alemania ni la de Italia, y, por tanto, al reproducir lo hecho por los italianos o los alemanes seremos más españoles que lo hemos sido nunca. [...]
También dicen que somos reaccionarios. Unos nos lo dicen de mala fe, para que los obreros huyan de nosotros y no nos escuchen. Los obreros, a pesar de ello, nos escucharán, y cuando nos escuchen ya no creerán a quienes se lo dijeron, porque precisamente cuando se quiere restaurar, como nosotros, la idea de la integridad indestructible de destino, es cuando ya no se puede ser reaccionario.
Primo de Rivera, «Discurso de la proclamación de FE de las JONS».

En agosto de 1934 se renovó el pacto entre Primo de Rivera y los monárquicos alfonsinos firmado el año anterior (conocido como el Pacto de El Escorial). Tras su fracaso en las elecciones de noviembre de 1933, «los alfonsinos se inclinaban cada vez más por una acción violenta contra la República, y estaban decididos a experimentar la vía fascista como factor desestabilizador». «Deseaban que Falange, a la que veían como un instrumento útil a nivel paramilitar, conformase una organización de milicias capaz de enfrentarse con éxito a las milicias y sindicatos de la izquierda, siguiendo el modelo italiano». A cambio del apoyo económico (una subvención mensual), Falange se comprometía a no atacar «en sus propagandas orales o escritas ni al partido Renovación Española ni a la doctrina monárquica».

#### El fracaso del partido fascista español: la ruptura entre Ledesma y Primo de Rivera

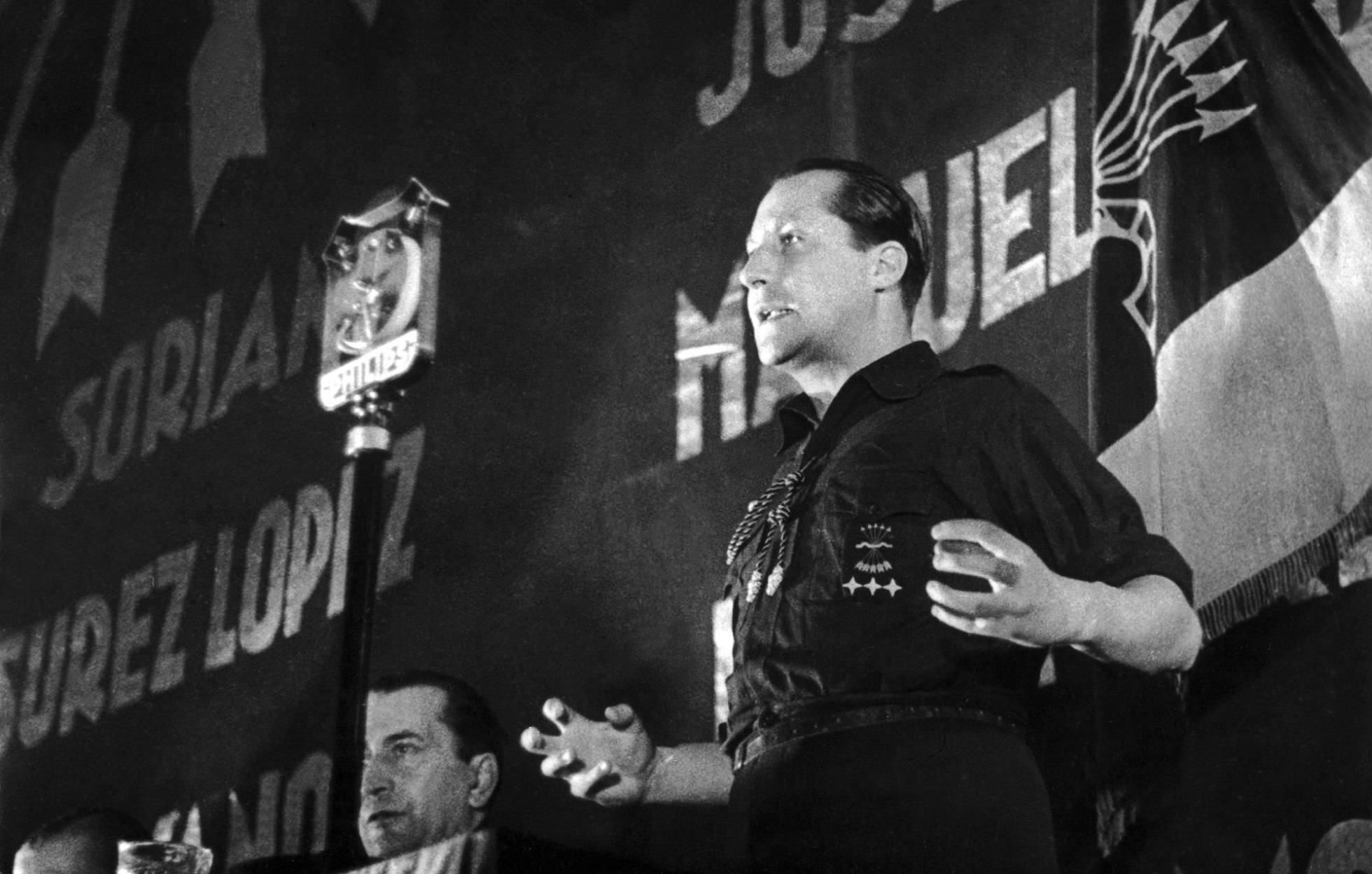
José Antonio Primo de Rivera durante un mitin de Falange (antes de 1936)

Las expectativas puestas en la creación de la nueva formación fascista no se cumplieron. Falange Española y de las JONS no logró atraer hacia ella a los sectores obreros. Con dificultad, organizó el Sindicato Español Universitario (SEU), pequeño embrión del que se nutrieron las milicias dispuestas a aplicar «la dialéctica de los puños y de las pistolas» propugnada por Primo de Rivera en el mitin de La Comedia. Ramiro Ledesma comentó: «ocurrió que la presencia de F. E. se hizo con excesivos optimismos y gesticulaciones. Hay que ser más parcos en el vocabulario de la violencia, sobre todo cuando no se puede dar cumplimiento a sus frases, o cuando hay la casi seguridad de que el enemigo las va a creer al pie de la letra». Las milicias, organizadas en escuadras y centurias, constituyeron la Primera Línea dirigida por Julio Ruiz de Alda, mientras que la Segunda Línea estaba integrada por los militantes mayores o menos aptos para la «acción directa». Dentro de la Primera Línea funcionaban unos grupos especiales, llamados significativamente «Falange de la sangre», bajo el mando de Juan Antonio Ansaldo, piloto militar como Ruiz de Alda. Ansaldo acabaría siendo expulsado del partido tras chocar con Primo de Rivera por su insistencia en que se incrementaran las acciones violentas y terroristas. También porque era «uno de los agitadores monárquicos infiltrados en Falange» que querían orientar el partido «en un sentido más conservador y potenciar la escalada violenta contra la izquierda desde las milicias falangistas».
El fracaso de la CONS, que no consiguió atraer a los sectores obreros, debilitó la posición de los jonsistas en el seno del partido y en especial la de Ramiro Ledesma que siempre había defendido convertir a la organización en un partido de masas frente a la posición más «elitista» de Primo de Rivera, quien además era partidario de atraer a los campesinos —«los hombres de la España mejor», según él— más que a las masas obreras —Ledesma se quejaba de que se organizaban mítines en pequeñas o medianas localidades pero no en las grandes ciudades—. Para dirimir estas diferencias se convocó un Congreso que se celebró los días 5, 6 y 7 de octubre de 1934 (coincidiendo con el inicio de la Revolución de 1934, organizada por los socialistas y secundada por la Generalidad de Cataluña). En él salió triunfante José Antonio Primo de Rivera que fue proclamado jefe único del partido en sustitución del triunvirato (Primo de Rivera, Ruiz de Alda y Ledesma) que lo había dirigido hasta entonces. Ledesma quedó al frente de la Junta Política, subordinada al jefe nacional. Por otro lado en el Congreso se adoptó el uniforme falangista consistente en la camisa azul mahón de los obreros mecánicos. Las discrepancias entre los dos líderes se incrementaron con motivo de la Revolución de Octubre cuando Ledesma desaprobó que Primo de Rivera hubiera decidido que el partido apoyara al gobierno de Lerroux ofreciéndole la ayuda de sus milicias como «fuerzas auxiliares» y convocando una manifestación el 7 de octubre en defensa de la unidad de España pero también en respaldo al «Gobierno de España».
Aprovechando la delicadísima situación en que había quedado el país tras la Revolución de Octubre, finalmente sofocada por el gobierno radical-cedista de Alejandro Lerroux, Ramiro Ledesma pensó que había llegado el momento de tomar el poder y propuso la organización de una especie de «Marcha sobre Roma» que estaba convencido de que encontraría el apoyo de algunos militares, sobre todo jóvenes. Pero Primo de Rivera se opuso a causa de la debilidad del partido y porque consideraba que en aquellos momentos el Ejército era el único capaz de «reemplazar al Estado existente», para después ceder el poder «a una minoría fervientemente nacional, tensa y adivinadora», es decir, FE de las JONS. Las discrepancias entre Primo de Rivera y Ledesma se hicieron más patentes con motivo de los «veintisiete puntos» que iban a constituir el programa del partido y de cuya redacción se encargó este último.
La propuesta de Ramiro Ledesma fue corregida por el jefe nacional para «desradicalizar, algunos de sus puntos», aunque mantuvo, por ejemplo, el 25 referente a la separación de la Iglesia y el Estado («La Iglesia y el Estado concordarán sus facultades respectivas, sin que se admita intromisión o actividad alguna que menoscabe la dignidad del Estado o la integridad nacional»), lo que provocó la salida del partido del marqués de la Eliseda que lo consideró «herético», lo que por otro lado provocó un grave problema económico al partido ya que el marqués era uno de sus principales provisores de fondos. Además ese punto y otros fueron rechazados por Renovación Española que dejó también de entregarles dinero. La ruptura definitiva con los monárquicos alfonsinos se produjo cuando FE de las JONS rechazó integrarse en el Bloque Nacional propuesto por José Calvo Sotelo, quien nada más regresar del exilio había pedido ingresar en Falange pero Primo de Rivera se había negado (Ledesma, en cambio, mantuvo una actitud ambigua sobre la petición de ingreso). Según José Luis Rodríguez Jiménez, el intento de Calvo Sotelo de entrar en el partido respondía al proyecto de los «monárquicos fascistizados» de que este se convirtiera en el nuevo líder del partido. Según Ismael Saz, el abandono del partido por el marqués de la Eliseda no se debió a su desacuerdo con el punto 25, porque en lo sustancial era idéntico al aprobado en los «puntos iniciales» de Falange Española, sino al rechazo de Primo de Rivera a ingresar en el Bloque Nacional. Según Saz, las fechas coinciden: el marqués anunció su salida del partido dos días después de que Primo de Rivera anunciara en una nota publicada en ABC el 28 de noviembre que «Falange Española no se fundirá con ningún otro partido». Esa sería también la razón del abandono del partido del antiguo cenetista Nicasio Álvarez de Sotomayor, aunque el motivo de fondo era muy diferente: Sotomayor quería que Falange se incorporara al Bloque Nacional, no porque apoyara la alternativa monárquica autoritaria de Calvo Sotelo, sino porque era el único modo de seguir recibiendo fondos de los monárquicos con los que financiar «sus» sindicatos de la CONS.
En los «Veintisiete puntos de Falange Española y de las JONS», programa oficial del partido (y del fascismo español), se proponía la creación de un «Estado Nacionalsindicalista», definido como un «instrumento totalitario al servicio de la integridad de la patria» y organizado de forma corporativa («Todos los españoles participarán en él a través de su función familiar, municipal y sindical. Nadie participará a través de los partidos políticos. Se abolirá implacablemente el sistema de los partidos políticos, con todas sus consecuencias; sufragio inorgánico, representación de bandos en lucha y Parlamento del tipo conocido»). En otros puntos del programa se defendía «la tendencia a la nacionalización de la banca» y «de los grandes servicios públicos», así como la «reforma social de la agricultura». Según Ismael Saz, «tomado en su conjunto, el discurso era ya netamente fascista: la necesaria revolución había de ser, a la vez, nacional y social; se rechazaba el capitalismo —que no la propiedad privada— y del comunismo se admitía su fondo "solidario", para rechazar sus contenidos "antipatrióticos" y "materialistas"».
La realidad era que el partido seguía siendo un grupúsculo muy minoritario sin apenas militantes (en la concentración que realizó en Carabanchel en junio de 1934 se reunieron menos de quinientos falangistas) porque no conseguía penetrar ni en las clases medias conservadoras ni el los medios obreros. Es significativo que el socialista Luis Araquistain escribiera en la revista estadounidense Foreign Affairs que en España no se daban las condiciones que en Italia y en Alemania habían propiciado el ascenso del fascismo: «No existe un ejército desmovilizado como en Italia; no existen cientos de miles de jóvenes universitarios sin futuro, ni millones de desempleados como en Alemania. No existe un Mussolini, ni tan siquiera un Hitler; no existen ambiciones imperialistas, ni sentimientos de revancha, ni problemas de expansión, ni tan siquiera la cuestión judía. ¿A partir de qué ingredientes podría obtenerse el fascismo español? No puedo imaginar la receta». Por su parte el periodista derechista José María Carretero (más conocido por su seudónimo de El Caballero audaz) le reprochó al partido no haber sido capaz de realizar «la misión del fascismo» que era «la de dar batalla al marxismo» (y que al final había sido realizada por las derechas, ganando las elecciones de noviembre de 1933, y por el Ejército, aplastando la Revolución de Octubre). Su crítica concluía diciendo:

De no rectificar inmediatamente sus maneras y sus formas, recemos un responso irónico, burlesco y piadoso sobre el cadáver de ese nonato fascismo español, que sólo tradujo del fascismo verdadero la espectacularidad teatral y aparatosa y la inofensiva ceremonia de unos saludos a la romana.

A principios de 1935 la situación del partido era crítica y tras una Junta Política, que se realizó en enero en la sede central a la luz de las velas por no tener dinero para pagar la electricidad, Ramiro Ledesma abandonó el partido y se dispuso a reconstruir las JONS, aunque muy pocos antiguos jonsistas le siguieron (Onésimo Redondo tampoco), con lo que su escisión tuvo escasa incidencia. Según otra versión de lo ocurrido, Ledesma había intentado apoderarse de la dirección del partido «con la intención de dirigirlo hacia labores de agitación en la línea del sindicalismo revolucionario» pero no lo consiguió y fue expulsado. El intento de Ledesma de reconstruir las JONS fracasó y su labor quedó reducida a la propagación del ideario fascista (entre febrero y marzo de 1935 editó un semanario, La Patria Libre, del que aparecieron siete números; difundió el Discurso a las juventudes de España y publicó el libro ¿Fascismo en España?). Quedó, pues, completamente marginado del escenario político. Según Ismael Saz, la razón de fondo de la ruptura entre Ledesma y Primo de Rivera se debió a su diferente concepción del fascismo, resultado de la forma en que cada uno había llegado al mismo. El fascismo de Ledesma era «violentamente antiliberal, con una defensa no menos vehemente de lo "nuevo", de la juventud y del irracionalismo. Su antisocialismo y anticomunismo —que respondían, en el fondo, a motivaciones conservadoras— asumía también tonos de "rivalidad revolucionaria"; es decir, defendiendo frente a una revolución "materialista" y "antipatriótica" otra "nacional e idealista"». «Primo de Rivera, por su parte, llegaba al fascismo por la vía de la fascistización desde una perspectiva de derecha conservadora. [...] El fundador de Falange prosiguió su evolución hasta convertirse —como el propio Ledesma reconocería— en un auténtico fascista. Pero no por ello perdió su "marca de origen", como se aprecia claramente en algunas de sus diferencias con Ledesma: la sistemática apelación a la razón, la búsqueda de la elegancia en pretendida oposición a la demagogia, el menosprecio sistemático de las masas y el rechazo casi visceral de la revolución en lo que tenía de ruptura del orden».
En abril de 1935 Primo de Rivera viajó a Roma y allí consiguió directamente de Mussolini los fondos que el partido necesitaba para sobrevivir, y que le llegarían a través de la embajada italiana en París. Con ese dinero pudo relanzar el periódico del partido Arriba y volver a organizar mítines. La paradoja fue que a partir de entonces José Antonio Primo de Rivera fue radicalizando su discurso con un contenido más social, coincidiendo con los postulados que había defendido Ramiro Ledesma, y distanciándose cada vez más del Bloque Nacional y de la CEDA, de los que dijo que su propósito era «seguir nutriendo a una insignificante minoría con el esfuerzo de todos». En una conferencia en el Círculo Mercantil de Madrid, el 9 de abril de 1935, Primo de Rivera afirmó, después de acusar al «derechismo» de desentenderse «del semejante que no tiene para comer», que «la única manera de resolver la cuestión social es alterando de arriba abajo la organización de la economía» y apeló a alcanzar «una armonía total» entre «el individuo y el Estado». En el mitin celebrado en el cine Europa de Madrid el 2 de febrero de 1936, en el inicio de la campaña de las elecciones, Primo Rivera habló de la «revolución nacional española» y de que «no hay más que una manera de evitar que el comunismo llegue: tener el valor de desmontar el capitalismo... Esto no es sólo una tarea económica; esto es una alta tarea moral». Este «giro a la izquierda» de Falange, «además de intentar invalidar las acusaciones de Ledesma sobre el "derechismo" de Primo de Rivera, pretendía hacer olvidar a los militantes el fracaso del partido, así como diferenciarlo, sobre la base de la intransigencia, de la derecha representada por los monárquicos y la CEDA».
El «giro a la izquierda» no impidió que Falange (aun siendo consciente de que ello podría ser considerado «por los militantes más ardorosos como una defección de las posiciones doctrinarias de Falange») intentara llegar a un acuerdo con la CEDA para las elecciones de febrero de 1936 (Primo de Rivera escribió que «pese a todos su errores, el señor Gil Robles aventaja en valor humano, político y aun literario a muchos de los que con avidez descompuesta se aprestan a sustituirle», en una referencia nada velada a José Calvo Sotelo, líder de la derecha radical). Pero no se logró ningún pacto electoral a causa de los pocos puestos que le ofrecieron a Falange en las candidaturas, así que presentó listas propias en 19 circunscripciones (solo en Santander estableció una coalición con la Comunión Tradicionalista). En el editorial del periódico falangista Arriba del 13 de febrero se decía: «Nos dejaron solos en los puestos peores del combate, solos después con nuestros muertos, solos con nuestros presos. Nos pusieron fosos de silencio y cerco de hambre cuando por España nos batíamos. ¿Qué de extraño tiene ahora que nos dejen también solos?».
FE de las JONS no obtuvo ningún escaño en las elecciones de febrero (solo consiguió 46 466 votos en toda España, el 1,7 % del total), pero a partir de entonces fue cuando consiguió una implantación significativa (en aquellos momentos contaba con 8000 miembros, según Juan José Linz; unos 10 000, según Stanley G. Payne) gracias al trasvase de militantes de las JAP, las juventudes de la derechista CEDA, que consideraban a esta incapaz de frenar a las fuerzas de la izquierda. Durante los meses siguientes FE de las JONS se dedicó a labores de desestabilización, utilizando para ello la violencia callejera, los atentados y los asesinatos, con la finalidad de crear una sensación de inseguridad y desgobierno que «justificara» el golpe de Estado de julio de 1936 que conduciría a la Guerra Civil Española —los falangistas se consideraban ya «en guerra»—. El gobierno del Frente Popular reaccionó ilegalizando el partido y deteniendo a muchos de sus militantes y dirigentes, entre ellos el propio José Antonio Primo de Rivera, que al no haber conseguido el acta de diputado en las elecciones de febrero había perdido su inmunidad parlamentaria. Nunca recuperaría la libertad. Falange se convirtió entonces en una organización clandestina.
Falange Española de las JONS no fue capaz de llevar a cabo un golpe autónomo —tal como había acordado la Junta Política en la reunión que mantuvo en el parador de Gredos en junio de 1935: «debemos ir al alzamiento contando a ser posible con los militares, y si no, nosotros solos... Nuestro deber es ir con todas las consecuencias a la guerra civil»—, por lo que se sumó al que estaba preparando un sector del Ejército bajo las directrices del general Emilio Mola. Este pidió el concurso de las milicias carlistas y falangistas y lo consiguió tras negociar las condiciones con los dirigentes de la Comunión Tradicionalista y de Falange. Primo de Rivera dio su asentimiento desde la cárcel de Alicante. Así, los falangistas participaron en la sublevación de julio y formaron unidades con sus propios uniformes y mandos (recién iniciada la guerra civil, en agosto de 1936, aunque permanecieron las escuadras falangistas que ya estaban en el frente, el mando militar decretó que los falangistas de retaguardia al ser reclutados, lo fuesen en unidades regulares).

## FET y de las JONS-Movimiento Nacional: partido único de la dictadura franquista (1937-1975)

### FE de las JONS en los primeros meses de la guerra civil (1936-1937)

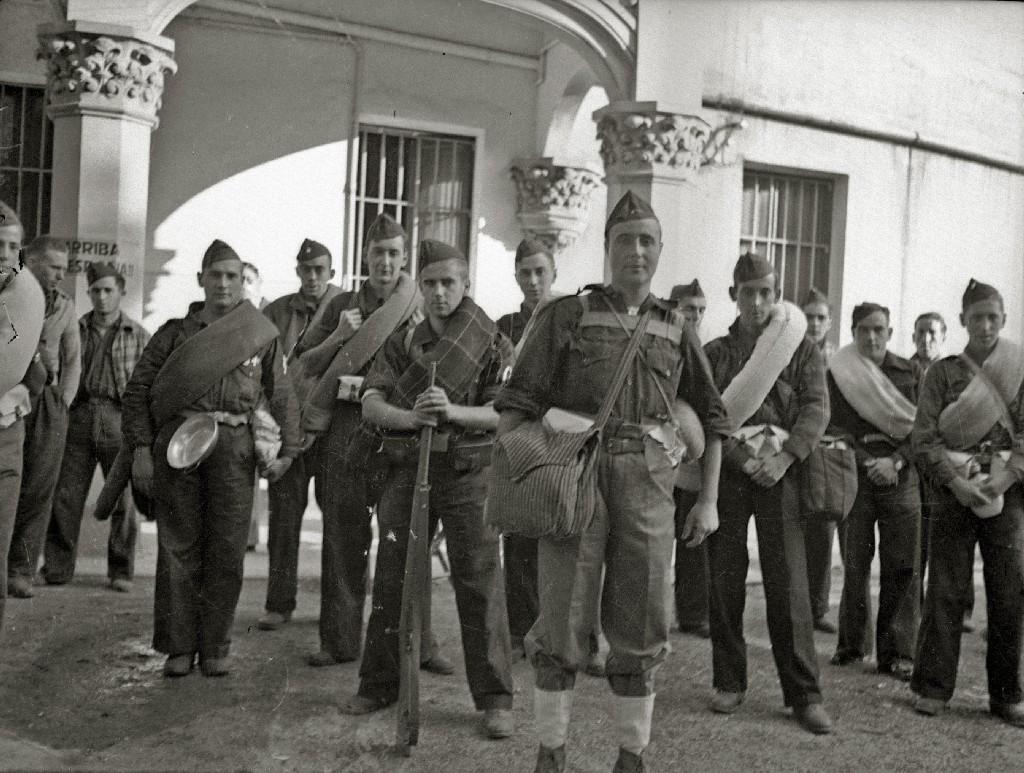
Milicia falangista (San Sebastián).

En la guerra civil española Falange Española de las JONS se convirtió en la zona sublevada en un partido de masas. Varias decenas de miles de personas ingresaron en el partido, unas sin filiación anterior y otras procedentes de partidos derechistas y ultraderechistas. También se afiliaron a Falange personas de izquierdas que habían caído geográficamente en «zona nacional» y que de esta manera intentaban eludir la represión (así lo reconoció un mando falangista cuando afirmó que los obreros habían acudido a Falange «unos por convencimiento, los más listos; otros por seguridad; los más, acaso, por miedo»). Así, los falangistas, junto con los carlistas, constituyeron el grueso del apoyo popular a la sublevación.
De todas las fuerzas que apoyaron el golpe de Estado los falangistas eran los que estaban en mejores condiciones de incorporar a los civiles que se querían sumar a la sublevación. Contaban con varias ventajas frente a los tradicionalistas, la otra formación con voluntad de organización de masas del bando sublevado. Según Ismael Saz, «[Falange] podía dar una perspectiva moderna, fascista, a la guerra y además tenía una proyección sobre todo el territorio nacional de la que aquéllos [los tradicionalistas] carecían». Una valoración que es compartida por Joan Maria Thomàs: «Contrapuesta al arcaicismo de la Comunión, Falange aparecía como un grupo moderno, antiliberal, antidemocrático y antiizquierdista, con una retórica conservadora que hablaba de hacer una revolución y de cambiar cosas en una España que creía enferma pero a la que glorificaba por encima de todo». Otro elemento a tener en cuenta, como subraya Ismael Saz, es el proceso de fascistización que habían experimentado el resto de fuerzas de la derecha antirrepublicana y que se radicalizó tras el estallido de la guerra, aunque los tradicionalistas se vieron menos afectados que monárquicos alfonsinos y cedistas porque «su apego a la tradición era más genuino, menos instrumental, pero ese mismo apego les dejaba sin perspectivas. Su antiliberalismo, a la vez antiestatista y antidictatorial, no tenía espacio alguno en el siglo XX».
No fue hasta principios de septiembre de 1936 cuando el partido se dotó de un mando único porque sus dirigentes más significados, incluido el jefe nacional José Antonio Primo de Rivera, estaban encarcelados en zona republicana (Onésimo Redondo que fue liberado de la prisión por los sublevados murió a los pocos días de iniciada la contienda). El 2 de septiembre se formó la Junta de Mando Provisional, un órgano colegiado no previsto en los estatutos del partido, presidida por Manuel Hedilla, un jefe provincial que no tenía territorio a su cargo porque Santander había quedado en zona republicana (también se le eligió porque no parecía que tuviera aspiraciones políticas). Los otros miembros de la Junta eran Agustín Aznar, jefe nacional de la Primera Línea; José Sainz, jefe territorial de Castilla la Nueva; José Moreno, jefe territorial de Navarra y Vascongadas; Jesús Muro, jefe territorial de Aragón; Andrés Redondo, hermano de Onésimo, a quien había sucedido en la jefatura territorial de Castilla la Vieja; Francisco Bravo, jefe provincial de Salamanca; Sancho Dávila, jefe de Sevilla y pariente de José Antonio Primo de Rivera; y Rafael Garcerán, pasante del bufete de Primo de Rivera. Según un informe enviado a Berlín por Von Faupel, representante de la Alemania nazi ante el Cuartel de Generalísimo, «Hedilla carecía de cualidades de líder».
Las milicias falangistas combatieron en el frente (en octubre de 1936 se calcula que eran unos 36 000, algo más de la mitad de los voluntarios que se habían sumado a la sublevación), y su contribución militar, junto con el Requeté carlista, fue muy importante (la aportación de los otros grupos políticos que apoyaban la sublevación, como las JAP o los Legionarios de España, fue muchísimo más reducida). Aunque desde el principio los jefes falangistas aceptaron la subordinación de sus milicias al mando militar, se tomaron medidas para su integración total en el Ejército, entre las que destacó el decreto del 20 de diciembre de 1936 por el que fueron militarizadas, quedando sujetas al Código de Justicia Militar y bajo el mando de jefes y oficiales del Ejército, aunque mantendrían su denominación y sus respectivos emblemas.
Los falangistas también participaron muy activamente en la represión en la retaguardia. La identificación de Falange como la principal fuerza represiva en la zona sublevada provocó que Manuel Hedilla, jefe de la Junta de Mando Provisional, dictara una circular a finales de septiembre de 1936 en la que decía: «Es menester evitar que sobre la Falange se eche una fama sangrienta, que puede perjudicarnos para el porvenir. No se castigará a nadie sin averiguación de sus antecedentes, y sin orden de la autoridad competente». Sin embargo, las escuadras falangistas continuaron con las sacas y los paseos, siempre bajo la autoridad militar, por lo que Hedilla tuvo que volver a ocuparse del tema en su alocución radiada de Nochebuena: «Y me dirijo a los falangistas que se cuidan de las investigaciones políticas y judiciales en las ciudades y sobre todo en los pueblos. Vuestra misión ha de ser obra de depuración contra los jefes cabecillas y asesinos. Pero impedid, con toda energía, que nadie sacie odios personales y que castigue o humille a quien, por hambre o desesperación, haya votado a las izquierdas. [...] Y allí donde os encontréis, estad resueltamente dispuestos a oponeros a los procedimientos contra los humildes. [...] Nos pertenece la salvación, y no la muerte de los que en su inmensa mayoría tenían hambre de Pan y de Justicia. Pero tenían también —ya lo habéis visto con nuestro crecimiento— hambre de Patria». En la primavera de 1937 la Junta de Mando Provisional volvió a insistir y prohibió a los afiliados «el fusilamiento de rojos, una orden repetida de manera perentoria en las ciudades y en los pueblos recientemente ocupados». Pero la violencia contra los rojos no se detuvo.
En la retaguardia los falangistas también desarrollaron un activo papel en labores sociales y de propaganda. En octubre se creó en Valladolid el Auxilio de Invierno (que pronto pasaría a llamarse Auxilio Social), por iniciativa de Mercedes Sanz-Bachiller, viuda de Onésimo Redondo. Su finalidad fue dar asistencia a los huérfanos y a la viudas ocasionados por la guerra en el frente y por la represión en la retaguardia. En cuanto a la propaganda Falange Española de las JONS fue la principal beneficiaria de la incautación por parte del bando sublevado de las instalaciones y de los talleres de los periódicos republicanos y de izquierdas que fueron cerrados (así por ejemplo el diario Arriba España se editó en Pamplona en los talleres de La Voz de Navarra del PNV o el diario F.E. en los de El Liberal de Sevilla). A finales de 1936 ya controlaba 17 diarios y 23 semanarios.
El 20 de noviembre de 1936 José Antonio Primo de Rivera fue ejecutado en Alicante después de haber sido juzgado y condenado por apoyo a la sublevación contra la República. La Falange quedaba sin su líder, al que habían intentado rescatar en dos ocasiones —fracasando estrepitosamente a pesar de contar con la ayuda nazi— o intercambiarlo por alguna persona relevante encarcelada en la zona sublevada —como el hijo del presidente del gobierno republicano Francisco Largo Caballero o un diputado socialista—, idea que no prosperó. El impacto de la muerte fue tan grande que se acordó no difundirla en la zona de los sublevados, hasta el punto que la falta de noticias propició que se hablara de "El Ausente". Una vez comenzada la guerra José Antonio había intentado detenerla ofreciéndose como mediador ante los nacionales en una carta dirigida al presidente de las Cortes Republicanas Diego Martínez Barrio, pero el gobierno republicano lo rechazó (su propuesta incluía la formación de un gobierno presidido por Martínez Barrio e integrado por republicanos moderados, por un socialista (Indalecio Prieto) y por personalidades independientes como José Ortega y Gasset o Gregorio Marañón —aunque estos dos últimos ya se habían exiliado— pero ningún monárquico, ningún falangista, ni ningún militar). En el testamento que redactó antes de morir nombró albaceas a su amigo Ramón Serrano Suñer y a Raimundo Fernández Cuesta.

### El nacimiento de FET y de las JONS

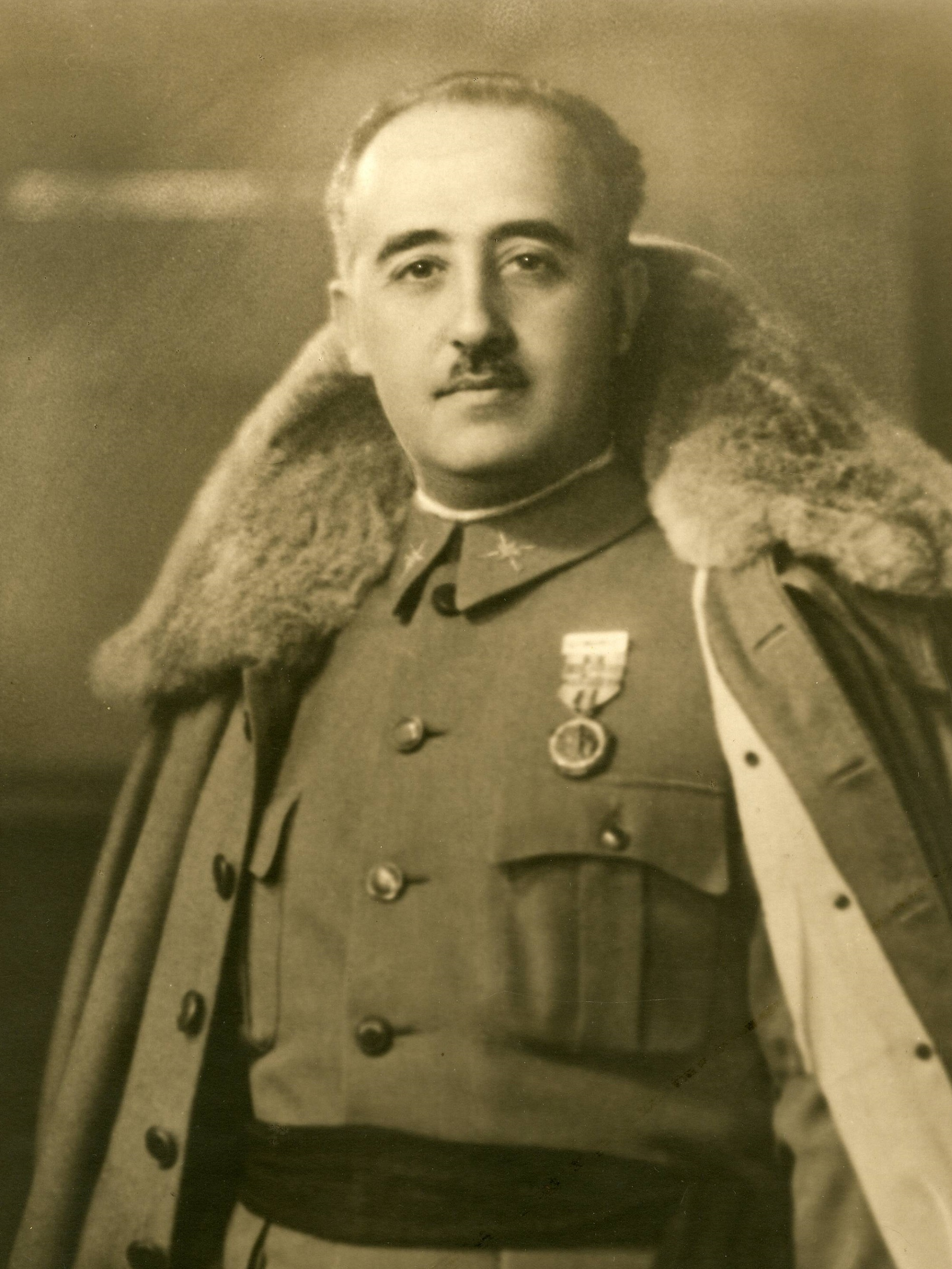
Retrato oficial del general Franco.

La necesidad de formar un partido único o frente patriótico fue una idea que se fue gestando gradualmente en la zona sublevada, especialmente después de que se hubiera proclamado al general Franco Generalísimo y Jefe del Gobierno del Estado el 1 de octubre de 1936. Hay que tener en cuenta, como ha destacado Ismael Saz, que «no puede decirse que los militares sublevados tuvieran un proyecto político mínimamente definido. Una dictadura militar, más o menos transitoria, más o menos inspirada en la dictadura de Primo de Rivera, era, posiblemente el núcleo de tácito consenso entre los alzados». Un primer paso lo dio el Generalísimo Franco en diciembre de 1936 cuando decretó «la militarización de las milicias y su total subordinación al poder militar. Esto suponía, ni más ni menos, que Franco conseguía castigar a los carlistas, golpeando al mismo tiempo a los falangistas... Así, sin mediar actuación por su parte y casi sin enterarse, la Falange había perdido la primera batalla del aún no iniciado conflicto de la unificación».
De hecho se habían producido varios choques entre Falange y las autoridades militares con motivo de la adopción de los símbolos de la Monarquía borbónica, como la Marcha Real o la bandera rojigualda (los falangistas defendían que fueran el Cara al Sol y la bandera rojinegra, los emblemas oficiales, y se negaban a acatarlos); la colocación de retratos de «José Antonio» en sus sedes (sin estar acompañados por los del Caudillo); la recaudación de fondos en el extranjero para la compra de material de guerra de uso exclusivo de las milicias falangistas; o la difusión de los escritos más «revolucionarios» de Primo de Rivera (alimentando así, por otro lado, el mito de El Ausente) que alarmaron a las derechas. Precisamente el que tal vez fue el conflicto más grave estuvo motivado por la prohibición expresa ordenada el 31 de enero de 1937 por la Delegación de Prensa y Propaganda del Cuartel General del Generalísimo de la reproducción por la prensa falangista del discurso pronunciado por Primo de Rivera en el cine Europa el 6 de febrero de 1936. Varios falangistas fueron detenidos y procesados por ocupar Radio Castilla con la intención de difundirlo, pero la policía no pudo impedir que se fijaran pasquines en las paredes con el texto o se repartieran copias en hojas sueltas por la calle, incluso en la propia Salamanca, sede del Cuartel General, o que en Valladolid se emitiera por la radio, siendo detenidos los falangistas responsables —entre ellos Antonio Tovar y José Antonio Girón de Velasco—, que fueron puestos inmediatamente en libertad ante la «manifestación tumultuosa que acudió al Gobierno Civil». La propaganda oficial llegó a decir que los incidentes habían sido causados por infiltrados comunistas en Falange. De hecho el periodista falangista Víctor de la Serna, estrecho colaborador de Manuel Hedilla, fue detenido «por haber noticias de que su actuación obedece a inspiraciones del campo rojo». Todo el asunto de la prohibición de «la publicación de un discurso inoportuno» —esa fue la versión oficial— provocó que desde el Cuartel General del Generalísimo se emitiera una orden dirigida a la Junta de Mando Provisional en la que se le conminaba a que tomara «aquellas resoluciones que depuren a la organización Falange Española de tales elementos perturbadores» que sirven «a los enemigos de la Patria».
A principios de 1937 comenzó a correr el rumor de que el Caudillo iba a proceder a la unificación de todas las fuerzas políticas que apoyaban el Alzamiento Nacional. De hecho Franco se había reunido con Hedilla y de común acuerdo habían encargado al diplomático falangista Felipe Ximénez de Sandoval que redactara un proyecto de partido unificado (al parecer previamente Franco había encargado al ultranacionalista Vicente Gay, suscriptor de Acción Española y recién nombrado delegado nacional de Prensa y Propaganda, la elaboración de un primer borrador). El proyecto cobró un nuevo impulso con la llegada a Salamanca en febrero de 1937 de Ramón Serrano Suñer —cuñado del Caudillo y amigo de José Antonio Primo de Rivera—, que había conseguido escapar de la cárcel en la zona republicana. Inmediatamente recibió el encargo de Franco de preparar la unificación.
Sin embargo, según Saz, el impulso definitivo al proyecto de unificación lo dio el enviado especial de Mussolini, Roberto Farinacci, que se entrevistó con Franco el 4 de marzo. Farinacci aconsejó a Franco que creara un «Partido Nacional Español» con las fuerzas que habían proporcionado combatientes civiles (también esbozó un ambicioso «programa social» fascista para el nuevo gobierno que, según Farinacci, debía nombrar Franco en cuanto tomara Madrid). Farinacci en el informe que envió a Mussolini al día siguiente hizo un juicio muy negativo de Franco (del que dijo que carecía de proyecto político más allá de «limpiar» el país de «rojos»), juicio negativo que fue corroborado por el recién nombrado embajador italiano Roberto Cantalupo en el informe que envió a Roma un mes después: «carente de ideas, escasísimo de sentimientos, de escasísimas lecturas, de ambiciones apenas familiares, de concepciones generales anticuadas e inertes, extremadamente alejado de las ideas del Estado moderno, frígido y átono: extraño a la Europa moderna: lo menos fascista que se pueda imaginar». Las propuestas de Farinacci fueron respondidas positivamente en un documento firmado por Nicolás Franco, entonces el hombre de confianza del Caudillo (se titulaba Resumen de las conversaciones sobre la situación política de España y no tenía fecha, aunque lo más probable es que se le hiciera llegar a Farinacci hacia el 10 de marzo). En el documento se decía que se crearía un «Partido Nacional de las características de Falange Española, bien a base de ésta si ella facilita esta tarea con su incorporación total al Estado, o bien independientemente, para recoger en él a todos los españoles que se muevan por su ideario y sigan un programa, con preferencia a todo prejuicio de organización». La función que tenía que desempeñar ese «gran partido del Estado» también se especificaba en el documento:

Es necesario formar el gran partido del Estado, que le sirva de masa de opinión organizada, que forme la base de su apoyo y difusión de su política, recibiendo de él las aspiraciones e ideales nacionales, que completen en contacto constante con los gobernados, las orientaciones que en materia social, económica, cultural o de política interior, ha de imprimir aquel Gobierno al Estado.

Ante el riesgo de que la unificación se hiciera desde el Cuartel del Generalísimo, la Junta de Mando Provisional de FE de las JONS había iniciado en febrero de 1937 contactos con los dirigentes de la Comunión Tradicionalista para llevar a cabo una unión voluntaria de ambas formaciones, pero no llegaron a ningún acuerdo porque los carlistas se negaron a que se realizara mediante la absorción de la Comunión por Falange, como pretendían los falangistas, y estos por su parte se negaron que el ideario del nuevo partido fuera el tradicionalista. Otro motivo de la ruptura fue el poco interés que mostraban los falangistas en la restauración de la monarquía, punto esencial para los carlistas (Hedilla había declarado: «La eventualidad de una restauración monárquica es para nosotros lejana... Calculad que transcurrirá por lo menos un lustro»).
Al mismo tiempo el grupo de colaboradores que rodeaba a Manuel Hedilla, quien mantenía contactos regulares con Franco con el fin de que el partido único previsto fuera creado a imagen y semejanza de Falange, comenzaron una campaña en la prensa del partido alabando su figura («obrero de España, hidalgo artesano, maquinista de barco, adalid por la gracia de Dios del Movimiento de Falange»; «césar campesino, gran conductor de pueblos»; «representa ante todo la disciplina, la firmeza y la sencillez en el cumplimiento del deber») y proponiéndolo como jefe nacional de Falange, a la espera de la vuelta de El Ausente (seguía sin darse a conocer que José Antonio Primo de Rivera había sido ejecutado en Alicante el 20 de noviembre del año anterior). Por contra la mayoría de los miembros de la Junta de Mando Provisional encabezados por Agustín Aznar, Rafael Garcerán y Sancho Dávila acusaban a Hedilla de «franquismo» y se plantearon su destitución, aduciendo que «carecía de preparación para la actividad política». Más adelante le imputarían «ineptitud manifiesta en razón de su analfabetismo». El grupo encabezado por Aznar, Garcerán y Dávila, conocidos como los «legitimistas» (y que contaban con el apoyo de la hermana del Ausente Pilar), se oponían a cualquier cambio en el estilo y en la organización del partido que no se basara en la doctrina de José Antonio Primo de Rivera. Hedilla, por su parte, se presentaba como un obrero conocedor de las necesidades de los trabajadores («vuestras privaciones y angustias nos son familiares», dijo en un discurso) y destacaba los rasgos «revolucionarios» de Falange, lo que le valió las críticas de las derechas (José Pemartín, de Acción Española, escribió: «Interpretando el Sindicalismo Vertical con un sentido totalmente extremista... conduciría a una organización que diferiría poco de la organización económica rusa»).

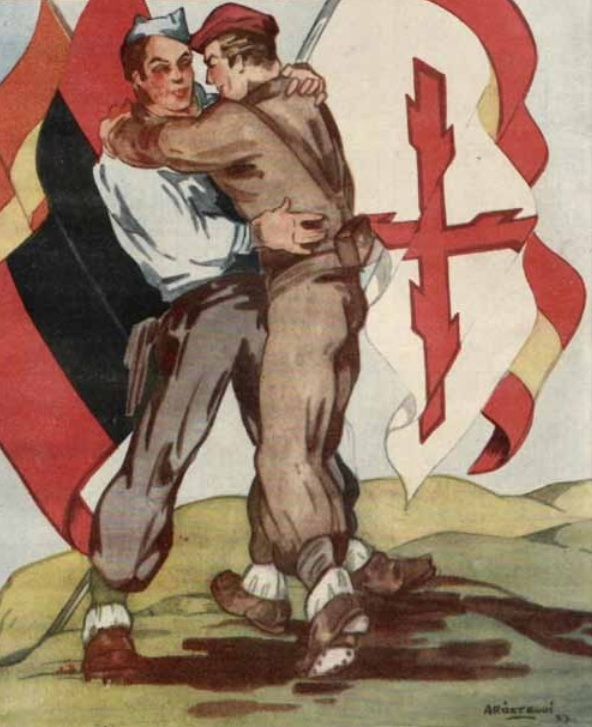
Dibujo publicado en la revista infantil Flechas y Pelayos en mayo de 1937 aludiendo a la unificación.

En lo que coincidían todos los sectores falangistas era en la intención de hacer del partido la única fuerza política del Nuevo Estado que surgiría de la victoria en la guerra civil. En septiembre de 1936 ya lo había manifestado el propio Hedilla poco después de ser nombrado jefe de la Junta de Mando Provisional: «El Nacional Sindicalismo será implantado de manera concreta y definitiva» y «el intangible programa de los 27 Puntos, queda y quedará intacto». En enero de 1937 declaró: «Yo ya venía pensando en un movimiento nacional semejante al de Italia y Alemania». Sin embargo, Hedilla el 30 de marzo se mostró contrario al acuerdo de la Junta de Mando Provisional de reclamarle al Generalísimo la entrega del Gobierno a Falange, «salvo los departamentos de Guerra y Marina». Consideró que la propuesta estaba fuera de lugar y además el documento que se redactó era bastante ofensivo para el Caudillo pues se hacía referencia a la reciente derrota de Guadalajara (aunque sin nombrarla). Hedilla no tuvo más remedio que presentar el escrito, acompañado de varios vocales de la Junta (Franco ya le había dicho en una ocasión a Hedilla: «hay una gran diferencia a favor de Vd. con los que le rodean»). Pero el 3 de abril Hedilla declaró a un diario francés (extractos de la entrevista fueron publicados días después en la prensa de la zona sublevada): «Después de la victoria no queda otro remedio que imponer el orden nuevo nacional sindicalista. [...] Falange quiere la revolución nacional, lo que no es lo mismo que la contrarrevolución o la reacción». En otra entrevista, esta vez a un diario italiano, a la pregunta de si Falange sería un partido de gobierno Hedilla respondió: «Un partido no. El partido del Estado, como lo es el Fascismo en Italia y el Nazismo en Alemania. A eso aspiramos y no a otra cosa». El 11 de abril Franco y su hermano Nicolás comunicaron a los tradicionalistas y a los representantes alemán e italiano su propósito inmediato de proceder a la unificación.
Ante el propósito de los miembros de la Junta de destituirle, Hedilla tomó la iniciativa y convocó el 15 de abril la reunión del Consejo Nacional de FE de las JONS para el 25 de abril en Burgos con la intención de disolver la Junta y ser elegido jefe nacional (hasta la vuelta de José Antonio, «el indiscutible jefe nacional»: se seguía manteniendo la ficción de que estaba vivo). La convocatoria, en la que no había participado la Junta de Mando Provisional, se justificaba diciendo que el partido «sufre aguda crisis de autoridad, disciplina y relajación de los principios nacionalsindicalistas, ocasionados por el carácter provisional del régimen de Junta de Mando». Los vocales de la Junta contrarios a Hedilla no tardaron en reaccionar y el 16 de abril crearon un «Triunvirato Nacional de Falange Española de las JONS» formado por Aznar, Dávila y José Moreno, con Garcerán como secretario general, y destituyeron a Hedilla por su «traición final a la Junta de Mando» con la que habría pretendido «verse libre de control» y erigirse en jefe nacional, «una altura superior a la que le corresponde». Hedilla no le reconoció ninguna legitimidad al triunvirato y tampoco el Generalísimo Franco, que le dio su apoyo a Hedilla. Este reunió milicias fieles a su mando y ordenó el arresto de los miembros del triunvirato y de su secretario. Cuando en la noche del 16 de abril fueron a detener a Dávila en la pensión de Salamanca donde se alojaba hubo un tiroteo, en el que resultaron muertos José María Alonso Goya, jefe de milicias de Santander fiel a Hedilla, y un escolta de Dávila, Peral. Garcerán también se defendió disparando desde el balcón de su domicilio. Dávila y Garcerán fueron detenidos. Los milicianos fieles al triunvirato fueron también arrestados y por orden de Hedilla enviados al frente.
En la mañana del 18 de abril —por la tarde, según otras fuentes— se reunió el Consejo Nacional de FE de las JONS, cuya convocatoria se había adelantado, al que asistieron Aznar y Moreno en representación de los rebeldes (Dávila y Garcerán continuaban detenidos). Se aprobó la propuesta de Hedilla de que si elegían un jefe nacional y se hablaba con el Caudillo —«el que vaya a ver a Franco debe ir con plenitud de poderes», dijo José Sainz— se podía conseguir que el nuevo partido único, cuya proclamación era inminente, fuera muy semejante a Falange y que entre sus dirigentes predominaran los falangistas, aunque Hedilla añadió: «si no llegamos a un acuerdo con el General tenemos que reunirnos y trazar una actitud clandestina y firme con arreglo al ambiente de Falange». Finalmente Hedilla fue elegido jefe nacional, por diez votos a favor, ocho en blanco y cuatro en contra (en un periódico falangista se dio así la noticia: «Falange, Camarada Hedilla, se encomienda en tus fuertes manos callosas de obrero»). A continuación Hedilla acompañado de algunos consejeros fue a hablar con Franco, quien, tras felicitar a Hedilla por su elección como jefe nacional, les dijo que el decreto de unificación estaba listo y que el programa del nuevo partido serían los «veintiséis puntos» de Falange «variando solo dos o tres cositas» (se había eliminado el punto veintisiete, porque hablaba de que Falange nunca pactaría con otras formaciones políticas). Esa misma noche el Generalísimo pronunció un discurso radiado en el que anunciaba la unificación de Falange y la Comunión. El texto había sido redactado por Ernesto Giménez Caballero por encargo de Ramón Serrano Suñer:

Con la conciencia clara y el sentimiento firme de mi misión ante España, en estos momentos, de acuerdo con la voluntad de los combatientes españoles, pido a todos una cosa: UNIFICACIÓN.
Unificación para terminar enseguida la guerra: Para acometer la gran tarea de la paz, cristalizando en el Estado Nuevo el pensamiento y el estilo de nuestra Revolución Nacional.

Al día siguiente, 19 de abril, se celebró la segunda sesión del Consejo Nacional de FE de las JONS en el que se acordaron las condiciones de la unificación que se tratarían con el general Franco, pero ese mismo día se publicaba el decreto de Unificación por el que desaparecía el partido, sin que los falangistas hubieran podido negociar su contenido. «Fue un acto unilateral de Franco». Así, esa sesión del Consejo Nacional fue la última de su historia. El resto de partidos también quedaban disueltos. La estructura de Falange Española Tradicionalista y de las JONS (FET y de las JONS) sería prácticamente la misma que la de FE de las JONS, con el propio Franco al frente, junto a un Secretariado o Junta Política y el Consejo Nacional. Asimismo adoptaba los «veintiséis puntos» de Falange como programa. En el decreto se evitaba utilizar el término partido para referirse a la nueva «entidad política», definida como una organización intermedia entre la sociedad y el Estado. Como ha destacado Thomàs, «aunque el nuevo partido se llamara también Falange» se había creado «una entidad de nuevo cuño», y «tanto Falange como la Comunión habían sido borradas del mapa de un plumazo». Pasados los años el falangista «disidente» Dionisio Ridruejo calificaría el proceso de unificación como de «golpe de Estado a la inversa», es decir, de ocupación del partido por el Estado.
Años después Serrano Suñer, el autor del Decreto de Unificación, explicó que se tomó a Falange como base ideológica y organizativa del nuevo partido porque su doctrina, a diferencia del tradicionalismo que «adolecía de una cierta inactualidad política», tenía «el contenido popular, social, revolucionario, que debía permitir a la España nacional absorber ideológicamente a la España roja, lo que era nuestra gran ambición» (además la doctrina falangista incluía «buena parte» de la tradicionalista). En conclusión, «el decreto no suponía simplemente la unificación de las fuerzas actuantes en "zona nacional" sino el predominio en el nuevo partido del fascismo español», como pone de manifiesto que «el decreto incorpora un lenguaje fascistizante, dejando en el olvido el ideario carlista, con referencias al "Estado Nuevo" y a la "Revolución Nacional"». Sin embargo, el decreto no cerraba «el horizonte a la posibilidad de instaurar en la nación el régimen secular que forjó su unidad y su grandeza histórica», una forma retórica de referirse a la monarquía sin mencionarla expresamente. Por otro lado, el decreto «fue recibido con una aprobación no entusiasta pero sí casi unánime en toda la zona franquista». Aunque por si acaso Franco cursó un telegrama a las Divisiones militares para que cortaran de raíz cualquier desacato al Decreto de Unificación y a su nueva autoridad.
El 22 de abril se publicaba un nuevo decreto en el que Franco nombraba a los miembros del Secretariado o Junta Política del nuevo partido (cuatro tradicionalistas, todos ellos opuestos a la línea de Manuel Fal Conde, con el conde de Rodezno al frente; y seis falangistas). En el primer lugar de la lista figuraba Manuel Hedilla, pero no aparecía ningún otro alto jefe falangista (el único que podría considerarse como tal era Joaquín Miranda González, jefe territorial de Andalucía), lo que confirmaba, según Ismael Saz, que «la unificación no sólo había sido por arriba y por decreto, sino que además se había marginado radicalmente a la dirección de Falange. La única excepción la constituía Hedilla, algo que le dejaba claramente a los pies de los caballos». El hecho de que Hedilla pareciera una especie de «legitimador» de la «apropiación» de Falange por Franco, fue aprovechado por los seguidores del triunvirato —cuyos miembros seguían en prisión y que encontraron en Pilar Primo de Rivera, hermana de El Ausente, una poderosa aliada— para acusar a Hedilla de «haber vendido la Falange a Franco» y de ser un «traidor a la Falange». La brutal presión a la que fue sometido hizo efecto y Hedilla renunció al cargo (se le llegó a ofrecer la secretaría general de FET y de las JONS para que reconsiderara su decisión pero no la cambió). En la carta que le envió a Franco más adelante le dijo que había renunciado para que su nombramiento no pudiera ser «interpretado como recompensa a mi gestión en pro de la unificación que tuve el honor de llevar a cabo cerca de V.E.».

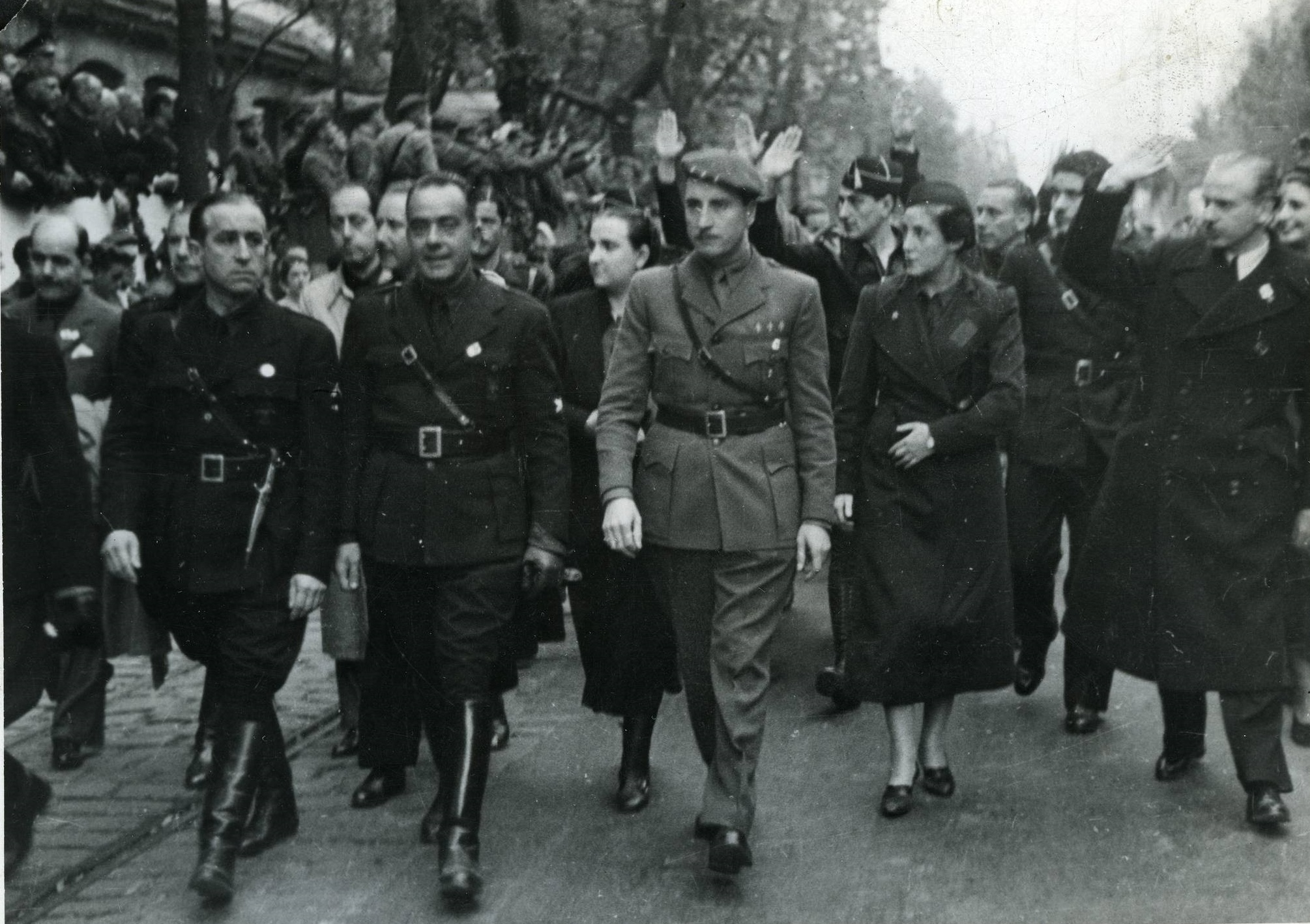
Pilar Primo de Rivera junto a Ramón Serrano Suñer (derecha) en un acto conjunto de carlistas y falangistas.

La reacción del Generalísimo fue fulminante, porque la dimisión de Hedilla constituía un «fiasco imprevisto». Hedilla fue detenido el 25 de abril junto con otros veintiocho falangistas y sometido a dos consejos de guerra. En el segundo celebrado el 5 de junio fue condenado a muerte, junto con otros tres falangistas, aunque finalmente Franco les conmutó la pena capital por la cadena perpetua. Nació así el «Mito Hedilla», «que con el tiempo le fue presentando —y él también se fue presentando— como el líder falangista maltratado por el franquismo, por oponerse ni más ni menos que a la unificación, cuando él había tratado de ella con Franco». Cuando salió de la cárcel en julio de 1941, tras ser indultado, los que le habían acusado de «haber vendido la Falange a Franco», como Sancho Dávila, Agustín Aznar o Pilar Primo de Rivera, entre muchos otros, ocupaban cargos muy importantes en el nuevo partido único FET y de las JONS. Hedilla no recobraría completamente la libertad hasta abril de 1947, fecha en que terminó el confinamiento en Baleares decretado tras salir de prisión.
Según Ismael Saz, «no hay ninguna duda de que la operación unificadora se saldó con un triunfo pleno de Franco y su entorno. [...] Se había conseguido cortar las alas a las ansias totalitarias de Falange... No es de extrañar, por tanto, que los hombres de las JAP y Gil Robles, los monárquicos y la mayoría de los tradicionalistas mostraran su satisfacción por la solución alcanzada. [...] No se puede decir, sin embargo, que todo esto fuese una obra maestra de Franco... Falange se suicidó con el enfrentamiento armado de sus dos tendencias y Franco solo tuvo que recoger los frutos». «El resultado fue la subordinación definitiva del partido único a la figura de Franco y su consiguiente neutralización como fuerza autónoma. Pero esto no significaba su desaparición. Más aún, como fuerza domesticada, los falangistas se convertían en una pieza esencial e insustituible del poder Franco», ha añadido Saz.

### La fascistización del Nuevo Estado (1938-1941)
Los mayoría de los cargos del nuevo partido y de sus delegaciones o Servicios Nacionales (Sección Femenina, Auxilio Social, Prensa y Propaganda, etc.) fueron ocupados por camisas viejas falangistas, en detrimento de los carlistas (los falangistas también tenían la mayoría en el Consejo Nacional del partido: eran veintiséis frente a once carlistas, seis monárquicos y seis militares; lo mismo ocurría en la Junta Política, compuesta por seis falangistas y cuatro carlistas, y en las Juntas Provinciales, sólo ocho estaban ocupadas por carlistas). Franco delegó la dirección de facto del partido en Serrano Suñer, quien a su vez estableció una alianza con los falangistas legitimistas (grupo formado por Pilar Primo de Rivera, delegada de la Sección Femenina, y otros parientes y jerarcas próximos a José Antonio Primo de Rivera). Estos aceptaron la nueva jefatura de Franco, mientras FET y de las JONS se iba construyendo según el modelo de la antigua Falange (los estatutos aprobados en agosto de 1937 eran en buena medida los de Falange y en ellos el partido era definido a la manera fascista: «Es la disciplina por la que el pueblo, unido y en orden, asciende al Estado y el Estado infunde al pueblo las virtudes de Servicio, Hermandad y Jerarquía»). Mientras que la Jefatura Nacional correspondía al Caudillo, «únicamente responsable ante Dios y ante la Historia», la secretaría general la ocupó el camisa vieja Raimundo Fernández Cuesta (a partir de 1939 el que detentara ese cargo tendría la categoría de ministro y formaría parte del gobierno), aunque quien llevó las riendas del partido fue Serrano Suñer, cuyo poder se había visto reforzado tras ser nombrado en enero de 1938 ministro de la Gobernación en el primer gobierno de Francisco Franco. También eran miembros del partido «los generales, jefes, oficiales y clases de los Ejércitos Nacionales de tierra, mar y aire», según se decía en sus estatutos. Asimismo, un número importante de funcionarios pasaron a ser miembros automáticos del partido, con lo que la militancia anterior al Decreto de Unificación perdió peso (que aún fue menor porque se produjeron depuraciones de los miembros que habían ingresado entre julio de 1936 y abril de 1937).

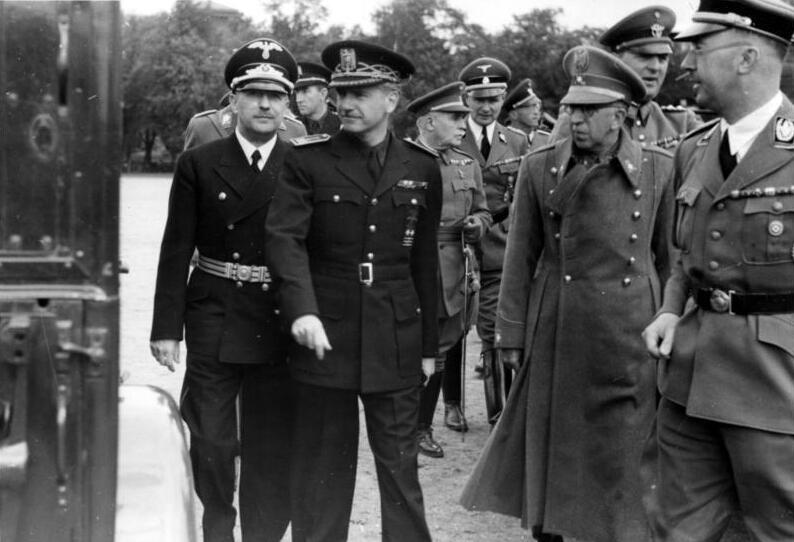
Visita a Berlín del cuñadísimo Ramón Serrano Suñer, acompañado del general Antonio Sagardía, siendo recibido por Himmler (septiembre de 1940). Al mes siguiente Serrano Suñer sería nombrado por Franco ministro de Asuntos Exteriores.

La composición del primer gobierno de Francisco Franco, en el que no fueron los falangistas sino los monárquicos vinculados al desaparecido Bloque Nacional los que ocuparon la mayoría de los ministerios junto con militares, con el general Francisco Gómez Jordana como vicepresidente y ministro de Asuntos Exteriores, dejó claro que para Franco una cosa era el partido y otra el gobierno del Estado —solo había dos ministros falangistas, además de Serrano—. Ismael Saz ha destacado que la «subordinación del partido al gobierno y la configuración de este último como eje y núcleo de la política del régimen» sería uno de los rasgos distintivos del franquismo. Además este primer gabinete de Franco también respondió a «otra de las constantes fundamentales de los gobiernos del franquismo: su carácter de gobierno de coalición. Se trataba, en efecto, de un gobierno en el que estaban representadas todas las sensibilidades: lo militar y el orden público para los militares; educación y justicia para los católicos; lo económico para técnicos que podían ser militares, monárquicos, católicos o incluso falangistas, pero siempre bien relacionados con los medios de negocios; y los ministerios "sociales" y el propio partido para los falangistas».
Los falangistas se propusieron la fascistización del Nuevo Estado —y de la sociedad— tomando como modelo el fascismo italiano, aunque la tarea no iba a ser fácil por la resistencia de los otros sectores políticos y sociales que configuraban el «bando nacional», como lo pudieron comprobar cuando se aprobó en marzo de 1938 el Fuero del Trabajo que recogió en parte las posiciones católicas y tradicionales aunque su modelo era la fascista Carta del Lavoro de Mussolini. Anunciaba la creación de los sindicatos verticales, así como una «acción necesaria en defensa del trabajador», pero «no recogía puntos del programa falangista, como las alusiones que en ellos se hacían a la reforma económica y social de la agricultura o la nacionalización de la banca y de los servicios públicos». «El texto definitivo, reducido a una simple declaración de principios de carácter social, resultó una mezcla de influencias del fascismo y la derecha autoritaria católica, alternando la definición del Estado como "instrumento totalitario al servicio de la integridad de la Patria" con el deseo de "renovar la tradición católica"». «En el transcurso de los debates surgieron discrepancias entre los falangistas deseosos de que la Organización Sindical asumiese la dirección y planificación de la vida económica, y los sectores monárquicos católicos, presentes en el gobierno, proclives a un modelo corporativo alejado de planteamientos totalitarios». A diferencia del modelo italiano con organizaciones diferenciadas para trabajadores y para empresarios, el Fuero del Trabajo («denominación de reminiscencias arcaicas que había sustituido a la de Carta del Trabajo, propia del fascismo italiano y que figuraba en el proyecto original») establecía un sindicato único subdividido por sectores productivos. En conclusión, según Ismael Saz, «el Fuero del Trabajo resultaba una síntesis de principios fascistas y tradicionalistas; debía mucho al ejemplo italiano, pero también al portugués; se ocupaba del trabajo, lo que gustaba a los falangistas, pero era mucho más radical que el italiano en todo lo relativo al control desde arriba de los trabajadores, lo que seguramente gustaba a muchos más».
El que lideró el proceso de fascistización fue Serrano Suñer, aunque nunca había militado en Falange (sin embargo pertenecía a la corriente más profascista de la CEDA, por la que había sido elegido diputado). Por eso se ha afirmado que «durante el periodo 1937-1942 Serrano fue algo más que un delegado del poder del jefe del Estado». Nada más acabar la guerra civil se creó un cargo específico para él, el de presidente de la Junta Política, lo que le convertía en el número dos del partido después de Franco. Coincidiendo con la asunción por Serrano Suñer del nuevo cargo la prensa falangista comenzó a exigir el protagonismo político del partido. El propio Serrano Suñer así lo expresó con motivo de la reunión de la Junta Política: «En el remedio de estos males [«ese espíritu antiunitario, individualista y "grupista" que frustra todo movimiento generoso»] corresponde al Partido parte muy principal edificando, día por día, el nuevo Estado. Por eso el Caudillo... apremia al mismo tiempo al Partido para que... su proselitismo contagie a todas las zonas decorosas de la vida española, fundiéndolas en la unidad de propósito y sensibilidad que haga posible dar cuanto antes efectiva realidad a los principios de la Falange proclamados como base del régimen».
Además de ministro de la Gobernación, Serrano Suñer estaba al frente de la Delegación Nacional de Prensa y Propaganda, que se convirtió en un poderoso instrumento de la fascistización a través de la enorme red de periódicos y radios incautados a los rojos que pasaron a ser propiedad del partido y por medio de la agencia EFE, creada desde la delegación por el camisa vieja José Antonio Giménez-Arnau —otros jóvenes falangistas que trabajaron en la delegación fueron Dionisio Ridruejo, Antonio Tovar, Ramón Garriga y Pedro Laín Entralgo—. Todo ello se completó con el control casi absoluto sobre el resto de medios gracias a la Ley de prensa de 1938 que otorgaba la competencia en este tema al Ministerio de la Gobernación, que detentaba Serrano —la ley establecía la censura previa y la potestad de dar directrices y consignas oficiales a los periódicos, de lo que se jactaría Serrano, por ejemplo, ante las autoridades nazis—. La Iglesia Católica fue la que más protestó por la fascistización que se estaba llevando a cabo. En febrero de 1938 el cardenal primado Isidro Gomá criticó en una carta pastoral el empeño «de algunos espíritus mezquinos en levantar una España nueva poco menos que sobre un materialismo estúpido, o sobre un espíritu colectivo de heroísmo vacío de Dios...». Terminada la guerra Gomá volvió a insistir («a veces quienes ejercen funciones de dirigentes de la cosa pública» adolecen de «falta [de] luz» que los «ilumine») y lanzó una amenaza velada: «Si un día sufriéramos una desviación [...] siempre quedará a los católicos, que no deberán ceder ante nadie en las avanzadas del patriotismo, el derecho de unirse en la defensa de los que derivan de nuestra religión y hacerlos presentes con todo respeto a las autoridades del Estado».

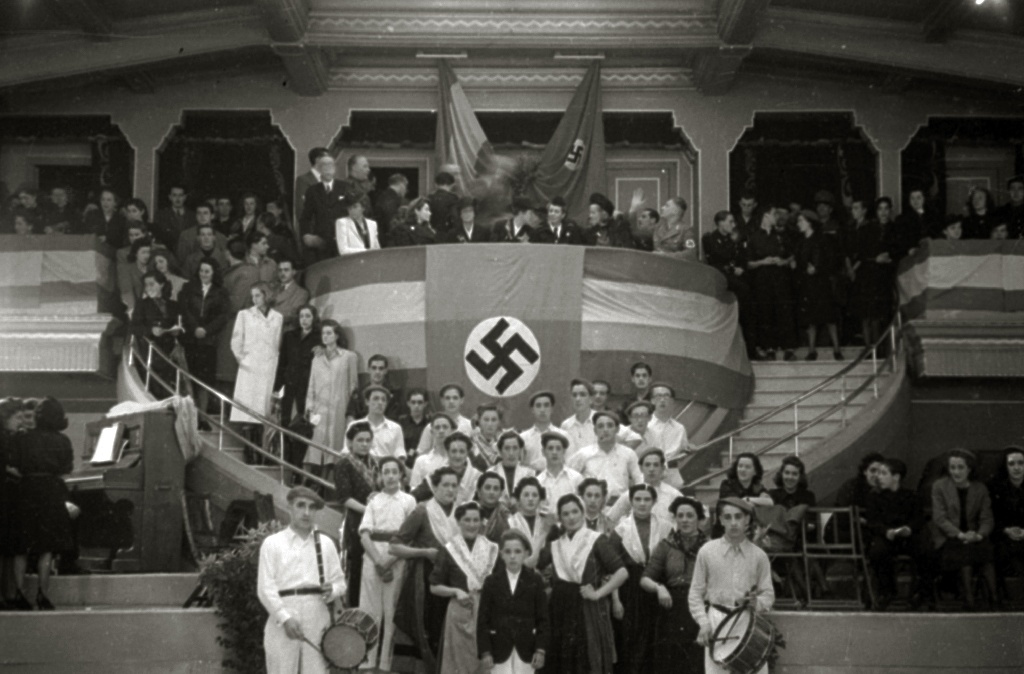
Acto de FET y de las JONS celebrado en 1941

Uno de los primeros logros del proceso de fascistización fue conseguir que los sindicatos verticales no dependieran del gobierno sino del partido como demandaban los camisas viejas (o viejofalangistas, como los llama Joan Maria Thomàs). Al frente de la recién creada Delegación Nacional de Sindicatos se nombró al viejofalangista Gerardo Salvador Merino, quien «en sus casi dos años que permaneció en el cargo llevó a cabo una expansión de la Organización Sindical sin parangón hasta ese momento». Esa expansión se basó en dos leyes: la ley de Unidad Sindical de 26 de enero de 1940, que ratificó el carácter único de la Organización Sindical, por lo que todas las entidades patronales o agrarias estaban obligadas a integrarse en ella (algunas se resistieron, como la Confederación Nacional Católico-Agraria o la Liga Nacional de Campesinos, porque «recelaban del discurso nacionalsindicalista radical que gustaban de utilizar los dirigentes sindicales»); y la Ley de Constitución de Sindicatos (o de Bases de la Organización Sindical), por la que se mantenía la dualidad entre los Sindicatos Nacionales, que agrupaban a los productores (empresarios y trabajadores) por sectores de actividad (desde la producción hasta la venta), y las ahora llamadas la Centrales Nacional-Sindicalistas (CNS) por cada localidad. Sin embargo, Salvador Merino y su equipo no lograron su principal aspiración (que la ordenación y dirección de la economía la tuvieran los Sindicatos Nacionales), ni tampoco que las Reglamentaciones de Trabajo fueran competencia de la Organización Sindical, sino que siguieron siendo una atribución del Ministerio de Trabajo.

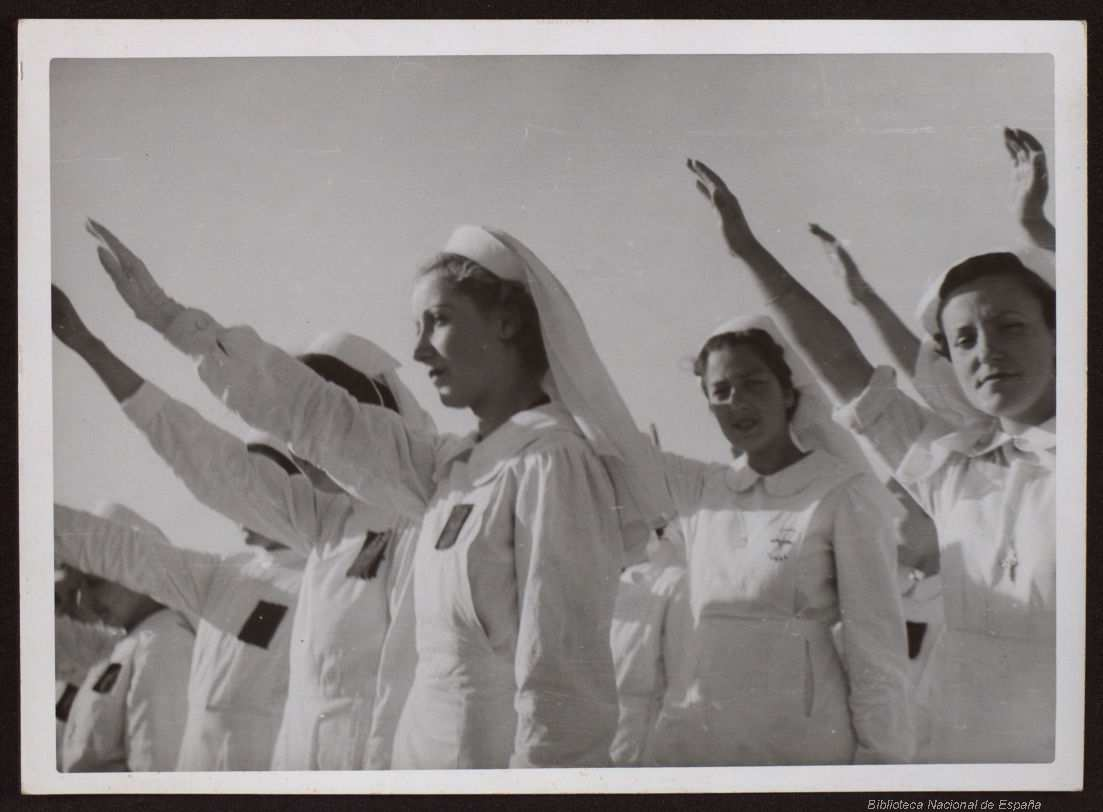
Celebración en Zaragoza del primer aniversario de la Unificación, 19 de abril de 1938: enfermeras de la Asistencia Social, integradas en FET de las JONS, saludan brazo en alto.

Otros de los ámbitos en que avanzó la fascistización fue en lo relacionado con las mujeres, mediante la potenciación de la Sección Femenina (SF), a cuya frente estaba Pilar Primo de Rivera, cuya posición se vio reforzada cuando pasó a depender de ella el Servicio Social de la Mujer, que desde su creación en 1937 había estado adscrito al Auxilio Social dirigido por Mercedes Sanz Bachiller, viuda de Onésimo Redondo. La pugna que habían mantenido hasta entonces las dos mujeres (Mercedes defendía la creación de guarderías infantiles para apoyar a la mujer trabajadora, mientras que Pilar daba prioridad a los orfanatos, de acuerdo con su visión de que el «lugar natural» de la mujer era el «hogar») se había resuelto a favor de Pilar Primo de Rivera, lo que quedó confirmado cuando en mayo de 1940 Mercedes Sanz Bachiller dejó de dirigir el Auxilio Social. «Un triunfo en toda línea de los viejofalangistas, en plena alianza con Serrano Suñer», comenta Joan Maria Thomàs.
Un nuevo logro en el avance de la fascistización fue la creación del Frente de Juventudes en diciembre de 1940, nuevo organismo del partido único al que se asignaba en exclusiva el encuadramiento y el adoctrinamiento de los jóvenes en un sentido nacionalsindicalista (para la «rama masculina» era preceptiva la educación premilitar, mientras que para la «rama femenina», la «iniciación al hogar»). En seguida se encontró con una fuerte oposición por parte de otros sectores del régimen franquista y en especial de la Iglesia católica, «que se encontraba ahora con que se concedía al partido una parcela de poder en la que ella había venido trabajando desde hacía décadas a través de su apostolado entre la juventud y contando con organizaciones de jóvenes específicas».
En octubre de 1940 Franco nombró a Serrano Suñer ministro de Asuntos Exteriores (sin dejar de controlar de facto el Ministerio de la Gobernación, que quedó en manos del subsecretario José Lorente Sanz), con lo que Serrano Suñer alcanzó el cénit de su poder. El propio Generalísimo Franco había asumido el lenguaje fascista, como se puso manifiesto en el discurso que pronunció ante el Consejo Nacional de FET y de las JONS el 17 de julio de 1940, solo un mes después de que la Segunda Guerra Mundial hubiera dado un giro a favor de la Alemania nazi tras derrotar a Francia, lo que la había convertido en la dueña de Europa (sólo Gran Bretaña resistía). En aquella ocasión, cuarto aniversario del Alzamiento Nacional, Franco, tentado en seguir los pasos de Mussolini (había declarado la «no beligerancia», el paso previo que había dado Mussolini antes de entrar en la guerra del lado de Hitler), dijo:

No queremos la vida fácil y cómoda. Queremos la vida dura, difícil [...] No estamos ausentes de los problemas del mundo. No han prescrito nuestros derechos ni nuestras ambiciones; la España que tejió y dio vida a un continente se encuentra con pulso y virilidad. Tiene dos millones de guerreros dispuestos a enfrentarse en defensa de sus derechos.

En conclusión, este periodo «constituye con toda claridad y de modo indiscutible el punto más alto en cuanto a la fascistización del régimen. Podría decirse que en estos momentos la fachada es por completo, o casi, fascista. El partido único, bajo la hegemonía de Serrano y los más fascistas de entre los falangistas, controla el Ministerio de la Gobernación y pronto el de Exteriores. La prensa y la propaganda, de la mano de Tovar y Ridruejo, hace de caja de resonancia de cualquier avance en dirección totalitaria, haciendo creer al país que esa y no otra es ya la realidad del Nuevo Estado. Los sindicatos, con Gerardo Salvador Merino al frente, adoptan las pautas y actitudes de un genuino radicalismo fascista. El partido, omnipresente en la calle, se prodigaba en grandes ceremonias y concentraciones de masas. Se organiza el Frente de Juventudes; y la Sección Femenina expande su penetración capilar entre las mujeres. La Junta Política parecía haberse constituido incluso en el principal órgano de dirección política del régimen». En la primavera de 1941 los falangistas, encabezados por Serrano Suñer, lanzarán su ofensiva para hacerse con todo el poder pero serán derrotados. Era Franco quien seguía tomando las decisiones.

### La derrota de Falange: la caída de Serrano Suñer (1941-1942)
En la primavera de 1941 los falangistas lanzaron una ofensiva en toda regla reclamando todo el poder para FET y de las JONS. Organizaron una campaña en la prensa falangista (sumada al intento de que esta no estuviera sometida a la censura), celebraron actos públicos y muchos jefes provinciales y jerarcas del partido presentaron su dimisión. Las dos más importantes fueron las de los hermanos del «fundador» José Antonio Primo de Rivera, Pilar y Miguel. Ambos denunciaron la falta de poder efectivo del partido. En la carta de dimisión Miguel Primo de Rivera afirmó que el partido era «una ficción vacía de entusiasmo», que estaba desprovisto de «medios y posibilidades mínimas» (por su parte Pilar Primo de Rivera afirmó que lo único que funcionaba realmente en el partido era la Sección Femenina que ella dirigía). El momento culminante de la ofensiva fue un incendiario discurso de Serrano Suñer en Mota del Cuervo, pronunciado a principios de mayo, en el que reclamó el poder total para Falange.

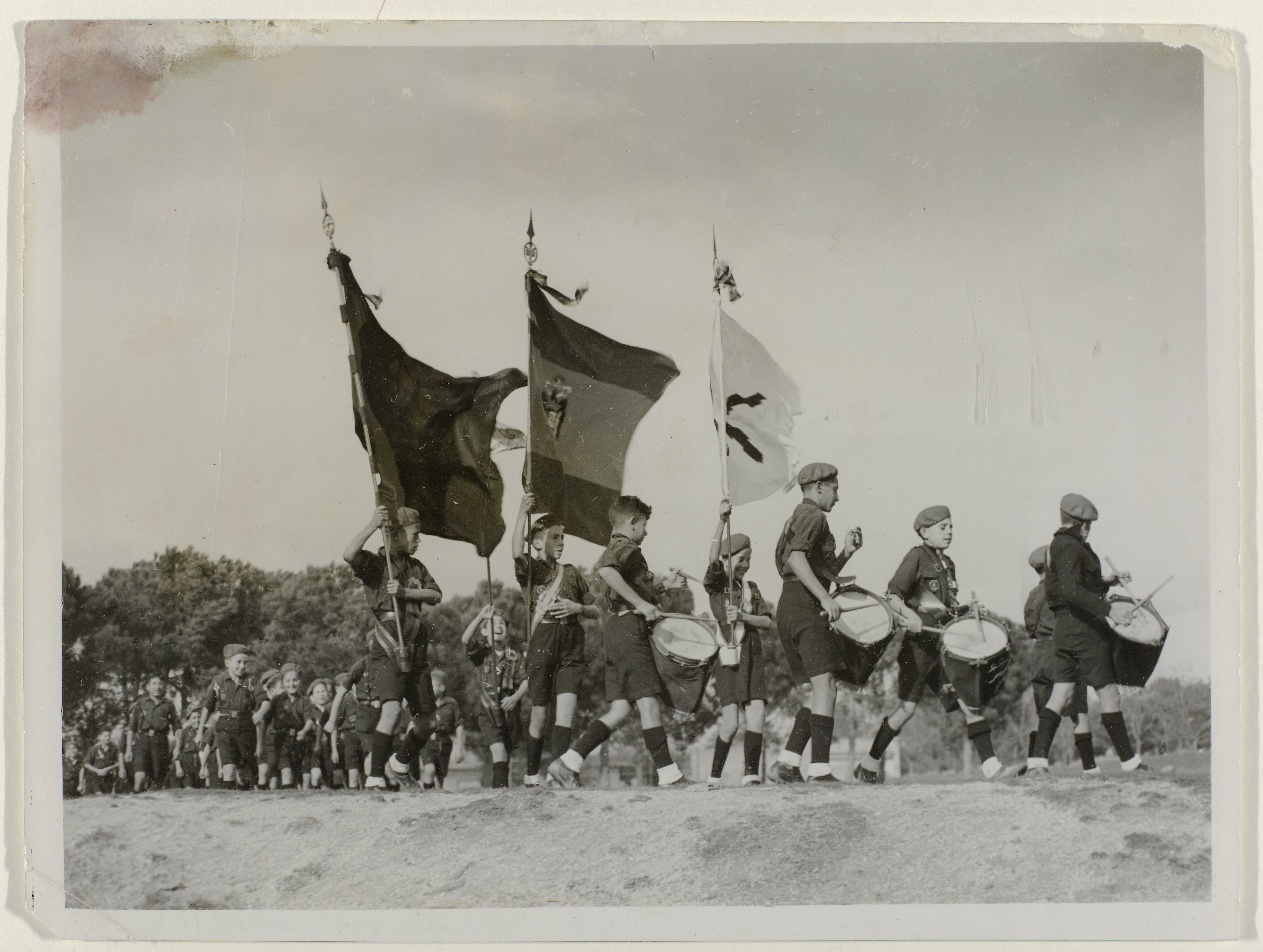
Desfile del Frente de Juventudes encabezado por las banderas de España (con el escudo franquista), de Falange y de la Comunión Tradicionalista (1941).

La respuesta del Generalísimo Franco fue inmediata: tres días después le arrebató a Serrano Suñer el ministerio de la Gobernación nombrando para el cargo que estaba vacante desde octubre al coronel antifalangista Valentín Galarza (el puesto de este último como subsecretario de la Presidencia del Gobierno lo ocupó el capitán de Navío Luis Carrero Blanco; por otro lado, Galarza fue objeto de ataques y de burlas por parte de la prensa falangista: uno de los artículos estaba firmado por Dionisio Ridruejo, entonces estrecho colaborador de Serrano Suñer). Al mismo tiempo Franco dejó claro que él era el auténtico jefe del partido dando entrada en el gobierno, sin consultarlo con Serrano, a destacados «legitimistas» dimisionarios (Miguel Primo de Rivera, en Agricultura; José Antonio Girón de Velasco, en Trabajo) y, sobre todo, nombrando a José Luis Arrese, un camisa vieja pero fiel a su persona, ministro-secretario general del Movimiento, quien además pasó a controlar la competencia de Prensa y Propaganda, por medio de la nueva Vicesecretaría de Educación Popular. Así se cerró la que sería conocida como «crisis de mayo de 1941». Según José Luis Rodríguez Jiménez, «la resolución de la crisis mostraba el enfrentamiento entre el Ejército y el Partido, y entre la derecha radical monárquica y los fascistas, pero también la división de los fascistas en dos grupos: el dirigido por Serrano y el que encabezaba Arrese, más proclive a aceptar el mando de Franco y la necesidad de garantizar la unidad del régimen».
La resolución de la crisis pareció que era «un triunfo falangista. FET había reclamado más poder y lo había obtenido. Pero al mismo tiempo significaba un rotundo fracaso del órdago lanzado a Franco, centrado en lograr un paso adelante definitivo en la fascistización del Estado», afirma Joan Maria Thomàs. Esta valoración es compartida plenamente por Ismael Saz. «El partido perdía el control de Gobernación y de Prensa y Propaganda, los dos grandes soportes de la España totalitaria»; «el declive de Serrano iba acompañado del inicio del ascenso de su sucesor como valido de Franco, el católico integrista Carrero Blanco»; «los falangistas recuperados por Franco serían ya, y definitivamente, falangistas franquistas, sin proyecto político autónomo alguno».
El proceso de fascistización recibió otro duro golpe cuando en julio de 1940 fue destituido Gerardo Salvador Merino como Delegado Nacional de Sindicatos (en octubre sería procesado y condenado a doce años y un día de confinamiento por su antigua pertenencia a la masonería). Su sustituto, Fermín Sanz Orrio, «consciente de la presión de la Iglesia y del catolicismo político, optó por sustituir los planteamientos fascistas que pretendían la intervención económica del Estado desde el sindicato, aunque no su retórica, por los del corporativismo católico». En un informe confidencial de la Jefatura Provincial de Valencia de octubre de 1941 se expresaba la frustración de muchos falangistas:

En la actualidad estamos viviendo el mayor fraude de que se ha hecho víctima a un pueblo, al cual constante y sistemáticamente se le hace creer en un nacional sindicalismo que no existe, en una justicia social que no se cumple, una programática falangista que no se aplica, en un totalitarismo al servicio de las eternas camarillas y en una España nueva en la que florecen todos los antiguos vicios de la decadencia política capitalista y liberal.

A mediados de 1942 era Dionisio Ridruejo, que acababa de regresar de Rusia a donde había acudido como voluntario de la División Azul, el que mostraba la misma frustración. Envió una carta al Caudillo —y después dimitió de sus cargos en el Consejo Nacional de FET y de las JONS y la Junta Política— en la que se quejaba de que «los falangistas no se sienten dirigidos como tales, no ocupan los resortes principales del mando», y de que «la Falange gasta estérilmente su nombre y sus consignas amparando una obra generalmente ajena y adversa». La respuesta de Franco fue ordenar su confinamiento en Ronda.

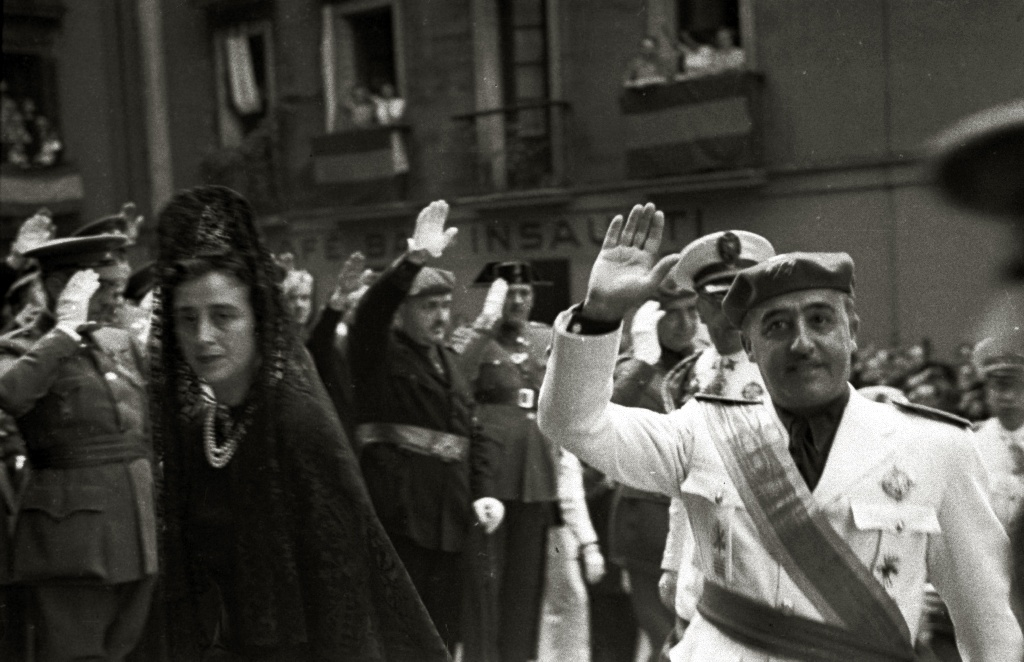
Llegada de Franco, con el uniforme de FET y de las JONS, a la basílica de Santa María del Coro de San Sebastián en 1941.

El 3 de septiembre de 1942 caía el propio Serrano como consecuencia de la «crisis de agosto de 1942», desencadenada por el atentado de Begoña. Fue cesado por Franco como ministro de Asuntos Exteriores —siendo sustituido por su antecesor en el cargo, el general aliadófilo Francisco Gómez-Jordana— y como jefe de la Junta Política, puesto que Franco dejó vacante, reforzando así su control sobre FET y de las JONS. «Serrano pagaba así su ambición, la de haber querido convertirse en número uno del partido tras el propio Caudillo», comenta Joan Maria Thomàs. «Franco prescindió de Serrano, quien se retiró aparentemente de la vida pública, dedicándose a ejercer como abogado [Serrano todavía confiaba en volver a la política activa si Alemania vencía en la guerra y mantuvo estrechos contactos con los falangistas, alentándolos a proseguir sus esfuerzos para consolidar posiciones], cuando su utilidad resultó ser menor que su ansia de poder, y ya no volvería a depender tanto de un consejero como le había sucedido con su cuñado», ha subrayado José Luis Rodríguez Jiménez.
Con la destitución de Ramón Serrano Suñer «se completaba la derrota de los partidarios de la hegemonía falangista iniciada en mayo de 1941 y continuada con el cese, procesamiento y condena de Gerardo Salvador Merino... La Falange que ahora permanecía era la sumisa a Franco». El partido quedaba completamente subordinado a Franco, «pero esta subordinación incluía una operación aún más decisiva: la renuncia explícita al propio carácter fascista del partido». En una fecha tan temprana como enero de 1942 Alfonso García Valdecasas, uno de los fundadores de Falange Española, ya afirmaba que el totalitarismo falangista, genuinamente español, esto es, católico y tradicional, no había tenido nada que ver con los totalitarismos italiano y alemán. «Esta sería en lo sucesivo la línea oficial». Ismael Saz ha destacado que este proceso tuvo lugar «antes del cambio de signo de la guerra mundial» («los británicos no pasarían a la ofensiva en El Alamein hasta octubre de 1942, el desembarco aliado en el Norte de África no se producirá hasta noviembre y aún habrá que esperar otros dos meses para contemplar la gran victoria soviética de Stalingrado»).

### La paralización de la fascistización (1942-1950): la «Falange de Franco»
Tras haberse deshecho de Serrano, Franco se apoyó en el nuevo ministro-secretario general del Movimiento José Luis Arrese, quien enseguida había comprendido que si Falange quería seguir siendo uno de los pilares del régimen debía estar completamente identificada con el Caudillo y abandonar sus pretensiones hegemónicas. Ya lo dejó patente en su discurso de toma de posesión en el que no utilizó el lenguaje radical fascista y adoptó posiciones más coincidentes con los otros componentes del bloque franquista, como católicos y tradicionalistas. Aquel día definió el Movimiento en un triple sentido: «religioso —porque lo somos profundamente y porque la Falange está al servicio de la España auténtica; y la auténtica es la España de Trento frente a la volteriana del siglo XIX; militar —porque somos milicia y nuestra vocación y nuestra alegría está en las gloriosas rutas de nuestro destino—, y social —porque nos duele en nuestras carnes la existencia de una masa sin arraigo, sin calor y sin ilusión—». Como destacó años después otro camisa vieja cercano a Arrese y contrario a Serrano Suñer, Manuel Valdés Larrañaga, el objetivo prioritario del primero fue «la tarea de unir al Generalísimo Franco, directa y personalmente, con el entramado político; y que su jefatura nacional de la Falange no fuera puramente nominativa sino que tuviera una auténtica realidad de ejercicio»; un objetivo que consiguió, según Joan Maria Thomàs, «logrando una imagen de identidad Franco-FET y de las JONS». Así lo constató en 1944 el entonces ministro de Asuntos Exteriores José Félix de Lequerica: «pocas personas habrán servido mejor al país como el ministro-secretario en su estupenda labor de transformación del espíritu de la Falange en estos últimos tres años apartándola de cuanto el hitlerismo y el mussolinismo predominantes en la época tenía de neo-liberal y pagano, para hacer de ella un elemento cristiano y español».
El cambio de signo en la Segunda Guerra Mundial a favor de los aliados —iniciado en noviembre de 1942 con el desembarco aliado en África del Norte, que había acercado la guerra a España— y la presión de estos a Franco para que dejara de apoyar a las potencias del Eje obligaron al régimen franquista a realizar a partir de 1943 gestos desfasticizadores como ordenar la retirada de la División Azul del frente ruso, prohibir las referencias a FET y de las JONS, que pasó a ser denominada Movimiento, y dar consignas a la prensa falangista para que destacara que «nuestro movimiento» no responde a «idearios o ejemplos extranjeros» (es decir, no tenía relación con los fascismos) y que «el fundamento de nuestro Estado ha de encontrarse en los textos originales de los fundadores y en la doctrina establecida por el Caudillo» (remarcando de nuevo la «originalidad» del falangismo). En circulares internas y en discursos el ministro-secretario José Luis Arrese insistía en que FET y de las JONS no era un partido «totalitario», sino que era un movimiento de fuerte raíz católica (en marzo de 1945 Arrese defendió esa tesis en el libro El Estado totalitario en el pensamiento de José Antonio).
Sin embargo, no todos los falangistas estaban de acuerdo con la desfasticización y algunos de ellos, cuadros incluidos, protagonizaron incidentes violentos contra personas o entidades que consideraban proaliadas y realizaron manifestaciones pro Eje, especialmente tras la caída de Mussolini en julio de 1943 —al parecer estos falangistas «disidentes» fueron alentados por agentes de los servicios secretos nazis que actuaban en España—. Por contra, en 1944 y 1945 se produjeron atentados contra locales y publicaciones falangistas por parte de la clandestina oposición antifranquista, que esperaba que la derrota del Eje supusiera también el fin de Franco. Es significativo que en ese momento el régimen creara la Guardia de Franco, que colaboraría en las tareas parapoliciales y represivas. Sustituyó a la Milicia Nacional de FET y de las JONS —«organización que nunca había funcionado plenamente, no sólo por falta de medios sino por ser mal vista por el ejército»— que había sido suprimida en julio de 1944. También había «falangistas de Franco» que se negaban a aceptar la cercana derrota de las potencias fascistas y lo que eso podría suponer para el régimen franquista. En un artículo publicado en Arriba el 17 de octubre de 1944 (cuando el ejército estadounidense acababa de ocupar Aquisgrán, la primera ciudad importante en territorio alemán) el camisa vieja Raimundo Fernández Cuesta decía:

Nos sentimos orgullosos de ser la primera nación que ha sabido encontrar la solución exacta a la angustia presente, y aunque sabemos que el mundo tardará en comprendernos porque siempre tarda en comprender lo que es nuevo y revolucionario, día llegará en que se copiará nuestra doctrina con el mismo fervor que en el siglo XIX se copiaba cada una de las fórmulas surgidas de la Revolución Francesa.

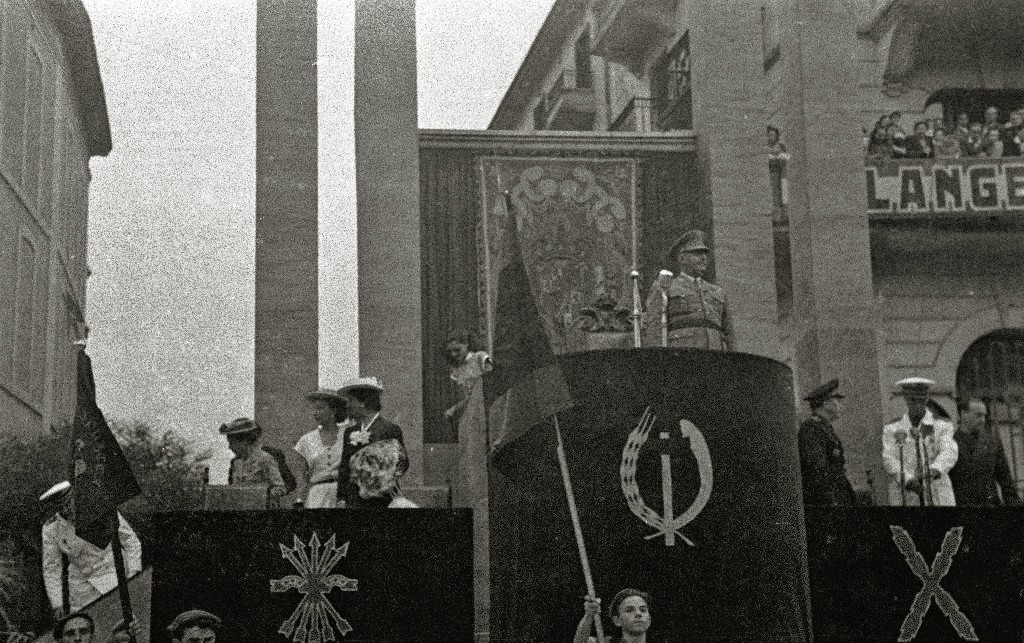
Visita de Franco a Tolosa en 1948.

La desfascistización se acentuó tras la derrota definitiva del Eje en mayo de 1945, ya que esta terminó «por hacer inviable el proyecto falangista totalitario». La dictadura franquista intentó presentarse ante los aliados como un «régimen católico» que nada había tenido que ver con el «totalitarismo» y como consecuencia de ello «la Iglesia reforzó aún más su presencia social e institucional y el discurso nacionalcatólico anegó literalmente a los españoles». Además se comenzó a difundir el recurso propagandístico de la «democracia orgánica» como supuesta tercera vía entre el comunismo y la democracia, pero que en realidad era «una fórmula con la que se intentaba encubrir la dictadura franquista». Asimismo la propaganda enfatizaba el carácter anticomunista del régimen y su contribución a la defensa de la «civilización cristiana». Todo ello con el objetivo de «hacer olvidar las veleidades totalitarias de los primeros años del franquismo». «La represión se amortiguó perdiendo algunos de sus rasgos más salvajes y terroríficos».
Franco introdujo algunos cambios como la promulgación el 13 de julio de 1945 del Fuero de los Españoles, una pseudo-declaración de derechos cuyo desarrollo se remitía a leyes posteriores (que nunca se aprobaron), y que «intentaba hacer olvidar algunas de las resonancias fascistas del anterior del trabajo». Tres días después Franco nombraba un nuevo gobierno, en el que la figura más destacada era el dirigente católico Alberto Martín Artajo —lo que suponía la entrada del catolicismo político en tareas de gobierno— y del que desaparecía la figura del ministro-secretario general del Movimiento (también fue cesado como ministro Miguel Primo de Rivera, debido a su apellido, aunque siguieron otros destacados camias viejas falangistas como José Antonio Girón e incluso se dio entrada a otro camisa vieja: Raimundo Fernández Cuesta). En octubre se promulgó la Ley del Referéndum Nacional. Sin embargo, Franco mantuvo sus poderes intactos (incluso fueron reforzados por la Ley de Sucesión en la Jefatura del Estado, porque, además de ratificar el carácter vitalicio de su cargo, se le concedía la facultad de nombrar a su sucesor «a título de rey o de regente») y se negó a atender lo que más le requerían los aliados: suprimir el partido único FET y de las JONS, «la institución más fascista del régimen», aunque su presencia pública disminuyó ostensiblemente, sus órganos como la Junta Política y el Consejo Nacional no se reunieron, la vicesecretaría de Prensa y Propaganda pasó a depender del Ministerio de Educación, a cuyo frente había un católico integrista, y se suprimió el «saludo nacional».
Según Joan Maria Thomàs, Franco mantuvo el partido porque no quería «prescindir de un aparato y tendencia política al que le debía su existencia, le era extremadamente fiel y dotaba a su Régimen de mecanismos de movilización, encuadramiento y asistencia popular que le resultaban extremadamente útiles a la hora de ejercer su poder y de mantener el juego de equilibrios en el seno del bloque político que dirigía». «El partido no sería disuelto en tanto en cuanto fuese útil a Franco como escudo protector y elemento de adulación», ha subrayado José Luis Rodríguez Jiménez. Pruebas de su «utilidad» fueron la gran concentración de la Plaza de Oriente en apoyo de Franco del 6 de diciembre de 1946 organizada por el partido en el peor momento del aislamiento internacional del régimen o su labor de propaganda y de movilización en el Referéndum sobre la Ley de Sucesión en la Jefatura del Estado del 6 de julio de 1947. Ismael Saz apunta otra razón para que Franco no disolviera FET y de las JONS, además de la de constituir un pilar fundamental de su poder: que constituyera «un obstáculo decisivo para una eventual desfascistización total del régimen».
Algunos de los falangistas «disidentes» —o «intransigentes», según los servicios de información del partido—, que se consideraban a sí mismos como los representantes de la «Falange Auténtica», formaron minúsculos grupos clandestinos dispuestos a realizar la «revolución pendiente» (nacionalsindicalista). La mayoría de ellos eran camisas viejas, excombatientes de la División Azul o miembros del Frente de Juventudes. Ya durante la guerra civil, y tras el encarcelamiento de Manuel Hedilla, habían aparecido de forma intermitente panfletos y pasquines que reivindicaban una «Falange Española Auténtica» y a finales de 1939 se había formado en Madrid una autodenominada y clandestina Junta Política de Falange, impulsada por Patricio González de Canales, inspector general de FET y de las JONS, que entró en contacto con el general falangista Juan Yagüe, quien sería destituido por Franco de su cargo de ministro del Aire por reclamar un mayor protagonismo del partido y una alianza más estrecha con la Alemania nazi. Por su parte Eduardo Ezquer fundó en Gerona el grupo Ofensiva de Recobro Nacional Sindicalista (ORNS), que fue desarticulado por la policía en noviembre de 1942 aunque no completamente. Por otro lado, en el ámbito carlista también surgieron varios grupos de «intransigentes» en defensa del ideario tradicionalista. Por ejemplo, en julio de 1940 los servicios de información comunicaban que en un centro tradicionalista de Barcelona se estaba desarrollando «una política completamente opuesta al carácter y estilo de nuestro Movimiento» «en la que se permitía hablar despectivamente de nuestras más altas jerarquías». Como prueba se adjuntaba una documento en el que aparecía una versión carlista del himno falangista Cara al Sol, que empezaba así:

Cara al sol luciendo boina roja
Y al hombro el peso del fusil
Sobre el pecho la cruz de los Borgoña
Y el paso varonil.

### FET y de las JONS-Movimiento Nacional desde 1950
Superado el aislamiento internacional como consecuencia de la Guerra Fría (aunque el régimen no sería admitido en la ONU hasta 1955), el general Franco se apresuró a devolver el rango ministerial a la Secretaría General del Movimiento. Para el puesto designó al camisa vieja fiel a su persona Raimundo Fernández Cuesta, que entre 1945 y 1951 había llevado los asuntos del partido desde el ministerio de Justicia. Así fue como «FET y de las JONS continuó su andadura», «cada vez más burocratizada». «Lejos quedaban las ansias totalitarias, pero la presencia falangista se mantenía y era considerable: sindicatos, clases de Formación del Espíritu Nacional Sindicalista en las escuelas, institutos y universidades, Servicio Social de la Mujer, etc.». La inmensa mayoría de sus miembros habían aceptado completamente la subordinación del partido a Franco —en 1958 José Antonio Girón de Velasco escribió un artículo en Arriba en el que decía: «¿Quién ha dicho que la Falange no ha gobernado en España? Ha gobernado. Ha acertado y se ha equivocado. ¡No faltaba más! Pero decir que no ha gobernado, como decir que no se ha hecho la revolución, constituye una actitud unas veces perezosa y otras veces cuca. De cualquier manera es un modo de desvincularse del Movimiento, lo cual es, ni más ni menos, una cobardía y una estupidez»—. Los miembros del partido le estaban agradecidos a Franco «por las posiciones que ocupaban, fueran la de ministro o la de conserje de la última dependencia sindical. También le debían en muchos casos las viviendas que ocupaban y otras prebendas nada despreciables en la España de los años cuarenta y cincuenta. [...] Y es que esta FET de cargos, empleos, pisos y prebendas, mayores o menores, se había convertido en el apoyo más incondicional al Caudillo en el mundo civil del franquismo». El núcleo duro lo constituía la «Vieja Guardia», la Guardia de Franco, los excombatientes, los excautivos, lo antiguos miembros de la División Azul y los cuadros de la Sección Femenina. Solo una exigua minoría seguía pretendiendo la «falangistación del Estado» y hablaba de la «revolución [nacionalsindicalista] pendiente», como las autodenominadas Juntas de Actuación Nacional Sindicalista o ciertas agrupaciones jonsistas —la de Madrid hizo público en 1955 un manifiesto en que se denunciaba «la total ausencia de una política revolucionaria»—.
Sin embargo, desde ciertos sectores falangistas se criticó el poco peso que, según ellos, tenía el partido en el régimen franquista. En enero de 1949 el Consejo Político de la «Vieja Guardia» afirmó: «los falangistas no estamos conformes con el Régimen, porque no nos parece lo suficientemente lleno de nuestras inquietudes». Ocho años después la Vieja Guardia de Madrid denunciaba que las decisiones se tomaban al margen del Movimiento y que la actuación de las «nuevas fracciones políticas, democristianas en su más fuerte significación», que se habían incorporado al Gobierno era de «marcado carácter antifalangista». Por otro lado jóvenes falangistas integrados en el Frente de Juventudes, en las Falanges Universitarias y en la Guardia de Franco protagonizaron algaradas callejeras, enfrentamientos con monárquicos, liberales e izquierdistas en la Universidad y diversos actos de protesta mostrando su disconformidad con la evolución del régimen. Uno de los más sonados tuvo lugar el 19 de noviembre de 1955 durante la celebración del funeral oficial por el alma de José Antonio Primo de Rivera, que se celebraba cada año en el Monasterio de El Escorial, cuando varias centurias del Frente de Juventudes se negaron a aclamar a Franco cuando este hizo su entrada en el patio del monasterio para presidir el acto (en medio del silencio uno de los jóvenes gritó «¡No queremos reyes idiotas!»; antes de la llegada de Franco habían cantado «¡Viva, viva Falange sin la T!»). La respuesta de Franco fue cesar a José Antonio Elola como delegado nacional de Juventudes. Mayor gravedad revistió el incidente que se produjo dos años después durante la misma ceremonia. Cuando Franco pasaba revista a las centurias en el patio del Monasterio una de ellas, perteneciente a la Guardia de Franco, le dio la espalda al tiempo que hacía el saludo fascista. El 20 de noviembre de 1959 se volvió a producir otro incidente de la misma gravedad, esta vez en la basílica del Valle de los Caídos, a donde se habían trasladado los restos de José Antonio desde el Monasterio de El Escorial (lo que había sido considerado por ciertos sectores falangistas radicales como una maniobra de los monárquicos, ya que en El Escorial era donde estaban enterrados los reyes de España: «es la última paletada de tierra que el Régimen echa sobre cuanto significa la sagrada memoria de José Antonio», afirmó el consejo local falangista del distrito de Buenavista de Madrid; el día del traslado el almirante Carrero Blanco, que iba a presidir el acto, había sido recibido con gritos de «¡Abajo Carrero!»). En esta ocasión un falangista, que fue inmediatamente detenido, gritó en el momento de la consagración: «¡Franco, eres un traidor!».

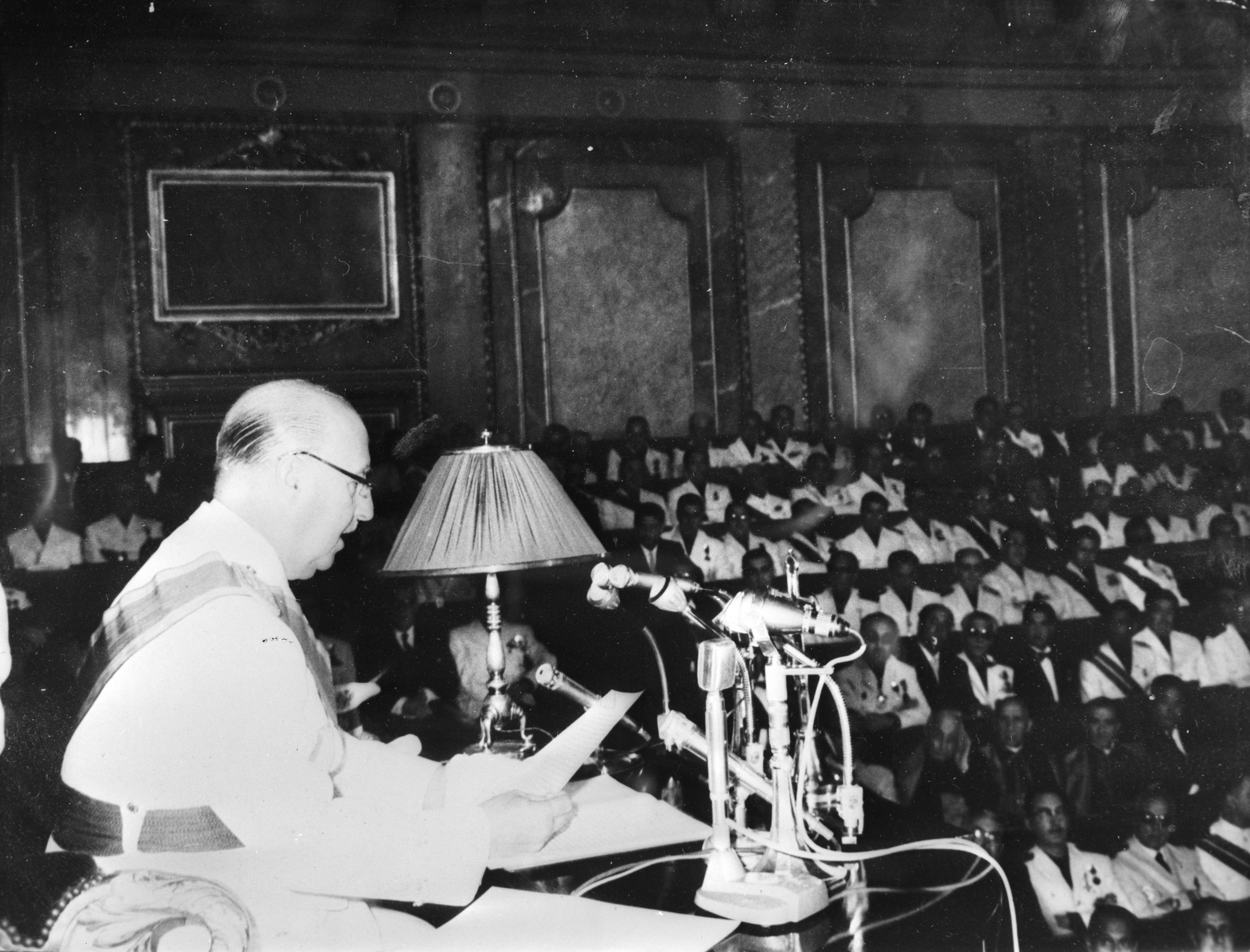
El Generalísimo Francisco Franco, con el uniforme del Movimiento, pronunciando un discurso en las Cortes (probablemente el 8 de julio de 1964, inaugurando la VIII Legislatura). Al fondo los procuradores, también de uniforme. En la parte inferior, tres obispos, también procuradores en representación de la Iglesia Católica.

El último intento de devolver al partido el predominio en el entramado institucional franquista se produjo entre febrero de 1956 y febrero de 1957. El proyecto de «refalangización del régimen» lo protagonizó José Luis Arrese, que volvió a ser nombrado por Franco ministro-secretario general del Movimiento tras los sucesos estudiantiles de la Universidad de Madrid de febrero de 1956 que provocaron el cese de Fernández Cuesta y del ministro de Educación Joaquín Ruiz Giménez. Las intenciones de Arrese ya quedaron patentes en su discurso de toma de posesión: «si estamos insatisfechos los falangistas es porque muchas de nuestras ambiciones revolucionarias están pendientes de realizar y porque la sociedad que nos circunda tiene mucho de injusta y mucho de sucia», por lo que Falange debe «ganar la calle y estructurar el Régimen». Lo primero que hizo Arrese fue activar la Junta Política y el Consejo Nacional, que desde 1945 prácticamente no se habían reunido, y a continuación logró que se constituyera una comisión encargada de elaborar unos proyectos de ley que completaran la institucionalización del Régimen, con la vista puesta en su futuro (el Caudillo acababa de cumplir sesenta y cuatro años). En los tres anteproyectos de ley que presentó Arrese —en los que no había ninguna mención a la monarquía— el «Movimiento Nacional» era entendido como «realizador de la idea política de FET y de las JONS» y como tal se le encomendaba «velar porque en todo momento inspire la convivencia política y social de los españoles». En consecuencia se le concedía un enorme poder al Consejo Nacional del Movimiento que, además de supervisar las leyes y decretos-leyes para que se ajustaran a los Principios del Movimiento —una actualización de los veintiséis puntos de Falange—, tendría la facultad de cesar al presidente del gobierno —cargo que se desvinculaba de la Jefatura del Estado tras la muerte de Franco—. La oposición que suscitaron los proyectos de ley de Arrese entre el resto de las «familias del franquismo» (monárquicos, católicos y tradicionalistas) fue tan grande —también sus declaraciones «anticapitalistas»— que Franco lo destituyó, aunque lo compensó nombrándole ministro de la Vivienda (puesto del que acabó dimitiendo en 1960). La Ley de Principios del Movimiento Nacional que se aprobó en 1958 ya no fue una iniciativa falangista —no era una actualización de los veintiséis puntos aunque apareciera la retórica falangista; definían el Estado como una «Monarquía tradicional, católica, social y representativa», lo que fue muy criticado por los falangistas— sino de un nuevo sector católico: los «tecnócratas» vinculados al Opus Dei que estaban siendo aupados al poder por el almirante Carrero Blanco, subsecretario de la Presidencia con rango de ministro, quien desde hacía años era el principal consejero del Caudillo. También fue obra suya la Ley Orgánica del Estado de 1967, la última de las Leyes Fundamentales del franquismo, aprobada previamente en referéndum.
El ascenso de los «tecnócratas» de la mano de Carrero Blanco —cuyo proyecto político de que una monarquía «católica, social y representativa» sucediera al Caudillo culminó en julio de 1969 con la designación por Franco del hijo de don Juan de Borbón, Juan Carlos, como su sucesor, quien inmediatamente juró la Ley de Principios del Movimiento Nacional—, intentó ser contrarrestado por los falangistas. Un sector encabezado por la «vieja guardia» se propuso volver a los principios falangistas originarios abogando por la «revolución pendiente» y en 1959 nacían los llamados Círculos Doctrinales José Antonio, que contaron con el patrocinio de los hermanos del fundador de Falange Española, Pilar y Miguel —Luis González Vicén, antiguo lugarteniente de la Guardia de Franco presidió el Círculo de Madrid, sin duda el más influente—. Otro sector encabezado por José Solís Ruiz, que en 1957 había sustituido a Arrese como ministro-secretario del Movimiento y que además era el delegado nacional de Sindicatos desde 1951, planteó revitalizar el Movimiento, entonces poco más que una estructura burocrática, abriéndolo a la participación popular mediante la creación de «asociaciones políticas» dentro del mismo (el desarrollismo económico debía ser acompañado del desarrollo político). También se planteó abrir la Organización Sindical a la participación de los trabajadores. Pero sus dos proyectos fracasaron pues el Estatuto de Asociaciones tardaría más de diez años en aprobarse, cuando Solís ya estaba fuera del gobierno y las circunstancias habían cambiado completamente, y las elecciones a enlaces y jurados sindicales fueron aprovechadas por las clandestinas y antifranquistas comisiones obreras. En apoyo de las tesis falangistas salió a la calle en septiembre de 1968 el Diario SP, dirigido por Rodrigo Royo (antiguo director de Arriba que un año antes había afirmado que lo que más le convenía a España era un régimen fascista). En sus páginas se vertieron críticas mordaces al modelo económico y político introducidos por los «tecnócratas», sin dejar de mostrar una fidelidad absoluta al franquismo.

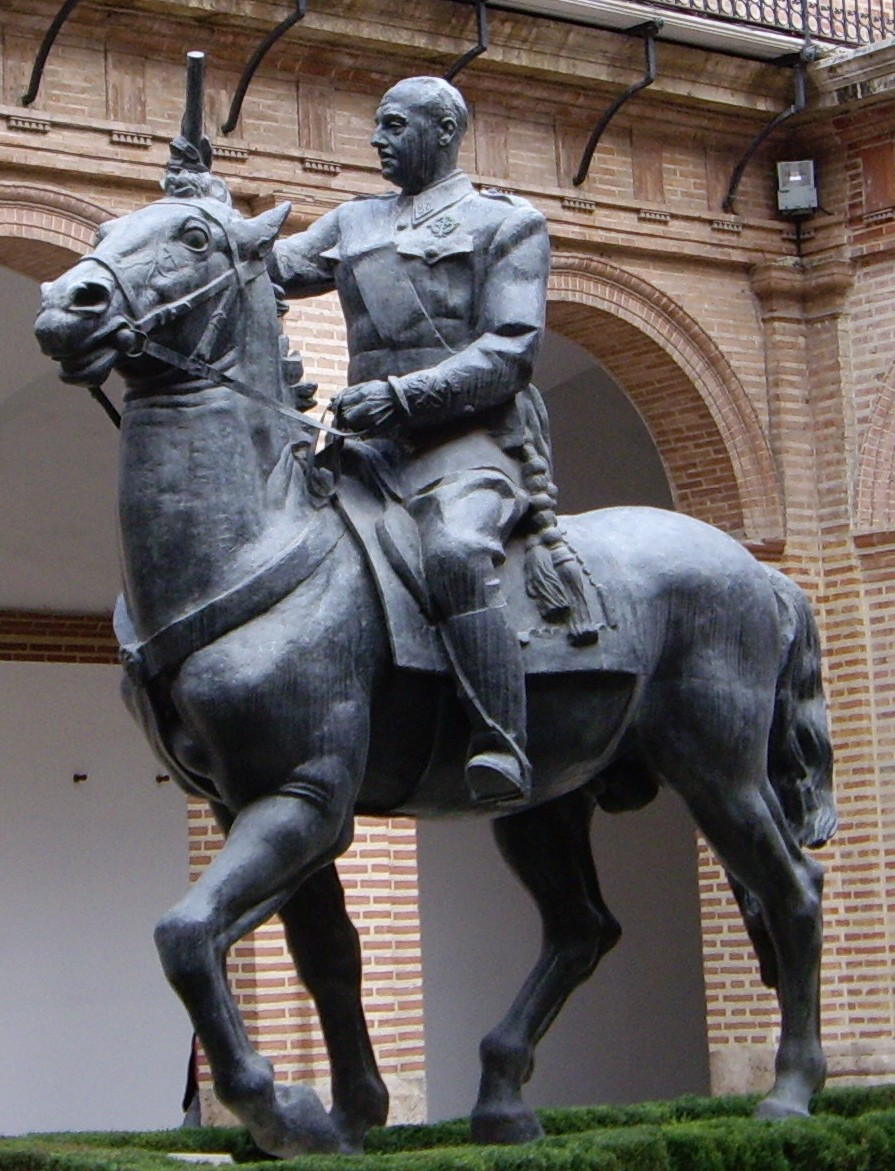
Estatua ecuestre del Generalísimo Franco, obra del escultor José Capuz, que se encontraba en la plaza del Caudillo (actual plaza del Ayuntamiento) de Valencia. Fue inaugurada en 1964 con motivo de la celebración de los «XXV Años de Paz». Fue retirada de la plaza en 1983 y trasladada a la sede de la Capitanía General de Valencia en el Convento de Santo Domingo. En aplicación de la Ley de Memoria Histórica fue llevada en 2010 a un acuartelamiento de Bétera, donde se encuentra en la actualidad.

Al sector «aperturista» del Movimiento que encabezaban José Solís, Manuel Fraga Iribarne, ministro de Información y Turismo e impulsor de la Ley de Prensa de 1966, y Fernando María Castiella, ministro de Asuntos Exteriores, se le enfrentó el sector «inmovilista» integrado por la mayoría de los «tecnócratas» —y por la «vieja guardia» falangista— y cuyo principal valedor era el almirante Carrero Blanco. Los «inmovilistas» lograron imponerse en octubre de 1969 tras el estallido del «escándalo Matesa» —en cuya difusión desempeñó un papel destacado el falangista Diario SP que pretendía acabar con los ministros «tecnócratas» y con su «jefe», llegando a comparar el «escándalo» con el del estraperlo; una semana después el periódico dejó de publicarse—. Carrero Blanco, nombrado por Franco en 1967 vicepresidente del gobierno, formó un gabinete de mayoría opusdeísta, que ya no contó con ningún ministro «aperturista». El nuevo ministro-secretario general del Movimiento fue el falangista Torcuato Fernández Miranda —que había sido preceptor del «Príncipe de España» Juan Carlos— quien por orden de Franco enterró el proyecto de asociaciones políticas, porque tanto el Caudillo como Carrero Blanco las consideraban la antesala de los odiados partidos políticos. También formó parte del gobierno «monocolor» como ministro de Obras Públicas, Gonzalo Fernández de la Mora, el principal ideólogo de los «tecnócratas» «inmovilistas», quien en El crepúsculo de las ideologías (1965) había defendido la idea antidemocrática de que la legitimidad de un Estado se basaba en sus «realizaciones», en sus «obras» («Estado de obras»), lo que, por otro lado, había suscitado las críticas del resto de los sectores franquistas que aseveraban que la legitimidad del franquismo se basaba en su «origen», es decir, en su victoria en la «Cruzada de Liberación». En 1970 se dejó de utilizar la denominación FET y de las JONS para referirse al Movimiento Nacional, partido único de la dictadura franquista.
En junio de 1973 Carrero Blanco fue nombrado por Franco presidente del Gobierno, por lo que por primera vez en la historia de la dictadura el Caudillo no aunaba ese cargo con el de Jefe del Estado, pero Carrero fue asesinado por ETA seis meses después. Franco nombró nuevo presidente del Gobierno a Carlos Arias Navarro, que formó un gabinete sin ningún miembro del Opus Dei y dando entrada a varios ministros «aperturistas» (pero o fueron cesados o acabaron dimitiendo debido el creciente «inmovilismo» Arias Navarro). En septiembre de 1975 el general Franco no conmutó las penas de muerte de dos miembros de ETA y tres del FRAP, lo que provocó una oleada de protestas en las principales ciudades europeas, que fue respondida por el Movimiento, como en 1946, con una gran concentración en la Plaza de Oriente en apoyo del Caudillo. Este dirigiéndose a la multitud dijo que todo se debía a una «conspiración masónico-izquierdista de la clase política, en contubernio con la subversión comunista-terrorista en lo social, que si a nosotros nos honra, a ellos les envilece». El 20 de noviembre moría Franco y Juan Carlos pasaba a ocupar la Jefatura del Estado, con el título de rey. Un año después se aprobaba la Ley de Reforma Política, promovida por el gobierno de Adolfo Suárez, ministro-secretario general del Movimiento en el primer gobierno de la monarquía presidido por Arias Navarro, y que fue aprobada en referéndum. El 1 de abril de 1977, dos meses y medio antes de la celebración de las las primeras elecciones democráticas desde 1936, el gobierno Suárez promulgaba un decreto por el que se suprimía el Movimiento Nacional, mientras que las organizaciones dependientes de él se integraban en diversos ministerios.

## Los partidos fascistas (y neofascistas) durante la Transición y el periodo democrático (1975-actualidad)

### Antecedentes: los partidos neofascistas y neofranquistas durante el tardofranquismo (1965-1975)
Durante la década final del franquismo aparecieron diversas organizaciones falangistas que se presentaban como «auténticas» frente a la «Falange de Franco» (contaban con el antecedente de los pequeños grupos falangistas que se habían opuesto al Decreto de Unificación de 1937 y que llegaron a actuar clandestinamente, como una autoproclamada «Falange Española Auténtica» o la Ofensiva de Recobro Nacional Sindicalista (ONRS), cuyo líder, Eduardo Ezquer, pasó una temporada en la cárcel). Todas ellas proclamaban ser las continuadoras del pensamiento «verdadero» de José Antonio Primo de Rivera, «tergiversado» por el régimen franquista y por los francofalangistas, y ponían el acento en el «anticapitalismo» de la doctrina falangista-fascista. Fueron grupos como el Frente Nacional de Trabajadores del veterano falangista Narciso Perales, que tras el conflicto surgido con su rama juvenil (el Frente de Estudiantes Sindicalistas) se convirtió en el Frente Sindicalista Revolucionario (FSR). Este en 1966 consiguió atraer a sus filas a Manuel Hedilla, que asumió la presidencia, aunque el que había sido el segundo jefe nacional de Falange Española de las JONS se acabó desligando del FSR por considerarlo demasiado «izquierdista» —se había definido como un movimiento surgido contra «la explotación de los asalariados»— y fundó en 1968 el más «profranquista» Frente Nacional de Alianza Libre (tras la muerte de Hedilla en febrero de 1970 la presidencia la asumió Patricio González de Canales). Estos grupos fueron tolerados por el régimen pero estuvieron estrechamente vigilados, especialmente por la Guardia de Franco convertida cada vez más en una fuerza parapolicial al servicio del Ministerio de la Gobernación.
Por su parte los Círculos Doctrinales José Antonio, desde 1966 bajo el liderazgo de Diego Márquez Horrillo, se plantearon la posibilidad de refundar Falange Española de las JONS, «como único camino para afrontar el futuro con alguna posibilidad de éxito en nuestra acción política nacionalsindicalista». Para ello se fueron distanciando del Movimiento Nacional: se opusieron a la decisión de Franco de nombrar como su sucesor a Juan Carlos de Borbón y se manifestaron ante la sede de la Secretaría General del Movimiento en la calle de Alcalá de Madrid cantando el Cara al Sol y gritando ¡Capitalismo, no! ¡Revolución, sí, produciéndose varios heridos al ser disueltos por la policía (la manifestación había tenido lugar el 30 de octubre de 1969 tras la celebración del acto anual conmemorativo del mitin del teatro de La Comedia de 1933, por lo que el Consejo Nacional del Movimiento a propuesta del ministro-secretario general Torcuato Fernández Miranda aprobó suprimirlo a partir de entonces tras un largo debate). Para poner en marcha el proyecto de refundación se crearon unas Juntas Promotoras de FE de las JONS que contaron con la colaboración del Frente de Estudiantes Sindicalistas e iniciaron una intensa campaña propagandística. Pero el límite hasta donde estaban dispuestos a llegar los Círculos en su supuesta ruptura con el Movimiento (de hecho, muchas de sus actividades estaban siendo subvencionadas por la Secretaría General) se puso de manifiesto cuando se desvincularon de la concentración falangista convocada en Alicante para el 22 de noviembre de 1970 en conmemoración del aniversario del fusilamiento de José Antonio Primo de Rivera y que fue prohibida por el gobierno (se desplegó un fuerte dispositivo policial en los accesos y en la ciudad de Alicante para impedir su celebración; aun así entre 2000 y 3000 falangistas lograron reunirse siendo objeto de varias cargas para disolverlos). La autodenominada Juventud Falangista se sintió traicionada porque «se ha desaprovechado totalmente la capacidad de contradicción que entrañaba una "rebelión falangista" frente al Régimen que se autodenomina falangista». «En último término los Círculos recabaron un apoyo muy reducido para el propósito anunciado de refundar Falange...», concluye José Luis Rodríguez Jiménez.

Logo del grupo neofranquista Fuerza Nueva, que como parte integrante del «búnker» se opuso radicalmente a cualquier intento de "apertura" del franquismo.

En este contexto de reactivación del falangismo «auténtico», surgió en Barcelona en septiembre de 1966 el neonazi Círculo Español de los Amigos de Europa (CEDADE). Tenía su origen en la delegación española de la asociación neofascista Joven Europa, cuyo ideólogo era el belga Jean Thiriart, su emblema la cruz celta y su finalidad la defensa de «la mística nacional europea» frente al comunismo y al capitalismo. Por otro lado, la España franquista había acogido desde 1945 a destacados fascistas y nazis perseguidos por la justicia de sus respectivos países y la mayor parte de ellos habían continuado con su activismo político: Louis Darquier de Pellepoix, los generales Mario Roatta y Gastone Gambara, Ante Pavelić (que montó una imprenta en Valencia en la que editaba propaganda anticomunista y antisemita), Otto Skorzeny (que colaboraría con CEDADE), el general Maks Luburic, Leo Negrelli, Von Thienen, Horia Sima (que colaboraría con Fuerza Nueva), Leon Degrelle (que adquirió la nacionalidad española bajo el nombre de León José de Ramírez Reina) y Otto Ernst Remer, entre otros. También encontraron refugio en España varios dirigentes de la OAS. A diferencia de los grupos falangistas, CEDADE buscó sus referentes ideológicos en el extranjero (nazismo, antisemitismo, negacionismo del Holocausto, etc.) y su orientación nazi (aunque manteniendo ciertas reminiscencias falangistas) se acentuó a partir de 1970 cuando Jorge Mota pasó a presidir la organización, que en aquellos momentos no superaba los doscientos miembros y que, por otro lado, recibió el apoyo de algunas destacadas personalidades del régimen franquista como Jesús Suevos y los generales Tomás García Rebull y Alfonso Pérez Viñeta. La Librería Europa de Barcelona sería uno de sus principales centros propagandísticos. CEDADE sufrió un duro golpe, que lo abocaría a la práctica desaparición, cuando el gobierno franquista, ante la presión que recibió de diversos medios de prensa, acabó prohibiendo en abril de 1974 el Congreso de las neonazis Juventudes Nacional Europeas que se iba a celebrar en Barcelona.

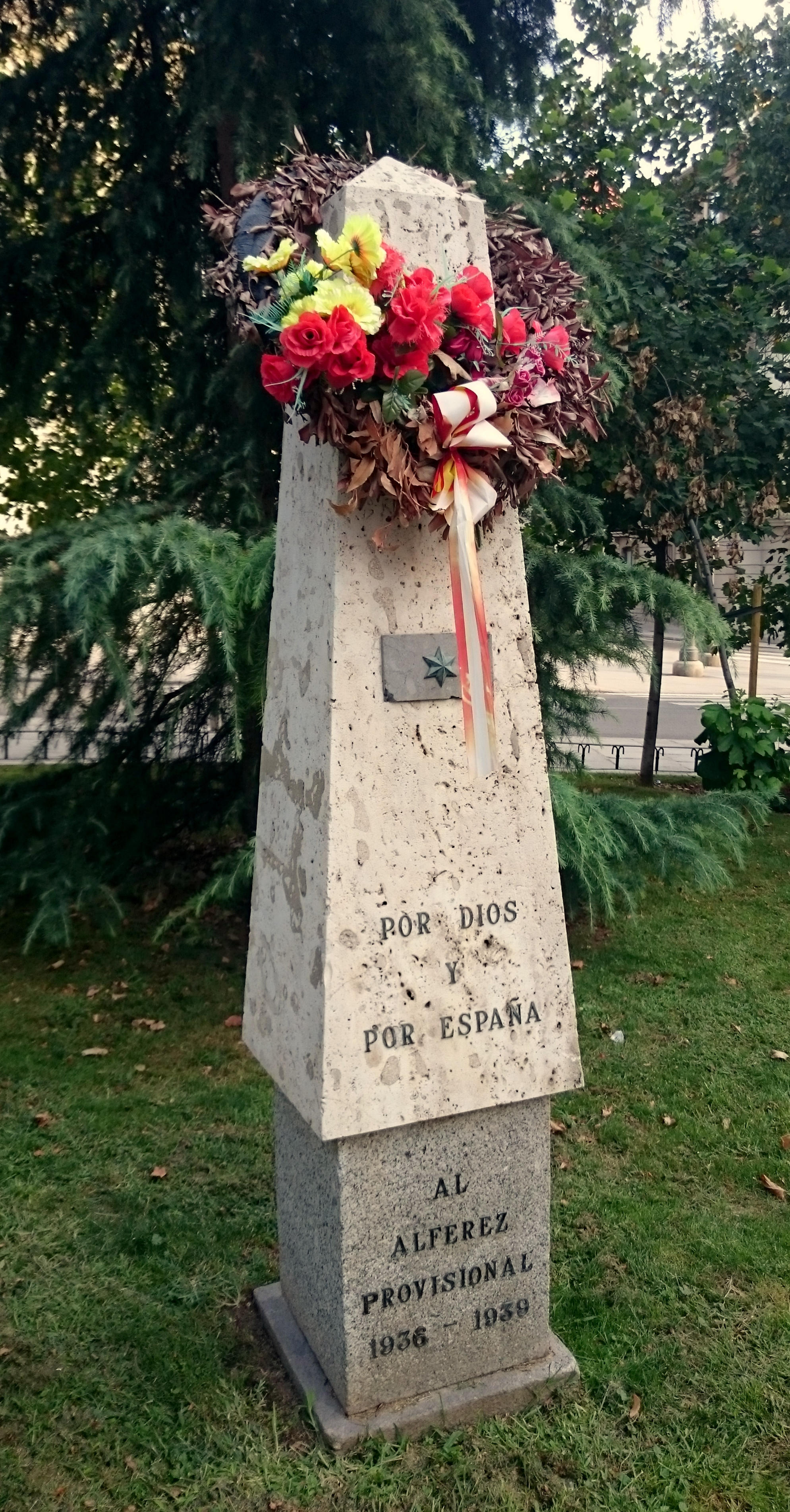
Monolito levantado en Madrid en 1965 en honor de los alféreces provisionales que combatieron en el bando franquista «POR DIOS Y POR ESPAÑA».

Paralelamente nacieron grupos de extrema derecha parapoliciales bajo la protección del aparato represivo y de los servicios secretos franquistas (o directamente organizados por ellos), como Defensa Universitaria (que actuó entre 1962 y 1968) y Acción Universitaria Nacional (que actuó entre 1968 y 1973), cuyo objetivo era acabar por métodos violentos con la «subversión» en los campus universitarios, donde la oposición antifranquista estaba creciendo. En los campus también actuaron violentamente los Guerrilleros de Cristo Rey, aunque su principal objetivo fueron los eclesiásticos que se habían apartado del régimen siguiendo las enseñanzas del Concilio Vaticano II. Asimismo realizaron atentados contra librerías y quioscos de prensa. Otros grupúsculos que nacieron en esos años también recurrieron a los métodos terroristas para atacar cualquier manifestación de oposición al régimen y contaron igualmente con la protección y la complicidad de la policía franquista (y de los servicios secretos). Se pueden citar los neonazis Partido Español Nacional Socialista (PENS), Movimiento Social Español y Movimiento Nacional Revolucionario.
En esos años de la segunda mitad de la década de los sesenta y la primera de los setenta también nacieron los grupos políticos «neofranquistas» que formaron lo que se llamó el Búnker. Eran franquistas involucionistas que se oponían radicalmente a las propuestas de «apertura» del régimen (y a sus tímidas realizaciones como la Ley de Prensa de 1966, auspiciada por el ministro Manuel Fraga Iribarne) y que en su lugar proponían volver a sus principios fundacionales (falangismo franquista e integrismo católico), por lo que también rechazaban la alternativa inmovilista de los «tecnócratas». Contaban con las simpatías de Carrero Blanco y posiblemente del propio Franco. En 1966 nace la revista Fuerza Nueva y desde sus páginas su director, el notario Blas Piñar, advierte que «en España estamos padeciendo una crisis de identidad de nuestro propio Estado». Por iniciativa del exministro de Trabajo y camisa vieja de Falange José Antonio Girón de Velasco, nace en julio de 1974 la Confederación Nacional de Excombatientes con el objetivo de «coordinar y fortalecer las actividades de las distintas Hermandades y Asociaciones de Excombatientes dentro del común ideal de pervivencia y solidez de los Principios del 18 de julio, y en especial para procurar la transmisión de los mismos, como el más preciado legado a las nuevas generaciones». En noviembre Girón fue elegido presidente de la Confederación (entre sus vocales figuraba el teniente general Tomás García Rebull) y en junio de 1975 El Alcázar se convirtió en su órgano de prensa (un diario que desde que en 1971 se había hecho cargo de la dirección el falangista Antonio Gibello ya era el portavoz de la extrema derecha en España). La presidencia de la sociedad editora la ocupó el general Jaime Milans del Bosch y la vicepresidencia Girón (varios generales figuraban como vocales en su consejo de administración y también miembros destacados de Fuerza Nueva). Antonio Gibello continuó como director.

### La Transición (1975-1982)
Tras la muerte de Franco, los falangistas «profranquistas» agrupados en el Frente Nacional Español (FNE) y encabezados por el camisa vieja Raimundo Fernández Cuesta consiguieron que el gobierno de Adolfo Suárez les adjudicara en septiembre de 1976 la denominación Falange Española de las JONS, reclamada por otros grupos falangistas. Tres meses antes el Frente Nacional Español había hecho pública una «Carta abierta a los falangistas» para que se integraran en la organización que ellos patrocinaban, pero la autodenominada Falange Española de las JONS (Auténtica) —fundada en mayo por la fusión de la Central Obrera Nacional Sindicalista, el Frente Nacional de Alianza Libre (FNAL) y el Frente Sindicalista Unificado y con Pedro Conde como presidente— rechazó la oferta: «Creemos que el único nombre por el que D. Raimundo Fernández Cuesta puede cambiar el actual de FNE, es por el de FET de las JONS, al que ha servido fielmente durante cuarenta años, pero no por el de FE de las JONS, que ignoró e inmoló durante ese mismo espacio de tiempo». Los integrantes de la Falange «Auténtica» se consideraban como los «verdaderos» herederos de José Antonio Primo de Rivera en oposición a los «francofalangistas», reivindicaban la figura de Manuel Hedilla y se presentaban como «progresistas» (de hecho a finales de 1976 iniciaron una campaña destinada a «rescatar los símbolos [falangistas] secuestrados por la dictadura», consistente en retirar los retratos de José Antonio Primo de Rivera del metro de Madrid y el yugo y las flechas que estaban situados a la entrada de todas las localidades españolas, una parte de los cuales fueron arrojados frente a la sede de la Secretaría General del Movimiento sita en la calle de Alcala de Madrid). Mientras tanto fueron surgiendo más grupos que se reclamaban falangistas como la Falange Española Independiente, como prolongación del Frente de Estudiantes Sindicalistas, o el Partido Nacional Sindicalista, una iniciativa de los Círculos Doctrinales José Antonio. Tras la adjudicación del nombre FE de las JONS al grupo de Fernández Cuesta, «el cruce de acusaciones entre los diferentes portavoces falangistas no tardó en derivar en violentos enfrentamientos y altercados callejeros».

Logo de la coalición Alianza Nacional 18 de Julio, integrada por Fuerza Nueva y por Falange Española de las JONS. Se presentó a las las elecciones de junio de 1977, pero no obtuvo ningún escaño.

La Confederación Nacional de Excombatientes de José Antonio Girón de Velasco recomendó indirectamente el voto a Alianza Popular de Manuel Fraga Iribarne (a la que se habían incorporado numerosos exministros y exprocuradores en Cortes, como Laureano López Rodó, Cruz Martínez Esteruelas, Federico Silva Muñoz o Gonzalo Fernández de la Mora), que «iba a constituir durante su primera etapa la principal fuerza política de un neofranquismo renovado». Tras no haber conseguido que cuajara su propuesta de crear un «bloque nacional firme y monolítico que saque a la patria del atolladero» (es decir, la unión de todas las fuerzas neofranquistas), Girón, en pleno declive físico, publicó el 7 de mayo de 1977 en El Alcázar una carta (que el diario sacó en portada) en la que decía: «Considero que, en esta hora de inevitable confusión, todo lo que contribuya a clarificar el espectro político, será en cualquier caso saludable. Los ex Combatientes elegirán libremente a quienes crean más idóneos para la función que les aguarda en servicio de la patria, sin que su presidente se incline por una u otra tendencia» (lo que fue entendido como un apoyo tácito a Alianza Popular). Por su parte Fuerza Nueva y Falange Española de las JONS formaron una coalición electoral con el significativo nombre de «Alianza Nacional 18 de Julio» y que contó con el teórico respaldo de la Comunión Tradicionalista —en la declaración programática de julio de 1976 Fuerza Nueva había ratificado su fidelidad a «los ideales del 18 de julio», «al recuerdo y a la obra de Francisco Franco» y «a la monarquía católica, social y representativa»—. La coalición sólo consiguió 154 413 votos, el 0,84 % de los votos emitidos en las elecciones del 15 de junio, por lo que no obtuvo representación parlamentaria. La Falange Española de las JONS (Auténtica) aún obtuvo menos votos: 40 978. En realidad en el conjunto de la extrema derecha solo Fuerza Nueva tenía la estructura, la organización y la implantación propias de un verdadero partido —decía contar con unos 50 000 militantes— por lo que, a pesar de su fracaso en las elecciones de junio de 1977, se convirtió en el grupo principal de las formaciones neofascistas o neofranquistas, y tal vez por ello mantuvo una tensa relación con los diversos grupos falangistas (no franquistas).
Dentro de Fuerza Nueva (FN) existía un sector, integrado fundamentalmente por militantes de la rama juvenil Fuerza Joven, que aspiraba a hacer del partido una organización claramente neofascista siguiendo el modelo del Movimiento Social Italiano (MSI). Pronto entraron en conflicto con la dirección encabezada por Blas Piñar que quería conformar a Fuerza Nueva como un partido conservador e integrista católico cuyo objetivo era acabar con el régimen democrático, alentando y apoyando a los sectores golpistas del Ejército, aunque sin descartar presentarse a las elecciones. Una parte de estos militantes más jóvenes afines al neofascismo reclamaban el recurso a la «acción directa» siguiendo el modelo del escuadrismo fascista y consideraban que «debía existir un partido —F/N— y una vanguardia más radicalizada, más militante, más activista y callejera» que actuara autónomamente y no pusiera en peligro la imagen del partido, aunque compartiendo una misma «estrategia global». Algunos de estos militantes, junto con otros más veteranos, tomaron parte activa en acciones violentas y atentados terroristas como el asesinato de los abogados laboralistas del despacho de la calle Atocha de Madrid el 24 de enero de 1977, el asesinato del joven Arturo Ruiz García, cuando participaba en una manifestación proamnistía, o el de Yolanda González, militante del Partido de los Trabajadores. Los que apostaban más decididamente por la creación de organizaciones paramilitares que combatieran al «marxismo y sus acólitos» se escindieron de Fuerza Nueva (y de Fuerza Joven) en 1977 para constituir en Barcelona el neofascista Frente Nacional de la Juventud (siguiendo el modelo de la organización juvenil del MSI de la que tomó el nombre) y en Madrid al año siguiente el Frente de la Juventud, que derivó en una organización terrorista, siendo desmantelada por la policía en 1982.
Sin embargo, a pesar de lo que afirmaban los escindidos, Fuerza Nueva mantenía muy buenas relaciones con el neofascista Movimiento Social Italiano (MSI). De hecho su líder Giorgio Almirante asistió a la celebración del primer «20N» en 1976 y Fuerza Nueva formó parte del pacto de la Eurodestra promovido por el MSI y cuyo primer congreso se celebró en Roma y Nápoles entre el 19 y el 21 de abril de 1978. Sus integrantes italianos y franceses (Forces Nouvelles) asistieron, con motivo del «20N» de ese año, a un acto celebrado el 18 de noviembre en el Palacio de Congresos y Exposiciones de Madrid bajo el lema «Los Pueblos de Europa en homenaje a Franco y José Antonio».

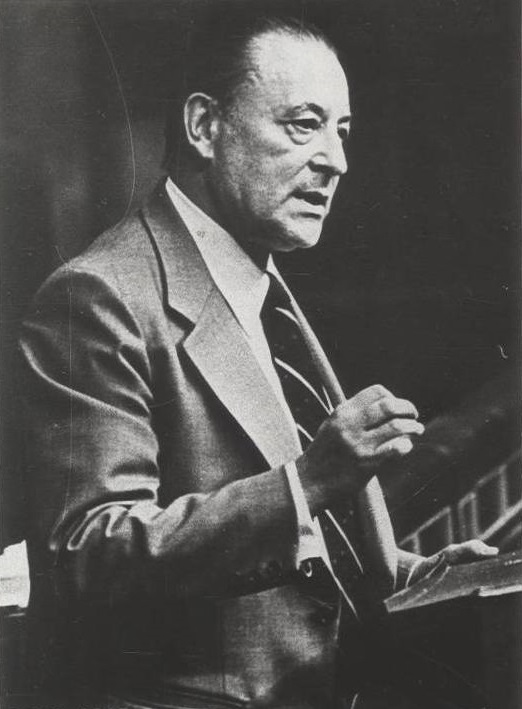
Blas Piñar en el Congreso de los Diputados.

Aunque discutido por otros grupos, Blas Piñar, en torno al cual giraba todo el partido de Fuerza Nueva, se convirtió en el líder de la extrema derecha española. En su intento de formar una coalición más amplia de la extrema derecha que la de 1977 para las elecciones de marzo de 1979 Piñar intentó que se sumaran a ella los exministros franquistas Federico Silva Muñoz, líder de Unión Democrática Española, y Gonzalo Fernández de la Mora, líder de Unión Nacional Española, que acababan de abandonar Alianza Popular (AP) después de que este partido presidido por Manuel Fraga Iribarne recomendara el voto positivo en el referéndum de la Constitución de 1978 que se iba a celebrar el 6 de diciembre, pero ambos rechazaron la oferta. Finalmente Piñar formó la coalición Unión Nacional, integrada además de por Fuerza Nueva y por Falange Española de las JONS (los dos partidos que habían formado la coalición de 1977), por los Círculos Doctrinales José Antonio, la Confederación Nacional de Excombatientes y la Agrupación de Juventudes Tradicionalistas. Otras formaciones de tendencia falangista se presentaron a las elecciones por su cuenta y separadamente (Falange Española de las JONS (Auténtica), Falange Española (Unidad Falangista), Alianza del Trabajo y el Frente Nacional de Alianza Libre).
La coalición Unión Nacional consiguió 414 071 votos, el 2,3 % de los emitidos, pero los 110 730 conseguidos en la circunscripción de Madrid le permitieron conseguir un escaño a Blas Piñar. Además del apoyo total que recibió del diario progolpista de extrema derecha El Imparcial, otra de las posibles claves del éxito de Piñar en Madrid fue el probable trasvase de votos desde Alianza Popular, a la que durante la campaña electoral el líder de Fuerza Nueva fustigó sin descanso, calificándola de «derecha vergonzante» y a Fraga de «despreciable personalidad política» que formaba parte de la «conjura internacional antiespañola». El de Piñar fue el único escaño que conseguiría un partido neofranquista o neofascista en toda la historia de la democracia española, ya que no lo revalidaría en las elecciones siguientes. En las elecciones de octubre de 1982 Fuerza Nueva se presentó en solitario y en la circunscripción de Madrid solo obtuvo 20 139 votos, que sumados a los conseguidos por el resto de candidaturas de ultraderecha (11 496), suponía que la extrema derecha había perdido en Madrid 80 000 votantes respecto a 1977. En el conjunto de España perdió 300 000. La explicación era sencilla: veinte meses antes se había producido el fracasado golpe de Estado del 23-F (una de las candidaturas era Solidaridad Española, cuyo cabeza de lista por Madrid era el golpista exteniente coronel Antonio Tejero; obtuvo 8994 votos). Como ha destacado José Luis Rodríguez Jiménez, el «desastre electoral» de 1982 confirmó que «el neofranquismo político conformaba una fuerza residual».
Solo un mes después de celebrarse las elecciones, Fuerza Nueva anunciaba su disolución (escogió la fecha del «20N») aduciendo, entre otras razones, las dos siguientes:

3) La decisión adoptada por el consejo político ha sido consecuencia de la falta de apoyo moral y material por parte de las instituciones básicas de la comunidad, y también por la incomprensión de quienes, ideológicamente, entendíamos que estaban obligados a permanecer más cerca de nosotros.
4) Los actos que convocó y organizó Fuerza Nueva, el fervor demostrado en los mismos y los aplausos entusiastas, que después no se han transformado en votos, ha sido otra de las causas tenidas en cuenta para tomar esta determinación.

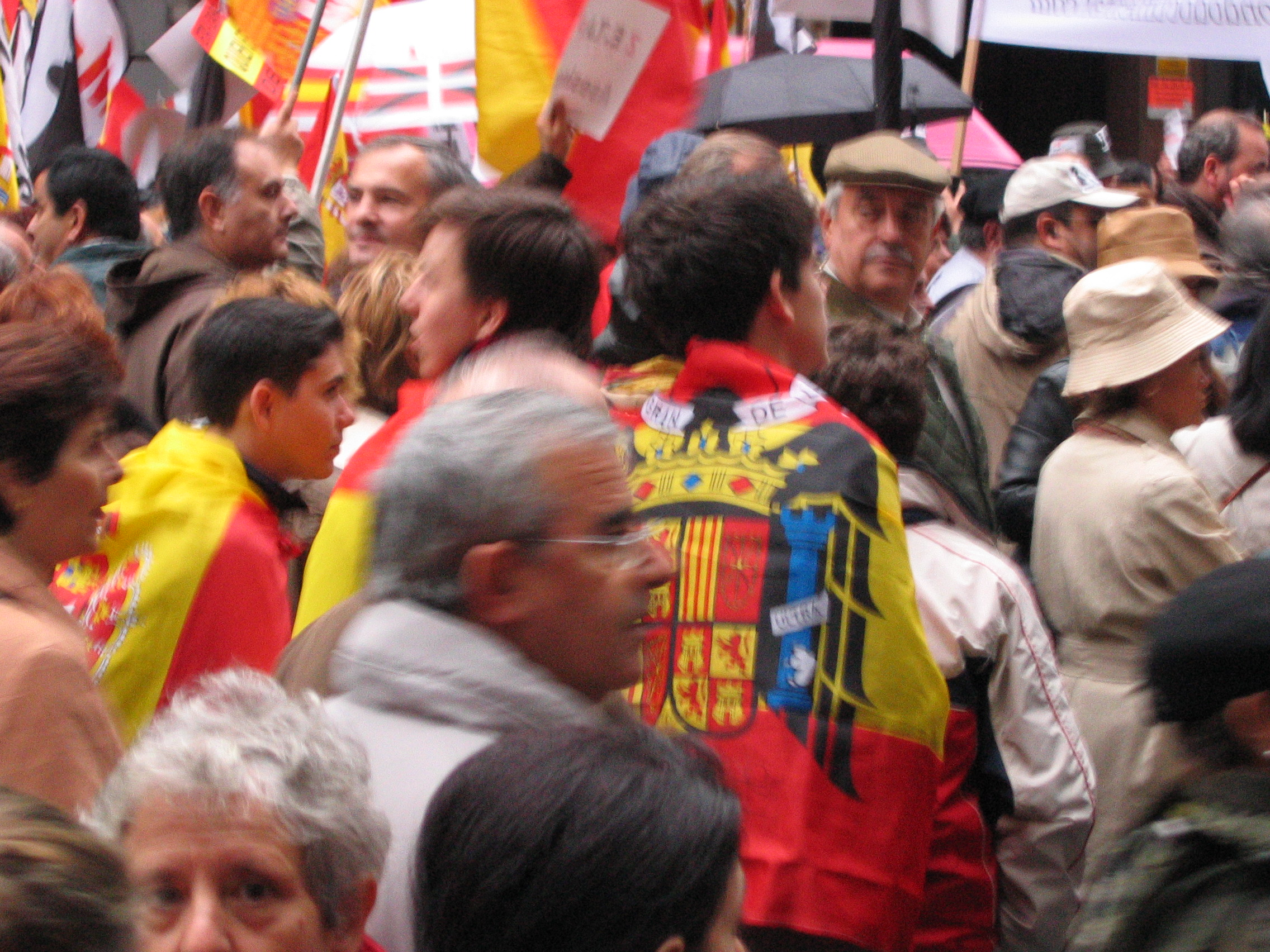
Participante de una manifestación de la Asociación Víctimas del Terrorismo portando la bandera franquista.

Sin embargo, el partido no desapareció totalmente porque fue sustituido por una serie de asociaciones provinciales, como la que se constituyó en Madrid en febrero de 1983 con el nombre de Centro de Estudios Sociales, Políticos y Económicos y que estaba presidida por Blas Piñar. Su domicilio social estaba ubicado en el inmueble de Fuerza Nueva Editorial. La de Barcelona se llamó Adelante España y la de Valencia Unión Hispana.
En ese mes de febrero de 1983 el camisa vieja y exministro de Franco Raimundo Fernández Cuesta, de 86 años, renunciaba a la jefatura nacional de Falange Española de las JONS, alegando «cierto cansancio, más que físico moral, por las intrigas, las murmuraciones, las críticas, la falta de colaboración e incluso las peticiones directas de mi dimisión por algunas personas o sectores de la Falange». Le sustituyó Diego Márquez que intentó marcar las diferencia de Falange con Fuerza Nueva. Al año siguiente estallará la crisis interna cuando Márquez se negó a que el partido realizara la tradicional ofrenda de una corona de flores ante la tumba de Franco con motivo del «20N». Veinticuatro consejeros nacionales opuestos a la decisión fueron cesados por Márquez de forma fulminante. «Desaparecían así de la cabecera del partido los más importantes representantes de su segunda época, varios de los cuales procedían de la Falange de la etapa republicana, y con ellos el principal soporte económico del partido».

### Después de 1982
A pesar de la disolución (no total) de Fuerza Nueva, Blas Piñar continuó siendo el referente de la extrema derecha española neofranquista y neofascista. Creó el partido Frente Nacional, sucesor de Fuerza Nueva, que estuvo apoyado por el Frente Nacional francés de Jean-Marie Le Pen. Tras un último intento de salir de la marginalidad con la fusión en 1992 con las también muy minoritarias Juntas Españolas, el Frente Nacional se autodisolvió al año siguiente.
La década de 1990 supuso la disolución o mutación de algunas organizaciones franquistas, fascistas y neofascistas: CEDADE se disolvió en 1993, también el Frente Nacional de Blas Piñar, mientras que las Juntas Españolas lo hicieron en 1995; estas últimas dieron lugar a la creación de Democracia Nacional, que, con un mensaje algo más innovador, compitió sin mucho éxito en el espacio de ultraderecha con otras propuestas también marginales electoralmente como la Alianza por la Unidad Nacional, Falange Española de las JONS (FE de las JONS) o Falange Española Independiente, FE(I). Democracia Nacional nunca superó el 0,1 % de los votos en unas elecciones generales. Todos juntos no llegaron a sumar más de 44 000 votos (y ningún escaño) en el conjunto del territorio en las elecciones generales.

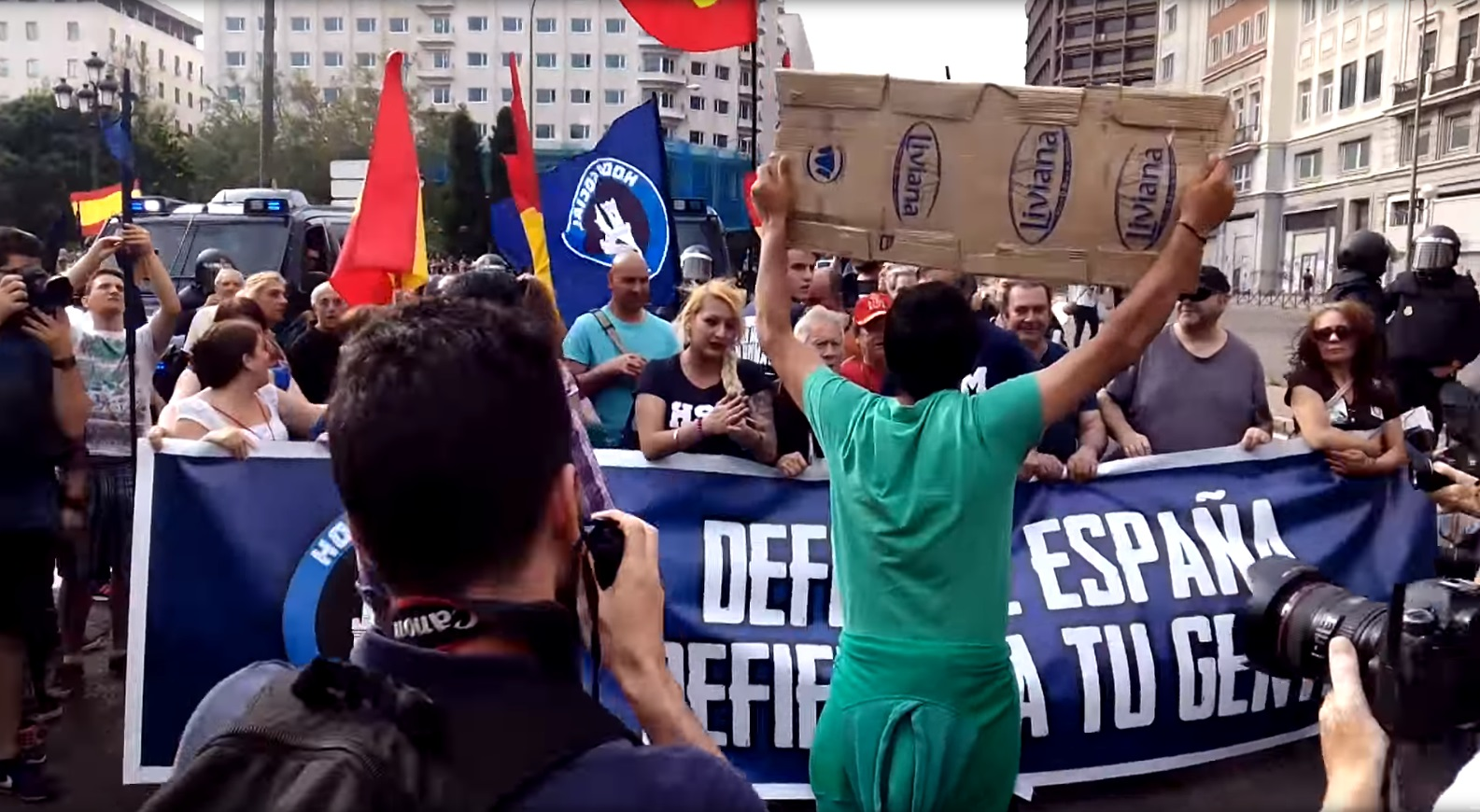
Manifestación en 2016 en la madrileña plaza de España de miembros del Hogar Social Madrid, capitaneados por Melisa Domínguez, y confrontados por el activista sin techo rumano Lagarder Danciu.

Los albores del siglo xxi contemplaron el nacimiento de un nuevo partido franquista y neofascista: España 2000, radicado inicialmente en Valencia. Se decantó por un ultranacionalismo español de signo blavero. Más recientemente, en 2014, mediante la okupación de un edificio en Madrid, se conformó el llamado «Hogar Social Madrid» (HSM, originariamente Hogar Social Ramiro Ledesma), colectivo inspirado por las experiencias de Amanecer Dorado y la CasaPound, en el cual activistas neonazis reparten comida exclusivamente a «españoles».